# Guten Morgen Österreich
Guten Morgen Österreich (GMÖ) ist der Titel des seit 29. März 2016 vom ORF produzierten Frühstücksfernsehens. Die Sendung wird montags bis freitags von 6:30 Uhr bis 9:00 Uhr live auf ORF 2 ausgestrahlt. Der ORF startete damit nach Puls 4 mit „Café Puls“ (seit 2004) und ServusTV mit „Servus am Morgen“ (2013 bis 2017) das dritte Frühstücksfernsehen in Österreich.

## Konzept und Historie

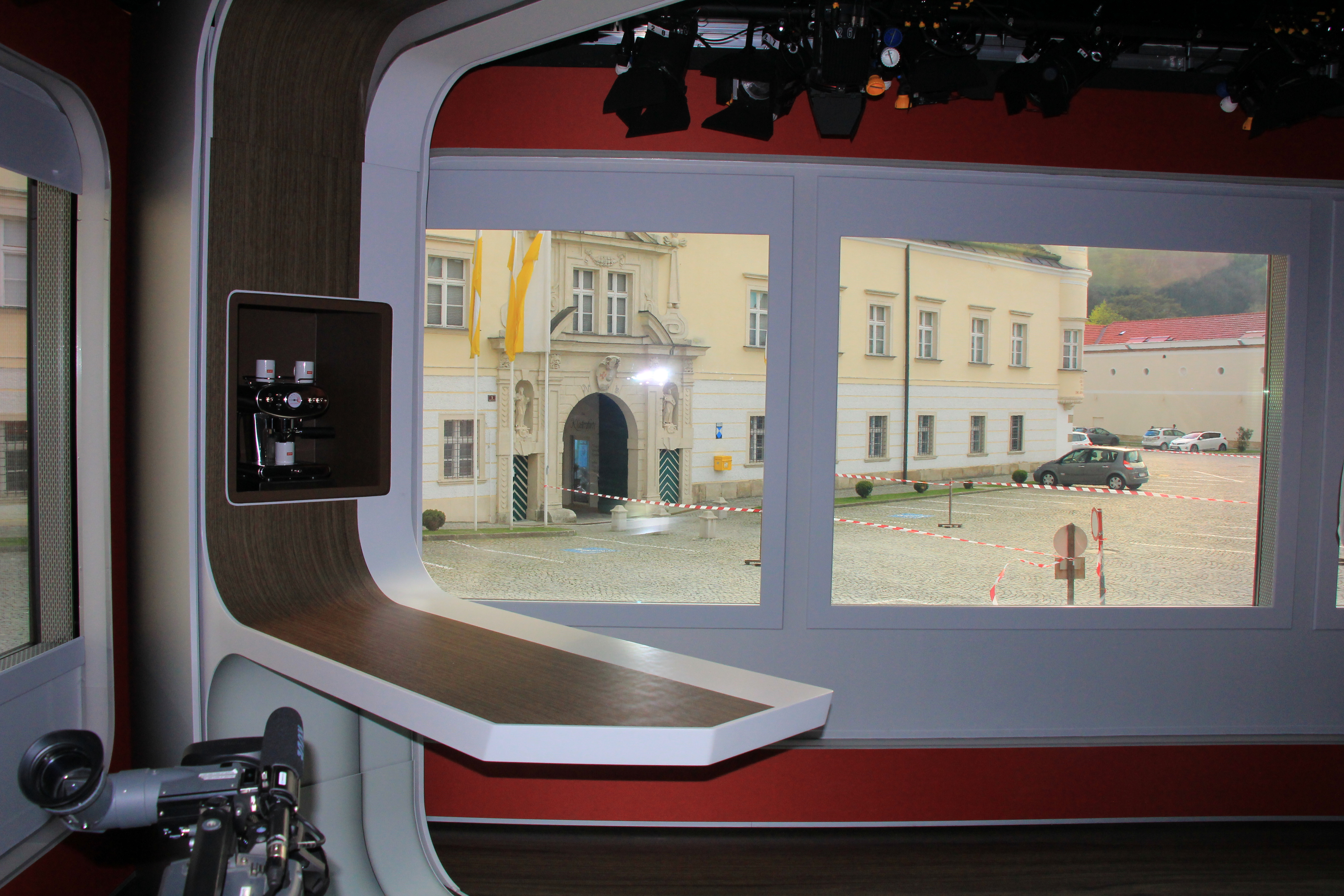
Blick aus dem mobilen Studio

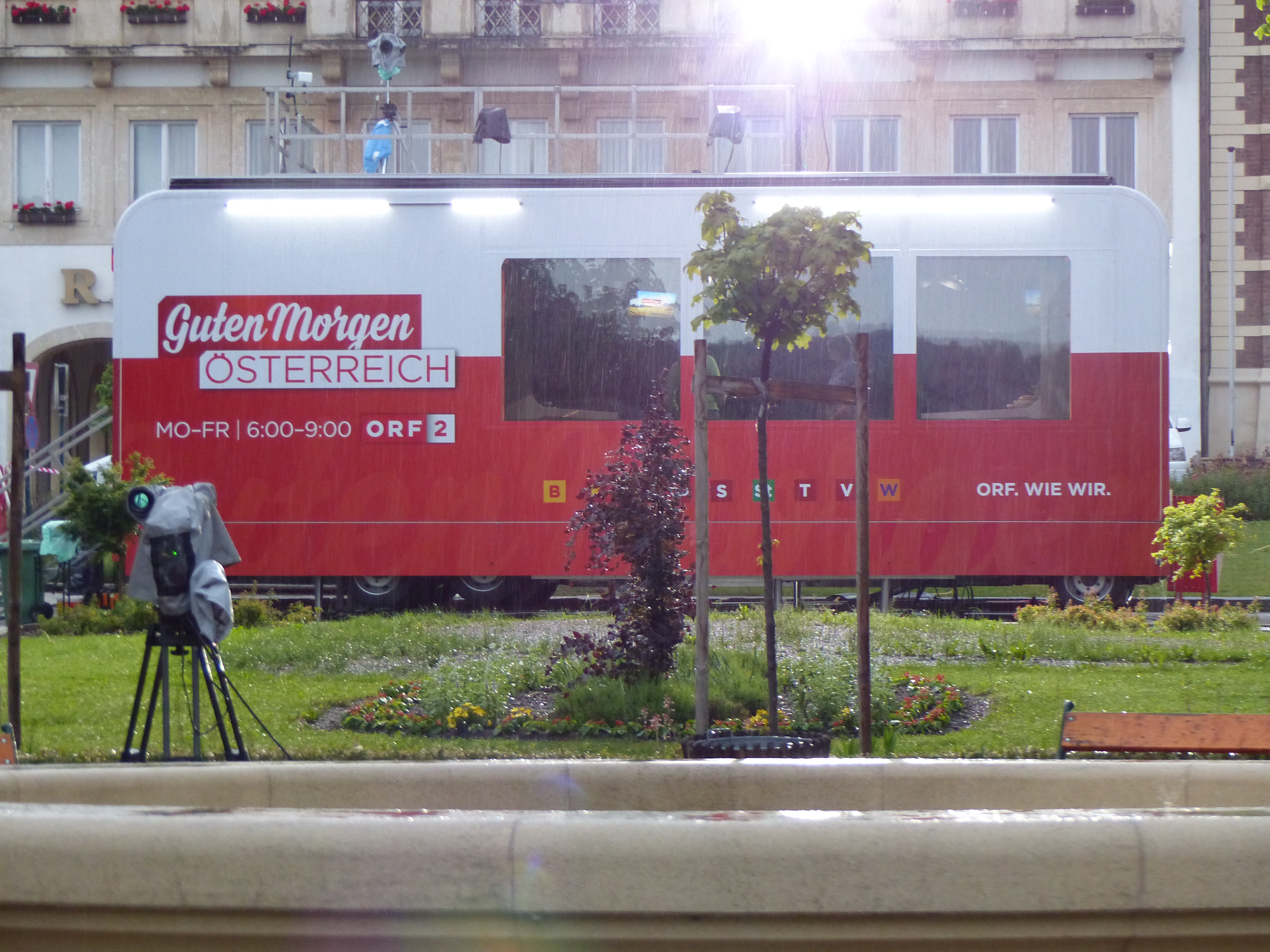
Mobiles Studio in Pinkafeld bei strömendem Regen im Mai 2017

Besonders an diesem Frühstücksfernsehen ist vor allem seine regionale Ausrichtung. Es wurde bis März 2020 jede Woche aus einem anderen Bundesland und (mit wenigen Ausnahmen) jeden Tag aus einer anderen Gemeinde aus einem mobilen Studio gesendet, wobei es in Wien meist nur einen Standort pro Woche gab. Aufgrund der Covid-19-Pandemie beschränkte sich die Tour durch die Bundesländer in den Jahren 2020, 2021 und 2022 auf einige Wochen im Sommer. Die meiste Zeit des Jahres über war das mobile Studio beim ORF-Zentrum am Küniglberg platziert. Seit 28. November 2022 wird aus einem eigens eingerichteten Studio innerhalb des ORF-Zentrums gesendet. Zunächst wurde erklärt, dass im Sommer und zu speziellen Anlässen (zum Beispiel Schirennen) die Sendung auch weiterhin von verschiedenen Standorten aus den Bundesländern übertragen werden sollte. Bis zum Frühling 2024 ist dies jedoch nicht der Fall gewesen.
Das mobile Studio weist eine Fläche von 35 m² auf und besteht aus zwei insgesamt 18 Tonnen schweren unabhängig voneinander fahrbaren Teilen, die mit jeweils einer Zugmaschine an den jeweiligen Sendeort gezogen werden.
Die Finanzierung beim Konzept des mobilen Studios erfolgte auch über die Gemeinden, die sich dazu ein Ortsporträt kaufen konnten.
Anfangs setzte die Sendung an jedem Wochentag andere inhaltliche Schwerpunkte (Montag: Gesellschaft und Kultur, Dienstag: Gesundheit und Natur, Mittwoch: Film und Fernsehen, Donnerstag: Arbeit und Wirtschaft, Freitag: Freizeit und Sport). Dieses Konzept wurde bald aufgegeben; lediglich einzelne Rubriken sind noch an einen bestimmten Wochentag gebunden.
Von 21. August 2017 bis 21. Dezember 2018 wurde ab 17:30 Uhr die mittlerweile eingestellte Sendung Daheim in Österreich ebenfalls aus dem mobilen Studio übertragen. Der Ausstrahlungsort war dabei jene Gemeinde (teilweise auch kleinere Ortschaft), in welcher Guten Morgen Österreich am folgenden Tage gastierte, nur freitags dieselbe wie am Donnerstag. Als Art Dachmarke für beide Formate unter thematischer Einbeziehung der Informationsmagazine Mittag in Österreich und Aktuell in Österreich wurde die Bezeichnung Unterwegs in Österreich geschaffen. Ab Anfang 2019 bezog sich der Titel Unterwegs in Österreich ausschließlich auf Guten Morgen Österreich. Seit 2020 wird diese Bezeichnung nicht mehr verwendet.
Die Sendung dauerte bis 18. August 2017 von 6:00 Uhr bis 9:00 Uhr und wurde mit 21. August 2017 auf 6:30 Uhr bis 9:30 Uhr verschoben. Bei anschließenden Liveübertragungen aus dem Parlament oder aus aktuellem Anlass verlängerter Zeit im Bild um 9 Uhr endete die Sendezeit bereits um 9:00 Uhr. Seit 11. Jänner 2021 endet die Sendung stets wieder um 9:00 Uhr, da die Fernsehgymnastik ausgelagert wurde.
Seit dem 4. November 2024 wird zur Sendung eine Untertitelung angeboten.

## Moderatoren

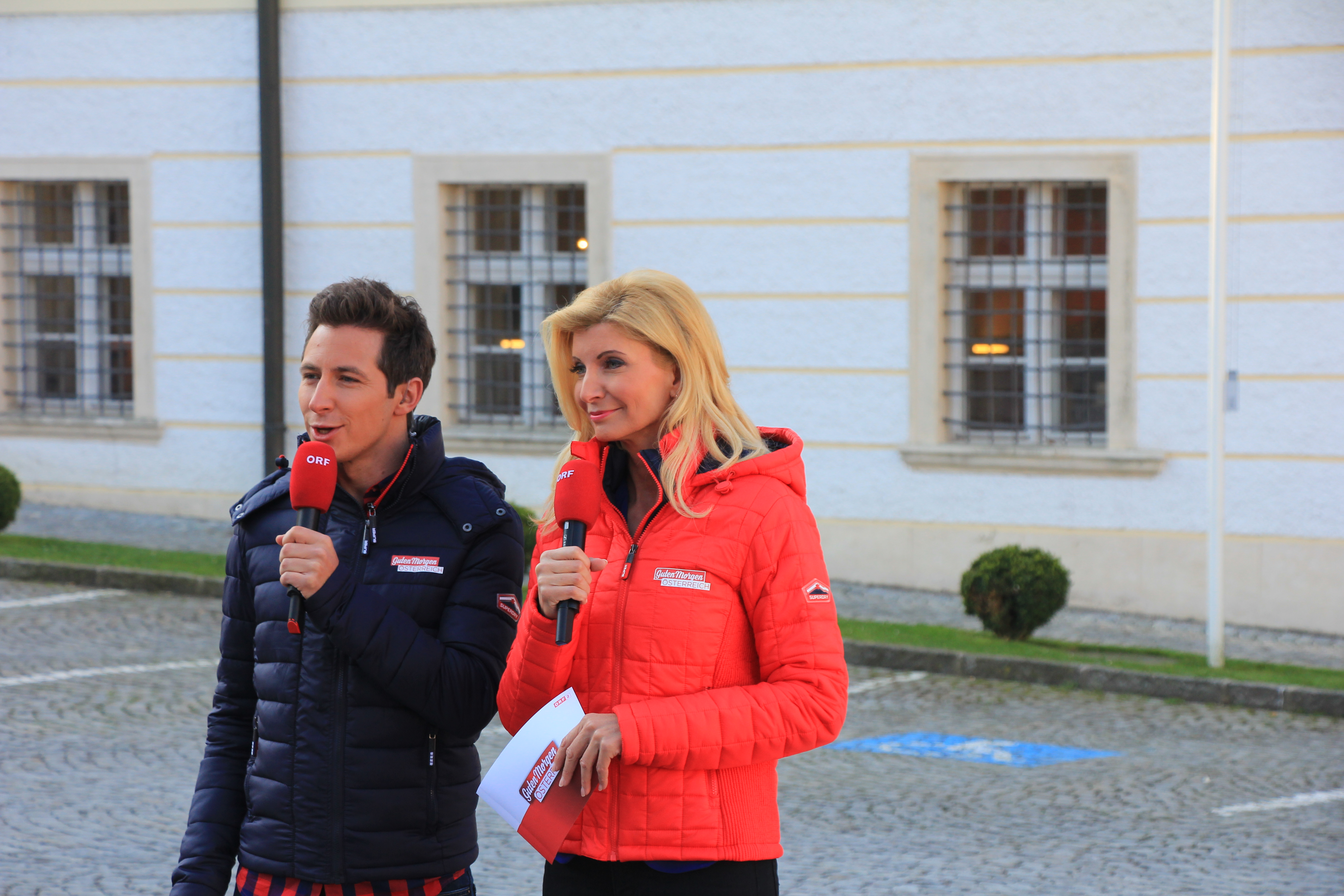
Nadja Mader und Lukas Schweighofer vor dem Stift Heiligenkreuz

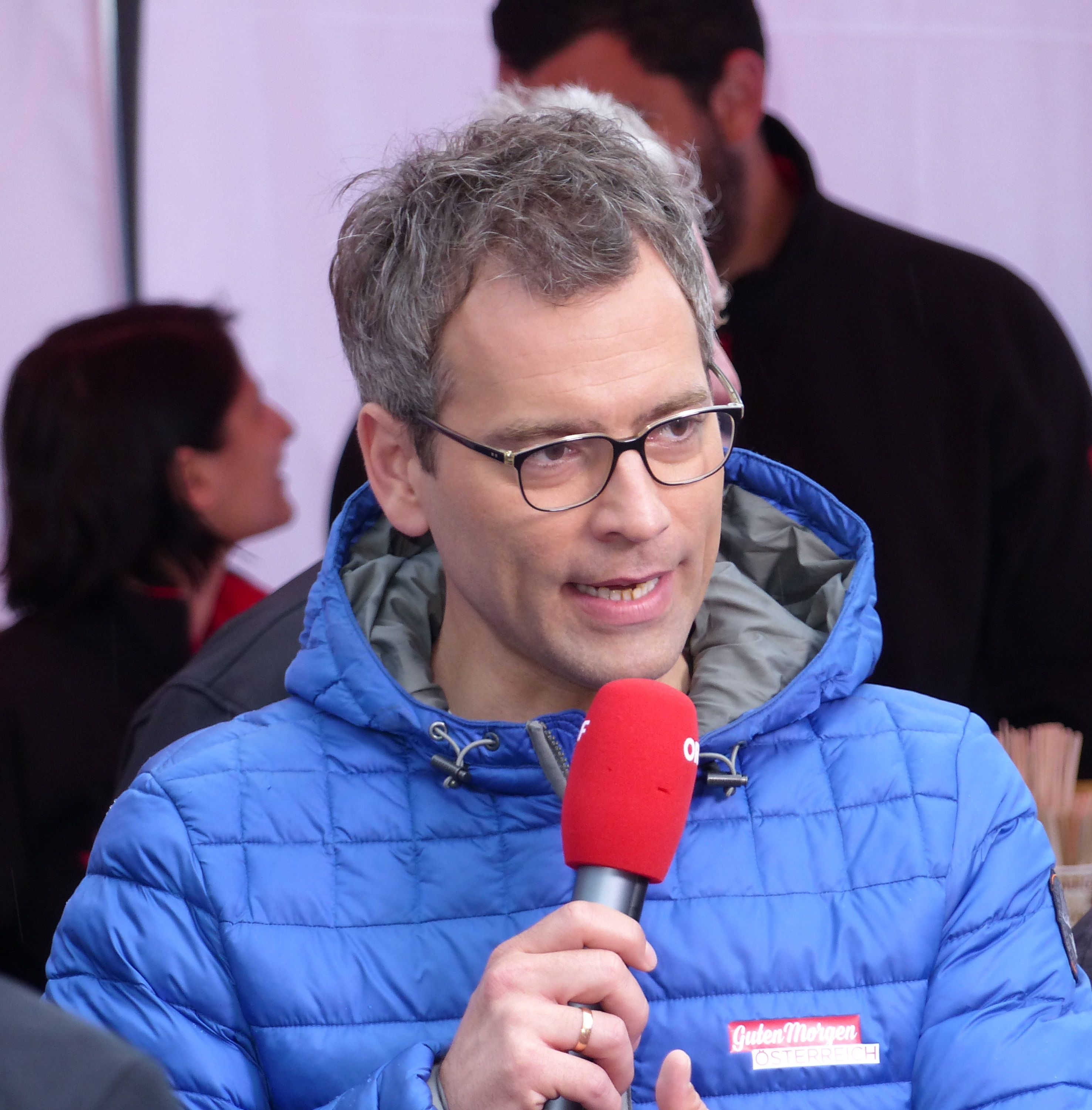
Martin Ganster bei der Sendung aus Pinkafeld im Mai 2017

| Aktuelle Moderatoren              | Aktuelle Moderatoren                    | Aktuelle Moderatoren                                                                                             | Aktuelle Moderatoren | Aktuelle Moderatoren | Aktuelle Moderatoren |
| Moderator/in                      | Zeitraum                                | Bemerkungen | Bundesland |                      |                      |
| --------------------------------- | --------------------------------------- | --- | --- | -------------------- | -------------------- |
| Eva Pölzl                         | seit 2016                               | Hauptmoderatorin                                                                                                 | Kärnten, Wien, Burgenland; bis Mai 2017 auch Vorarlberg, 2018 Salzburg, bis Jänner und ab September 2019 Steiermark; Frühjahr 2020 und seit Ende 2020 keine Zuordnung                                  |                      |                      |
| Patrick Budgen                    | seit 2016                               | Hauptmoderator (bis 2021 vertretungsweise), Außenmoderator (bis 2021)                                            | Wien |                      |                      |
| Philipp Maschl                    | seit Oktober 2023                       | Hauptmoderator (Verstärkung)                                                                                     | |                      |                      |
| Norbert Oberhauser                | seit Juli 2025                          | Hauptmoderator (Vertretung)                                                                                      | |                      |                      |
| Marco Ventre                      | seit 2016                               | Außenmoderator, seit 2022 vertretungsweise Hauptmoderator                                                        | Kärnten |                      |                      |
| Inés Mäser                        | seit Dezember 2018                      | Außenmoderatorin                                                                                                 | Vorarlberg |                      |                      |
| Reingard Diermayr                 | seit Juni 2020                          | Außenmoderatorin                                                                                                 | Tirol |                      |                      |
| Hannes Kargl                      | seit August 2020                        | Außenmoderator (2020 und 2021 vertretungsweise), im Oktober 2023 vertretungsweise Hauptmoderator                 | Steiermark |                      |                      |
| Pia Winkler-Seiser                | seit 2021                               | Außenmoderatorin                                                                                                 | Niederösterreich |                      |                      |
| Lisa Veits                        | seit 2021                               | Außenmoderatorin                                                                                                 | Wien |                      |                      |
| Bernhard Weihsinger               | seit August 2023                        | Außenmoderator                                                                                                   | Wien |                      |                      |
| Hannah Schilcher                  | seit Oktober 2023                       | Außenmoderatorin (2023 nur vertretungsweise)                                                                     | Salzburg |                      |                      |
| Patricia Schuller                 | seit 2024, vertretungsweise 2021        | Außenmoderatorin                                                                                                 | Burgenland |                      |                      |
| Martina Huber                     | seit Oktober 2024                       | Außenmoderatorin                                                                                                 | Vorarlberg |                      |                      |
| Roland Huber                      | seit Dezember 2024                      | Außenmoderator                                                                                                   | Oberösterreich |                      |                      |
| Katharina Reigersberg             | seit 2021                               | vertretungsweise Außenmoderatorin                                                                                | Wien |                      |                      |
| Christiane Knapp                  | seit 2021                               | vertretungsweise Außenmoderatorin                                                                                | Tirol |                      |                      |
| Diana Foidl                       | seit Mai 2023                           | vertretungsweise Außenmoderatorin                                                                                | Tirol |                      |                      |
| Michael Steuer                    | seit 2020 (selten)                      | vertretungsweise Außenmoderator (im Jänner 2020 Hauptmoderator)                                                  | Kärnten |                      |                      |
| Julia Korponay-Pfeifer            | seit Oktober 2023                       | vertretungsweise Außenmoderatorin                                                                                | Wien |                      |                      |
| Pia Lenz                          | August 2024                             | vertretungsweise Außenmoderatorin                                                                                | Vorarlberg |                      |                      |
| Ehemalige Moderatoren             |                                         | | |                      |                      |
| Moderator/in                      | Zeitraum                                | Bemerkungen | Bundesland |                      |                      |
| Lukas Schweighofer                | 2016–Sept. 2022, Sept. 2022–2023 selten | Hauptmoderator                                                                                                   | Tirol, Niederösterreich, Oberösterreich, Vorarlberg; von Oktober 2017 bis Dezember 2018 nur Vorarlberg, bis August 2017 und ab März 2019 auch Salzburg; Frühjahr 2020 und ab Ende 2020 keine Zuordnung |                      |                      |
| Jan Matejcek                      | Okt. 2017–Feb. 2022                     | Hauptmoderator                                                                                                   | Tirol, Niederösterreich, Oberösterreich, bis Ende 2017 auch Salzburg; ab 2019 vertretungsweise |                      |                      |
| Melina Livia Stumpf               | August 2023 bis August 2024             | Außenmoderatorin                                                                                                 | Oberösterreich |                      |                      |
| Martin Ganster                    | 2016–2023                               | Außenmoderator, vertretungsweise Hauptmoderator                                                                  | Burgenland |                      |                      |
| Thomas Mussger                    | 2021–2023                               | Außenmoderator                                                                                                   | Salzburg |                      |                      |
| Maria Theiner                     | 2018 bis Juni 2023                      | Außenmoderatorin, vertretungsweise Hauptmoderatorin                                                              | Oberösterreich |                      |                      |
| Sabine Amhof                      | 2016 bis August 2022                    | Außenmoderatorin                                                                                                 | Tirol (ab März 2020 oft Zuschaltungen aus Südtirol) |                      |                      |
| Oliver Zeisberger                 | 2016–2021                               | Nebenmoderator/Außenmoderator                                                                                    | Steiermark |                      |                      |
| Nadja Mader                       | 2016–2020                               | Nebenmoderatorin                                                                                                 | Niederösterreich |                      |                      |
| Romy Seidl                        | 2019–2020                               | Nebenmoderatorin                                                                                                 | Salzburg |                      |                      |
| Julia Kogler (ehemals Zeidlhofer) | März 2018 – Juli 2020                   | Februar – September 2019 und eine Woche Juni/Juli 2020 Hauptmoderatorin, zuvor vertretungsweise Nebenmoderatorin | 2019 Steiermark und 2020 Burgenland (Hauptmoderatorin) |                      |                      |
| Lukas Möschl                      | 2018/Juni 2019                          | Nebenmoderator (bis Dezember 2018), vertretungsweise Hauptmoderator (Juni 2019)                                  | Salzburg |                      |                      |
| Nina Kraft                        | 2016–2018                               | vertretungsweise Hauptmoderatorin, bis Ende 2017 auch Nebenmoderatorin                                           | Salzburg (Nebenmoderatorin) |                      |                      |
| Christiane Schwald-Pösel          | Oktober 2017 bis Dezember 2018          | Nebenmoderatorin                                                                                                 | Vorarlberg |                      |                      |
| Jutta Mocuba                      | 2016 bis Ende 2017                      | Nebenmoderatorin                                                                                                 | Oberösterreich |                      |                      |
| David Breznik                     | 2016 bis Juli 2017                      | Nebenmoderator                                                                                                   | Vorarlberg |                      |                      |
| Thomas Birgfellner                | 2016 bis Februar 2017                   | vertretungsweise Hauptmoderator                                                                                  | Tirol, Salzburg, Niederösterreich, Oberösterreich |                      |                      |

Aufgrund der zusätzlichen Tätigkeit der beiden Hauptmoderatoren Eva Pölzl und Lukas Schweighofer bei Daheim in Österreich wurden sie besonders im Oktober 2017 häufiger vertreten. Ab 30. Oktober 2017 übernahm Jan Matejcek die Moderation mit Ausnahme Vorarlbergs in jenen Bundesländern, wo zuvor Lukas Schweighofer durch die Sendung geführt hat, während Schweighofer nur Daheim in Österreich moderierte. Eva Pölzl gab hingegen ihre Moderation bei der Vorabendsendung auf. Aufgrund der Einstellung von Daheim in Österreich übernahm ab Jänner 2019 wieder Lukas Schweighofer die zuletzt von Jan Matejcek moderierten Bundesländer. Matejcek ist nun als Außenreporter bei der neuen Vorabendsendung Studio 2 tätig. Gelegentlich moderierte er bis Februar 2022 Guten Morgen Österreich weiterhin als Vertretung für die Hauptmoderatoren. 2022 war Patrick Budgen regelmäßig als Hauptmoderator im Einsatz, während Lukas Schweighofer seltener moderierte. Budgen war schon zuvor seit Beginn der Sendung vertretungsweise für die Hauptmoderation eingesprungen. 2023 übernahm Budgen endgültig die Position des männlichen Hauptmoderators von Schweighofer, welcher seither nur noch vertretungsweise moderiert. Seit Oktober 2023 übernimmt in manchen Wochen Philipp Maschl die Moderation. Als Ersatzmoderatoren fungierten bis 2023 manchmal Martin Ganster und Marco Ventre, früher waren es regelmäßig auch Thomas Birgfellner und Nina Kraft.

### „Guten Morgen Österreich“-Experten
Zum „Guten Morgen Österreich“-Team gehören auch Experten, die via Zuspielungen Tipps und Tricks aus ihrem jeweiligen Fachgebiet verraten bzw. für Unterhaltung sorgen.
| Name                                                        | Zeitraum           | Rubrik                                                                     | Fachgebiet                              | Wochentag                                                                                           |
| ----------------------------------------------------------- | ------------------ | -------------------------------------------------------------------------- | --------------------------------------- | --------------------------------------------------------------------------------------------------- |
| Christine Reiler                                            | seit 2016          | Gesund und munter                                                          | Gesundheit und Ernährung                | Dienstag                                                                                            |
| Buchhändler Johannes Kößler, Helmut Zechner oder Eva Hanner |                    | Bücher der Woche                                                           | Buchvorstellungen                       | meist Donnerstag (früher: Freitag)                                                                  |
| ORF-Journalist (verschiedene alternierend)                  | seit 2019          | Blick in die Woche                                                         | aktuelle politische Ereignisse          | Montag (vor 2023 meist mit Roland Adrowitzer über Außenpolitik oder österreichischem Chefredakteur) |
| Lukas Pratschker                                            | seit 2020          | Hundecoach                                                                 | Umgang mit Hunden                       | Donnerstag (nicht immer wöchentlich)                                                                |
| Martina Reuter                                              | seit 2020          | Style-Expertin                                                             | Modetipps                               | Mittwoch (2021 manchmal Dienstag)                                                                   |
| Martina Reuter                                              | seit ca. 2023      | Umstyling                                                                  | Person wird modisch hergerichtet        | Donnerstag (anfangs Freitag)                                                                        |
| Gerti Senger                                                | seit 3. Juni 2020  | Liebestipps (im Sommer 2020: Sommergefühle)                                | Liebes- und Beziehungstipps             | Mittwoch                                                                                            |
| Reinhard Kittenberger oder ab 2023 Astrid Krepela           | seit 2021          | Garten-Talk                                                                | Garten, Pflanzen                        | Donnerstag                                                                                          |
| ORF-Meteorologe Manuel Oberhuber                            | seit Sommer 2023   | Wochenendwetter                                                            | Wetter: Ausblick und Bilanz             | Freitag                                                                                             |
| Renate Kaufmann                                             | ab 3. Oktober 2023 | „Frag die Oma“                                                             | Haushaltstipps                          | Dienstag                                                                                            |
| Ehemalige Experten                                          |                    |                                                                            |                                         | |
| Name                                                        | Zeitraum           | Rubrik                                                                     | Fachgebiet                              | Wochentag                                                                                           |
| Karl Ploberger                                              | 2016–2020          | Der Pflanzenflüsterer (bis 2018: Aufgeblüht – Tipps für den grünen Daumen) | Garten, Pflanzen                        | Montag (früher: Mittwoch)                                                                           |
| Philipp Jelinek                                             | 2018–2020          | Fit mit Philipp                                                            | sportliche/physiotherapeutische Übungen | Montag bis Freitag (bis 27. März 2020: Freitag)                                                     |
| Florian Aigner                                              | Ende 2020          | Physik im Alltag                                                           | Einblick in die Naturwissenschaft       | Donnerstag                                                                                          |
| Maggie Entenfellner                                         | 2016–2019          | Nur mit Tier                                                               | Haustiere                               | Montag oder Dienstag                                                                                |
| Flo und Wisch                                               | 2016–2018          | Rückspiegelei – Der musikalisch-humoristische Wochenrückblick              | Satire                                  | Freitag                                                                                             |
| Armin Assinger                                              | 2016–2017          | Fit in den Tag                                                             | sportliche Übungen                      | Montag, Mittwoch, Donnerstag                                                                        |
| Norbert Nowotny                                             | seit März 2020     | Corona-Update                                                              | Aktuelles zur Covid-19-Pandemie         | Freitag (manchmal zusätzlich an anderen Tagen), seit Herbst 2022 nicht wöchentlich                  |

### „Guten Morgen Österreich“-ZIB und Wetter
Ab 7:00 Uhr (bis 18. August 2017 ab 6:00 Uhr) stehen zur vollen Stunde fünfminütige und zur halben Stunde dreiminütige Frühausgaben der Zeit im Bild (ZIB) auf dem Programm. Diese wurden auch zu Zeiten des mobilen Studios aus dem ZIB-Studio am Küniglberg eingespielt.
Zu den Nachrichtenmoderaroren siehe Zeit im Bild.
Zunächst gab es immer eine Viertelstunde vor und nach der vollen Stunde das Guten Morgen Wetter, das von März 2016 bis November 2017 aus dem ORF-Zentrum in Wien gesendet wurde. Neben der Wetterprognose beinhaltete dieses auch das Biowetter, den Mondkalender, Bauernregeln, ein Wetterquiz, Zuseheranfragen sowie Verkehrsinformationen. Das Wetter wurde abwechselnd von Julia Zeidlhofer und Daniel Schrott moderiert. Vertretungsweise übernahm Alexander Hofer beziehungsweise im Jahre 2017 Jan Matejcek die Moderation. Ab November 2017 wurde das Wetter in gekürzter, auf die wesentliche Prognose zugeschnittener Fassung aus dem mobilen Studio gesendet und vom Außenmoderator des jeweiligen Bundeslandes präsentiert. Mit Anfang 2019 wurde das Wetter gestrichen. Es verbleibt lediglich die kurze Wetterprognose am Ende der halbstündlichen Zeit im Bild.

## Fernsehgymnastik
Aufgrund der COVID-19-Pandemie in Österreich wurde die ursprünglich freitags ausgestrahlte Rubrik Fit mit Philipp ab 30. März 2020 täglich im letzten Teil der Sendung nach der Zeit im Bild um 9:00 Uhr als Fernsehgymnastik gesendet. Triathlet Philipp Jelinek turnte je nach Dauer vorangehender beziehungsweise folgender ZIB-Sendungen zwischen 5 und 20 Minuten verschiedene Übungen für zu Hause vor. Bei Übertragungen aus dem Parlament entfiel dieser Teil der Sendung beziehungsweise wurde er in diesen Fällen ab November 2020 schon nach der ZIB um 8:30 Uhr gesendet. Ab 11. Jänner 2021 wurde Fit mit Philipp von 9:10 bis 9:25 Uhr als eigenständige Sendung ausgestrahlt. Während die Gymnastik zunächst meist aus dem Freien (vom ORF-Gelände oder dem jeweiligen Gastort mit mitturndendem Publikum) und bei Schlechtwetter aus einem Innenraum gesendet worden war, übersiedelte sie mit 28. November 2022 wie das Frühstücksfernsehen ins neue Studio.
Fit mit Philipp erreichte 2023 durchschnittlich 138.000 Zuseher bei einem Marktanteil von 32 Prozent.
Nachdem am 29. März 2024 Protokolle über Kurznachrichten aus dem Jahre 2018 zwischen Jelinek und dem damaligen Vizekanzler Heinz-Christian Strache bekannt geworden waren, in denen Jelinek Strache um Unterstützung gebeten hatte, Guten Morgen Österreich-Moderator zu werden, wurden von 2. bis 12. April 2024 Wiederholungen gesendet. Am 11. April 2024 wurde das Ende der Zusammenarbeit des ORF mit Jelinek bekannt. Seine Sendung wird ab dem 15. April 2024 durch Fit mit den Stars ersetzt. Wöchentlich alternierend sollen verschiedene Prominente als Vorturner agieren.
Die erste Ausgabe von Fit mit den Stars, welche von Conny Kreuter als Vorturnerin präsentiert wurde, erreichte mit 191.000 Zusehern beim Gesamtpublikum einen Marktanteil von 50 Prozent. Dieser Wert bedeutet einen Rekord seit Bestehen des Formats.
Bei Belegung des Sendeplatzes auf ORF 2 wird das Turnprogramm auf ORF Sport + gezeigt, wo es manchmal auch wiederholt wird.

## Guten Morgen Österreich Tour-/Wochenplan
Die folgende Liste enthält eine chronologische Übersicht der Ausstrahlungsorte.
KW = Kalenderwoche
Ausstrahlungsort = Gemeindename (bei genau definierter Ortschaft Gemeindename in Klammern) bzw. in Wien immer der Standort; sonst manchmal genauerer Standort in Klammern
| KW  | Datum                         | Landesstudio | Moderatoren                                      | Montag                          | Dienstag                  | Mittwoch                            | Donnerstag                    | Freitag                      |
| --- | ----------------------------- | ------------ | ------------------------------------------------ | ------------------------------- | ------------------------- | ----------------------------------- | ----------------------------- | ---------------------------- |
| 13. | 29. März – 1. April           |              | Lukas Schweighofer Nina Kraft                    | Ostermontag                     | Obertauern                | Werfen                              | Grödig                        | Mattsee                      |
| 14. | 4. April – 8. April           |              | Eva Pölzl David Breznik                          | Feldkirch                       | Zwischenwasser            | Rankweil                            | Klaus                         | Götzis                       |
| 15. | 11. April – 15. April         |              | Lukas Schweighofer Nadja Mader                   | Baden                           | Berndorf                  | Heiligenkreuz                       | Mödling                       | Schwechat                    |
| 16. | 18. April – 22. April         |              | Eva Pölzl Martin Ganster                         | Güssing                         | Bildein                   | Inzenhof-Tschanigraben              | Stinatz                       | Stegersbach                  |
| 17. | 25. April – 29. April         |              | Lukas Schweighofer Nina Kraft                    | Adnet                           | Großgmain                 | Bergheim                            | Salzburg                      | Salzburg                     |
| 18. | 2. Mai – 6. Mai               |              | Eva Pölzl Marco Ventre                           | Maria Saal                      | Keutschach am See         | Ferlach                             | Christi Himmelfahrt           | Sankt Jakob im Rosental      |
| 19. | 9. Mai – 13. Mai              |              | Lukas Schweighofer Jutta Mocuba                  | Haslach an der Mühl             | Rohrbach-Berg             | Bad Leonfelden                      | Freistadt                     | Mitterkirchen im Machland    |
| 20. | 16. Mai – 20. Mai             |              | Eva Pölzl Patrick Budgen                         | Pfingstmontag                   | MuseumsQuartier           | MuseumsQuartier                     | MuseumsQuartier               | MuseumsQuartier              |
| 21. | 23. Mai – 27. Mai             |              | Eva Pölzl Oliver Zeisberger                      | Leoben                          | Eisenerz                  | Admont                              | Fronleichnam                  | Bad Aussee                   |
| 22. | 30. Mai – 3. Juni             |              | Lukas Schweighofer Sabine Amhof                  | Rattenberg                      | Thiersee                  | Kufstein                            | Innsbruck                     | Kramsach                     |
| 23. | 6. Juni – 10. Juni            |              | Lukas Schweighofer Jutta Mocuba                  | Mettmach                        | Höhnhart                  | Lengau                              | Mining                        | Obernberg am Inn             |
| 24. | 13. Juni – 17. Juni           |              | Lukas Schweighofer Nadja Mader                   | Haag                            | Waidhofen an der Ybbs     | Lunz am See                         | Melk                          | Spitz an der Donau           |
| 25. | 20. Juni – 24. Juni           |              | Eva Pölzl Patrick Budgen                         | Donauinsel                      | Donauinsel                | Donauinsel                          | Donauinsel                    | Donauinsel                   |
| 26. | 27. Juni – 1. Juli            |              | Eva Pölzl Oliver Zeisberger                      | Stubenberg                      | Sankt Radegund bei Graz   | Deutschfeistritz                    | Spielberg                     | Spielberg                    |
| 27. | 4. Juli – 8. Juli             |              | Eva Pölzl Martin Ganster                         | Landsee (Markt Sankt Martin)    | Kobersdorf                | Sankt Margarethen im Burgenland     | Mörbisch                      | Forchtenstein                |
| 28. | 11. Juli – 14. Juli           |              | Lukas Schweighofer Jutta Mocuba                  | Gmunden                         | Ebensee                   | Bad Ischl                           | Bad Goisern                   | Schörfling am Attersee       |
| 29. | 18. Juli – 23. Juli           |              | Eva Pölzl David Breznik                          | Hohenweiler                     | Höchst                    | Bregenz                             | Bregenz                       | Hörbranz                     |
| 30. | 25. Juli – 29. Juli           |              | Lukas Schweighofer Sabine Amhof                  | Innervillgraten                 | Obertilliach              | Lienz                               | Kals am Großglockner          | Virgen                       |
| 31. | 1. August – 5. August         |              | Eva Pölzl Marco Ventre                           | Finkenstein am Faaker See       | Bad Bleiberg              | Villach                             | Velden am Wörther See         | Klagenfurt am Wörthersee     |
| 32. | 8. August – 12. August        |              | Thomas Birgfellner Nina Kraft                    | Sankt Gilgen                    | Fuschl am See             | Ebenau                              | Koppl                         | Salzburg                     |
| 33. | 16. August – 19. August       |              | Lukas Schweighofer Nadja Mader                   | Mariä Himmelfahrt               | Armschlag (Sallingberg)   | Pöggstall                           | St. Pölten                    | Grafenegg                    |
| 34. | 22. August – 26. August       |              | Eva Pölzl Patrick Budgen                         | Wiener Prater                   | Wiener Prater             | Wiener Prater                       | Wiener Prater                 | Wiener Prater                |
| 35. | 29. August – 2. September     |              | Lukas Schweighofer Nadja Mader                   | Korneuburg                      | Mistelbach                | Tulln an der Donau                  | Rossatz (Rossatz-Arnsdorf)    | Rossatz                      |
| 36. | 5. September – 9. September   |              | Lukas Schweighofer Jutta Mocuba                  | Molln                           | Grünau im Almtal          | Kirchdorf an der Krems              | Hinterstoder                  | Windischgarsten              |
| 37. | 12. September – 16. September |              | Eva Pölzl David Breznik                          | Mellau                          | Bezau                     | Schwarzenberg                       | Alberschwende                 | Andelsbuch                   |
| 38. | 19. September – 23. September |              | Lukas Schweighofer Sabine Amhof                  | St. Anton am Arlberg            | Elbigenalp                | Reutte                              | Lermoos                       | Nassereith                   |
| 39. | 26. September – 30. September |              | Eva Pölzl Marco Ventre                           | Sankt Veit an der Glan          | Magdalensberg             | Sankt Georgen am Längsee            | Griffen                       | Sankt Paul im Lavanttal      |
| 40. | 3. Oktober – 7. Oktober       |              | Eva Pölzl Oliver Zeisberger                      | Köflach                         | Voitsberg                 | Preding                             | Gamlitz                       | Leibnitz                     |
| 41. | 10. Oktober – 14. Oktober     |              | Eva Pölzl Martin Ganster                         | Lockenhaus                      | Neckenmarkt               | Klostermarienberg                   | Neutal                        | Lutzmannsburg                |
| 42. | 17. Oktober – 21. Oktober     |              | Lukas Schweighofer Sabine Amhof                  | Stams                           | Landeck                   | Umhausen                            | Längenfeld                    | Sölden                       |
| 43. | 24. Oktober – 28. Oktober     |              | Lukas Schweighofer/Thomas Birgfellner Nina Kraft | Mittersill                      | Kaprun                    | Nationalfeiertag                    | Saalfelden am Steinernen Meer | Maria Alm am Steinernen Meer |
| 44. | 31. Oktober – 4. November     |              | Eva Pölzl Marco Ventre                           | Fresach                         | Allerheiligen             | Gmünd in Kärnten                    | Spittal an der Drau           | Möllbrücke                   |
| 45. | 7. November – 11. November    |              | Eva Pölzl Martin Ganster                         | Gols                            | Purbach am Neusiedler See | entfallen (US-Präsidentschaftswahl) | Markt Sankt Martin            | Eisenstadt                   |
| 46. | 14. November – 18. November   |              | Lukas Schweighofer Nadja Mader                   | Klosterneuburg                  | Klosterneuburg            | Hainburg an der Donau               | Matzen (Matzen-Raggendorf)    | Herrnbaumgarten              |
| 47. | 21. November – 25. November   |              | Eva Pölzl Patrick Budgen                         | Wien Hauptbahnhof               | Wien Hauptbahnhof         | Wien Hauptbahnhof                   | Wien Hauptbahnhof             | Wien Hauptbahnhof            |
| 48. | 28. November – 2. Dezember    |              | Eva Pölzl Oliver Zeisberger                      | Hartberg                        | Pöllau                    | Bad Waltersdorf                     | Burgau                        | Fürstenfeld                  |
| 49. | 5. Dezember – 9. Dezember     |              | Lukas Schweighofer Nina Kraft                    | Flachau                         | St. Johann im Pongau      | Bischofshofen                       | Mariä Empfängnis              | Goldegg im Pongau            |
| 50. | 12. Dezember – 16. Dezember   |              | Eva Pölzl David Breznik                          | Bartholomäberg                  | St. Gallenkirch           | Gaschurn                            | Vandans                       | Schruns                      |
| 51. | 19. Dezember – 23. Dezember   |              | Lukas Schweighofer Nina Kraft                    | Saalbach (Saalbach-Hinterglemm) | Zell am See               | Wagrain                             | Filzmoos                      | Oberndorf bei Salzburg       |
| 52. | 27. Dezember – 30. Dezember   |              | Nina Kraft Patrick Budgen                        | Stefanitag                      | Wiener Burgtheater        | Wiener Burgtheater                  | Wiener Burgtheater            | Wiener Burgtheater           |

| KW  | Datum                         | Landesstudio | Moderatoren                                                                    | Montag                               | Dienstag                                | Mittwoch                        | Donnerstag                         | Freitag                            |
| --- | ----------------------------- | ------------ | ------------------------------------------------------------------------------ | ------------------------------------ | --------------------------------------- | ------------------------------- | ---------------------------------- | ---------------------------------- |
| 1.  | 2. Jänner – 5. Jänner         |              | Nina Kraft Oliver Zeisberger                                                   | Sankt Georgen am Kreischberg         | Murau                                   | Sankt Lambrecht                 | Fohnsdorf                          | Heilige Drei Könige                |
| 2.  | 9. Jänner – 13. Jänner        |              | Lukas Schweighofer Nadja Mader                                                 | Gaming                               | Lackenhof                               | Göstling an der Ybbs            | Hollenstein an der Ybbs            | Hochkar                            |
| 3.  | 16. Jänner – 20. Jänner       |              | Lukas Schweighofer Sabine Amhof                                                | St. Ulrich am Pillersee              | Hochfilzen                              | Kirchberg in Tirol              | Kitzbühel                          | Kitzbühel                          |
| 4.  | 23. Jänner – 27. Jänner       |              | Eva Pölzl Oliver Zeisberger                                                    | Schladming                           | Schladming                              | Haus                            | Gröbming                           | Bad Mitterndorf                    |
| 5.  | 30. Jänner – 3. Februar       |              | Eva Pölzl Marco Ventre                                                         | Oberdrauburg                         | Weißensee                               | Kötschach-Mauthen               | Hermagor (Hermagor-Pressegger See) | Nötsch im Gailtal                  |
| 6.  | 6. Februar – 10. Februar      |              | Thomas Birgfellner Nina Kraft                                                  | Sankt Martin am Tennengebirge        | Annaberg-Lungötz                        | Abtenau                         | Rußbach am Paß Gschütt             | Golling an der Salzach             |
| 7.  | 13. Februar – 17. Februar     |              | Thomas Birgfellner Jutta Mocuba                                                | Hallstatt                            | Gosau                                   | Sankt Wolfgang im Salzkammergut | Mondsee                            | Oberwang                           |
| 8.  | 20. Februar – 24. Februar     |              | Eva Pölzl Patrick Budgen                                                       | Staatsoper                           | Staatsoper                              | Staatsoper                      | Staatsoper                         | Staatsoper                         |
| 9.  | 27. Februar – 3. März         |              | Eva Pölzl David Breznik                                                        | Frastanz                             | Nenzing                                 | Bludenz                         | Satteins                           | Thüringen                          |
| 10. | 6. März – 10. März            |              | Lukas Schweighofer Sabine Amhof                                                | Zams                                 | Stanz bei Landeck                       | Kappl                           | Galtür                             | Ischgl                             |
| 11. | 13. März – 17. März           |              | Lukas Schweighofer Nina Kraft                                                  | Leogang                              | Mühlbach am Hochkönig                   | Werfenweng                      | Elsbethen                          | Anthering                          |
| 12. | 20. März – 24. März           |              | Eva Pölzl Oliver Zeisberger                                                    | Riegersburg                          | Fehring                                 | Bad Radkersburg                 | Mureck                             | Graz                               |
| 13. | 27. März – 31. März           |              | Eva Pölzl Marco Ventre                                                         | Steindorf am Ossiacher See           | Himmelberg                              | Feldkirchen in Kärnten          | Gurk                               | Straßburg                          |
| 14. | 3. April – 7. April           |              | Eva Pölzl Patrick Budgen                                                       | Gloriette Schönbrunn                 | Schloss Schönbrunn (Ehrenhof)           | Schloss Schönbrunn (Ehrenhof)   | Tiergarten Schönbrunn              | Tiergarten Schönbrunn              |
| 15. | 10. April – 14. April         |              | Lukas Schweighofer Nadja Mader                                                 | Neunkirchen                          | Kirchberg am Wechsel                    | Mönichkirchen                   | Bad Schönau                        | Hollenthon                         |
| 16. | 18. April – 21. April         |              | Eva Pölzl Martin Ganster                                                       | Ostermontag                          | Kittsee                                 | Halbturn                        | Andau                              | Illmitz                            |
| 17. | 24. April – 28. April         |              | Lukas Schweighofer Jutta Mocuba                                                | Krenglbach                           | Scharten                                | Gallspach                       | Ampflwang im Hausruckwald          | Rutzenham                          |
| 18. | 2. Mai – 5. Mai               |              | Lukas Schweighofer Sabine Amhof                                                | Staatsfeiertag                       | Pertisau                                | Jenbach                         | Mayrhofen                          | Zell am Ziller                     |
| 19. | 8. Mai – 12. Mai              |              | Eva Pölzl David Breznik                                                        | Koblach                              | Mäder                                   | Altach                          | Weiler                             | Hohenems                           |
| 20. | 15. Mai – 19. Mai             |              | Lukas Schweighofer Nina Kraft                                                  | Köstendorf                           | Neumarkt am Wallersee                   | Seekirchen am Wallersee         | Stift Michaelbeuern (Dorfbeuern)   | Bürmoos                            |
| 21. | 22. Mai – 26. Mai             |              | Eva Pölzl Martin Ganster                                                       | Kukmirn                              | Pinkafeld                               | Bad Tatzmannsdorf               | Christi Himmelfahrt                | Podersdorf am See                  |
| 22. | 29. Mai – 2. Juni             |              | Lukas Schweighofer Jutta Mocuba                                                | Gaflenz                              | Losenstein                              | Steinbach an der Steyr          | Hofkirchen im Traunkreis           | Kremsmünster                       |
| 23. | 6. Juni – 9. Juni             |              | Eva Pölzl Patrick Budgen                                                       | Pfingstmontag                        | Rathausplatz                            | Rathausplatz                    | Rathausplatz                       | Rathausplatz                       |
| 24. | 12. Juni – 16. Juni           |              | Lukas Schweighofer Nadja Mader                                                 | Petronell-Carnuntum                  | Laxenburg                               | Perchtoldsdorf                  | Fronleichnam                       | Pitten                             |
| 25. | 19. Juni – 23. Juni           |              | Eva Pölzl Marco Ventre                                                         | Eisenkappel-Vellach                  | Eberndorf                               | Sankt Kanzian am Klopeiner See  | Lavamünd                           | Bleiburg                           |
| 26. | 26. Juni – 30. Juni           |              | Eva Pölzl Martin Ganster                                                       | Rust                                 | Oslip                                   | Neufeld an der Leitha           | Mattersburg                        | Wiesen                             |
| 27. | 3. Juli – 7. Juli             |              | Lukas Schweighofer Sabine Amhof                                                | Schönberg im Stubaital               | Matrei am Brenner                       | Gschnitz                        | Gries am Brenner                   | Obernberg am Brenner               |
| 28. | 10. Juli – 14. Juli           |              | Patrick Budgen David Breznik                                                   | Lochau                               | Fußach                                  | Hard                            | Eichenberg                         | Wolfurt                            |
| 29. | 17. Juli – 21. Juli           |              | Lukas Schweighofer Nina Kraft                                                  | Tamsweg                              | Mariapfarr                              | Mauterndorf                     | Altenmarkt                         | Forstau                            |
| 30. | 24. Juli – 28. Juli           |              | Lukas Schweighofer Jutta Mocuba                                                | Schärding                            | Schardenberg                            | Sigharting                      | Kopfing                            | Engelhartszell                     |
| 31. | 31. Juli – 4. August          |              | Eva Pölzl Patrick Budgen                                                       | Donauinsel                           | Donauinsel                              | Donauinsel                      | Donauinsel                         | Donauinsel                         |
| 32. | 7. August – 11. August        |              | Eva Pölzl Oliver Zeisberger                                                    | Mariazell                            | Veitsch (Sankt Barbara im Mürztal)      | Turnau                          | Kindberg                           | Spital am Semmering                |
| 33. | 14. August – 18. August       |              | Lukas Schweighofer Nina Kraft                                                  | Henndorf                             | Mariä Himmelfahrt                       | Eugendorf                       | Hallwang                           | Thalgau                            |
| 34. | 21. August – 25. August       |              | Eva Pölzl Marco Ventre                                                         | Heiligenblut                         | Kaiser-Franz-Josefs-Höhe (Heiligenblut) | Winklern                        | Mallnitz                           | Seeboden am Millstätter See        |
| 35. | 28. August – 1. September     |              | Lukas Schweighofer Nadja Mader                                                 | Ybbsitz                              | Scheibbs                                | Schollach                       | Dürnstein                          | Dürnstein                          |
| 36. | 4. September – 8. September   |              | Eva Pölzl Martin Ganster                                                       | Eltendorf                            | Rudersdorf                              | Heiligenkreuz im Lafnitztal     | Sankt Martin an der Raab           | Jennersdorf                        |
| 37. | 11. September – 15. September |              | Eva Pölzl Patrick Budgen                                                       | Heiligenstädter Pfarrplatz (Döbling) | Heiligenstädter Pfarrplatz (Döbling)    | Kahlenberg (Döbling)            | Maurer Hauptplatz (Liesing)        | ORF-Zentrum (Küniglberg, Hietzing) |
| 38. | 18. September – 22. September |              | Lukas Schweighofer Nadja Mader                                                 | Litschau                             | Schrems                                 | Allentsteig                     | Eggenburg                          | Retz                               |
| 39. | 25. September – 29. September |              | Lukas Schweighofer Jutta Mocuba                                                | St. Georgen am Walde                 | Königswiesen                            | Pabneukirchen                   | Bad Kreuzen                        | Grein                              |
| 40. | 2. Oktober – 6. Oktober       |              | Lukas Schweighofer (Mo. – Di.) / Patrick Budgen (Mi. – Fr.) Christiane Schwald | Kennelbach                           | Lauterach                               | Bildstein                       | Schwarzach                         | Dornbirn                           |
| 41. | 9. Oktober – 13. Oktober      |              | Lukas Schweighofer Sabine Amhof                                                | Mils                                 | Absam                                   | Tulfes                          | Aldrans                            | Innsbruck (Schloss Ambras)         |
| 42. | 16. Oktober – 20. Oktober     |              | Eva Pölzl Marco Ventre                                                         | Sankt Georgen im Lavanttal           | Sankt Andrä                             | Bad St. Leonhard im Lavanttal   | Preitenegg                         | Wolfsberg                          |
| 43. | 23. Oktober – 27. Oktober     |              | Eva Pölzl Oliver Zeisberger                                                    | Fladnitz an der Teichalm             | Gasen                                   | Birkfeld                        | Nationalfeiertag                   | Anger                              |
| 44. | 30. Oktober – 3. November     |              | Jan Matejcek Nadja Mader                                                       | Neumarkt an der Ybbs                 | Artstetten-Pöbring                      | Allerheiligen                   | Maria Taferl                       | Pöchlarn                           |
| 45. | 6. November – 10. November    |              | Eva Pölzl Martin Ganster                                                       | Piringsdorf                          | Draßmarkt                               | Oberpullendorf                  | Großwarasdorf                      | Deutschkreutz                      |
| 46. | 13. November – 17. November   |              | Jan Matejcek Jutta Mocuba                                                      | Wippenham                            | Geinberg                                | Mauerkirchen                    | Eggelsberg                         | Mattighofen                        |
| 47. | 20. November – 24. November   |              | Jan Matejcek Nina Kraft                                                        | Bad Vigaun                           | Sankt Koloman                           | Kuchl                           | Anif                               | Hallein                            |
| 48. | 27. November – 1. Dezember    |              | Eva Pölzl Oliver Zeisberger                                                    | Sankt Peter im Sulmtal               | Schwanberg                              | Wies                            | Eibiswald                          | Deutschlandsberg                   |
| 49. | 4. Dezember – 7. Dezember     |              | Jan Matejcek Nadja Mader                                                       | Sitzenberg-Reidling                  | Langenlois                              | Maissau                         | Grafenegg                          | Mariä Empfängnis                   |
| 50. | 11. Dezember – 15. Dezember   |              | Lukas Schweighofer (Mo. – Do.) / Jan Matejcek (Fr.) Christiane Schwald         | Brand                                | Dalaas                                  | Stuben am Arlberg (Klösterle)   | Zürs (Lech)                        | Zürs                               |
| 51. | 18. Dezember – 22. Dezember   |              | Jan Matejcek Sabine Amhof                                                      | St. Jakob in Defereggen              | Matrei in Osttirol                      | Dölsach                         | Assling                            | Lienz                              |
| 52. | 27. Dezember – 29. Dezember   |              | Nina Kraft Patrick Budgen                                                      | Christtag                            | Stefanitag                              | Stephansplatz                   | Stephansplatz                      | Stephansplatz                      |

| KW  | Datum                         | Landesstudio | Moderatoren                                                              | Montag                                     | Dienstag                         | Mittwoch                           | Donnerstag                      | Freitag                                  |
| --- | ----------------------------- | ------------ | ------------------------------------------------------------------------ | ------------------------------------------ | -------------------------------- | ---------------------------------- | ------------------------------- | ---------------------------------------- |
| 1.  | 2. Jänner – 5. Jänner         |              | Nina Kraft (Di.) / Eva Pölzl (Mi. – Fr.) Martin Ganster                  | Neujahr                                    | Bruckneudorf                     | Parndorf                           | Neusiedl am See                 | Frauenkirchen                            |
| 2.  | 8. Jänner – 12. Jänner        |              | Eva Pölzl Lukas Möschl                                                   | Flachau                                    | Flachau                          | Flachau                            | Hüttau                          | Radstadt                                 |
| 3.  | 15. Jänner – 19. Jänner       |              | Jan Matejcek Sabine Amhof                                                | Fieberbrunn                                | Going am Wilden Kaiser           | Ellmau                             | Kitzbühel                       | Kitzbühel                                |
| 4.  | 22. Jänner – 26. Jänner       |              | Eva Pölzl Jan Matejcek                                                   | Schladming                                 | Schladming                       | Stainach-Pürgg                     | Aigen im Ennstal                | Irdning-Donnersbachtal                   |
| 5.  | 29. Jänner – 2. Februar       |              | Eva Pölzl Marco Ventre                                                   | Trebesing                                  | Baldramsdorf                     | Malta                              | Eisentratten (Krems in Kärnten) | Rennweg am Katschberg                    |
| 6.  | 5. Februar – 9. Februar       |              | Jan Matejcek Maria Theiner                                               | Leonding                                   | Ansfelden                        | St. Florian                        | Asten                           | Enns                                     |
| 7.  | 12. Februar – 16. Februar     |              | Jan Matejcek Nadja Mader                                                 | St. Georgen am Ybbsfelde                   | Winklarn                         | St. Valentin                       | Weistrach                       | Seitenstetten                            |
| 8.  | 19. Februar – 23. Februar     |              | Eva Pölzl Patrick Budgen                                                 | ASFINAG-Zentrale                           | ASFINAG-Zentrale                 | ÖBB Terminal Süd (Verschubbahnhof) | Kurpark Oberlaa                 | Kurpark Oberlaa                          |
| 9.  | 26. Februar – 2. März         |              | Eva Pölzl Oliver Zeisberger                                              | Leutschach an der Weinstraße               | Sankt Nikolai im Sausal          | Sankt Veit in der Südsteiermark    | Straß in Steiermark             | Wagna                                    |
| 10. | 5. März – 9. März             |              | Eva Pölzl Lukas Möschl                                                   | Rauris                                     | Lend                             | Dorfgastein                        | Bad Gastein                     | Bad Hofgastein                           |
| 11. | 12. März – 16. März           |              | Eva Pölzl Marco Ventre                                                   | Poggersdorf                                | Brückl                           | Eberstein                          | Klein Sankt Paul                | Hüttenberg                               |
| 12. | 19. März – 23. März           |              | Jan Matejcek Julia Zeidlhofer (Mo.) / Sabine Amhof (Di. – Fr.)           | Prutz                                      | Ried im Oberinntal               | Ladis                              | Fiss                            | Serfaus                                  |
| 13. | 26. März – 30. März           |              | Lukas Schweighofer Christiane Schwald                                    | Hirschegg (Mittelberg)                     | Mittelberg                       | Riezlern                           | Riefensberg                     | Hittisau                                 |
| 14. | 3. April – 6. April           |              | Jan Matejcek Maria Theiner                                               | Ostermontag                                | Thalheim bei Wels                | Lambach / Stadl-Paura              | Marchtrenk                      | Wels                                     |
| 15. | 9. April – 13. April          |              | Eva Pölzl Patrick Budgen                                                 | Brunnenmarkt                               | Brunnenmarkt                     | Wiener Stadthalle                  | Wiener Stadthalle               | Wiener Stadthalle                        |
| 16. | 16. April – 20. April         |              | Jan Matejcek Nadja Mader                                                 | Hafnerberg (Altenmarkt an der Triesting)   | Mayerling (Alland)               | Pottenstein                        | Kottingbrunn                    | Bad Vöslau                               |
| 17. | 23. April – 27. April         |              | Eva Pölzl Martin Ganster                                                 | Siget in der Wart (Rotenturm an der Pinka) | Rotenturm an der Pinka           | Rechnitz                           | Markt Neuhodis                  | Oberwart                                 |
| 18. | 30. April – 4. Mai            |              | Jan Matejcek Sabine Amhof                                                | Stans                                      | Staatsfeiertag                   | Rotholz (Buch in Tirol)            | Mayrhofen                       | Zell am Ziller                           |
| 19. | 7. Mai – 11. Mai              |              | Lukas Schweighofer Christiane Schwald                                    | Gaißau                                     | Lustenau                         | Meiningen                          | Christi Himmelfahrt             | Hohenems                                 |
| 20. | 14. Mai – 18. Mai             |              | Eva Pölzl (Mo. – Di., Do. – Fr.) / Julia Zeidlhofer (Mi.) Marco Ventre   | Arriach                                    | Treffen am Ossiacher See         | Afritz am See                      | Feld am See                     | Döbriach (Radenthein)                    |
| 21. | 22. Mai – 25. Mai             |              | Eva Pölzl Lukas Möschl                                                   | Pfingstmontag                              | Sankt Georgen bei Salzburg       | Seeham                             | Obertrum am See                 | Straßwalchen                             |
| 22. | 28. Mai – 1. Juni             |              | Eva Pölzl Patrick Budgen                                                 | Gloriette                                  | Gloriette                        | Gloriette                          | Fronleichnam                    | Burgtheater                              |
| 23. | 4. Juni – 8. Juni             |              | Jan Matejcek Nadja Mader                                                 | Schweiggers                                | Groß Gerungs                     | Arbesbach                          | Weitra                          | Zwettl                                   |
| 24. | 11. Juni – 15. Juni           |              | Jan Matejcek Maria Theiner                                               | Pupping                                    | St. Marienkirchen an der Polsenz | Bad Schallerbach                   | Eferding                        | Aschach an der Donau                     |
| 25. | 18. Juni – 22. Juni           |              | Eva Pölzl Lukas Möschl                                                   | Wald im Pinzgau                            | Bramberg am Wildkogel            | Hollersbach im Pinzgau             | Neukirchen am Großvenediger     | Krimml                                   |
| 26. | 25. Juni – 29. Juni           |              | Eva Pölzl (Mo. – Do.) / Nina Kraft (Fr.) Oliver Zeisberger               | Ratten                                     | Krieglach                        | Sankt Lorenzen im Mürztal          | Neuberg an der Mürz             | Mürzzuschlag                             |
| 27. | 2. Juli – 6. Juli             |              | Eva Pölzl Martin Ganster                                                 | Jois                                       | Breitenbrunn am Neusiedler See   | Leithaprodersdorf                  | Steinbrunn                      | Bad Sauerbrunn                           |
| 28. | 9. Juli – 13. Juli            |              | Jan Matejcek Nadja Mader                                                 | Hagenbrunn                                 | Obersiebenbrunn                  | Haringsee                          | Marchegg                        | Engelhartstetten                         |
| 29. | 16. Juli – 20. Juli           |              | Eva Pölzl Marco Ventre                                                   | Techelsberg                                | Pörtschach                       | Moosburg                           | Ebenthal in Kärnten             | Klagenfurt am Wörthersee (Friedelstrand) |
| 30. | 23. Juli – 27. Juli           |              | Lukas Schweighofer Christiane Schwald                                    | Buch                                       | Doren                            | Sulzberg                           | Langen bei Bregenz              | Bregenz                                  |
| 31. | 30. Juli – 3. August          |              | Eva Pölzl Lukas Möschl                                                   | Gaisberg (Salzburg)                        | Zoo Salzburg (Anif)              | Schloss Hellbrunn (Salzburg)       | Mirabellplatz (Salzburg)        | Mozartplatz (Salzburg)                   |
| 32. | 6. August – 10. August        |              | Eva Pölzl Oliver Zeisberger                                              | Kammern im Liesingtal                      | Kalwang                          | Sankt Michael in Obersteiermark    | Gaal                            | Knittelfeld                              |
| 33. | 13. August – 17. August       |              | Eva Pölzl Patrick Budgen                                                 | Tiergarten Schönbrunn                      | Tiergarten Schönbrunn            | Mariä Himmelfahrt                  | Tiergarten Schönbrunn           | Tiergarten Schönbrunn                    |
| 34. | 20. August – 24. August       |              | Jan Matejcek Julia Zeidlhofer (Mo. – Di.) / Sabine Amhof (Mi. – Fr.)     | Tobadill                                   | Tobadill                         | Flirsch                            | Pettneu am Arlberg              | St. Anton am Arlberg                     |
| 35. | 27. August – 31. August       |              | Eva Pölzl Oliver Zeisberger                                              | Gößl (Grundlsee)                           | Gößl (Grundlsee)                 | Gößl (Grundlsee)                   | Gößl (Grundlsee)                | Gößl (Grundlsee)                         |
| 36. | 3. September – 7. September   |              | Eva Pölzl Marco Ventre                                                   | Irschen                                    | Berg im Drautal                  | Steinfeld                          | Kleblach-Lind                   | Millstatt                                |
| 37. | 10. September – 14. September |              | Jan Matejcek Sabine Amhof                                                | Zirl                                       | Thaur                            | Wattens                            | Rum                             | Innsbruck                                |
| 38. | 17. September – 21. September |              | Lukas Schweighofer Christiane Schwald                                    | Langenegg                                  | Lingenau                         | Krumbach                           | Schwarzenberg                   | Egg                                      |
| 39. | 24. September – 28. September |              | Eva Pölzl Patrick Budgen                                                 | Campus der Wirtschaftsuniversität (WU)     | WU-Campus                        | WU-Campus                          | Wiener Prater                   | Wiener Prater                            |
| 40. | 1. Oktober – 5. Oktober       |              | Eva Pölzl Martin Ganster                                                 | Draßburg                                   | Loipersbach im Burgenland        | Hornstein                          | Siegendorf                      | Pöttsching                               |
| 41. | 8. Oktober – 12. Oktober      |              | Jan Matejcek Nadja Mader                                                 | Weiten                                     | Emmersdorf an der Donau          | Raxendorf                          | Weißenkirchen in der Wachau     | Krems an der Donau                       |
| 42. | 15. Oktober – 19. Oktober     |              | Jan Matejcek Maria Theiner                                               | Meggenhofen                                | Haag am Hausruck                 | Hohenzell                          | Geboltskirchen                  | Ried im Innkreis                         |
| 43. | 22. Oktober – 25. Oktober     |              | Jan Matejcek Nina Kraft (Mo. – Di.) / Sabine Amhof (Mi. – Do.)           | Mieders                                    | Telfes im Stubai                 | Fulpmes                            | Neustift im Stubaital           | Nationalfeiertag                         |
| 44. | 29. Oktober – 2. November     |              | Maria Theiner Oliver Zeisberger                                          | Großsteinbach                              | Markt Hartmannsdorf              | Söchau                             | Allerheiligen                   | Loipersdorf bei Fürstenfeld              |
| 45. | 5. November – 9. November     |              | Jan Matejcek Nadja Mader                                                 | Gaweinstal                                 | Zistersdorf                      | Jedenspeigen                       | Gänserndorf                     | Wolkersdorf im Weinviertel               |
| 46. | 12. November – 16. November   |              | Eva Pölzl Martin Ganster                                                 | Güttenbach                                 | Rohr im Burgenland               | Gerersdorf-Sulz                    | Eberau                          | Heiligenbrunn                            |
| 47. | 19. November – 23. November   |              | Eva Pölzl (Mo. – Di., Do. – Fr.) / Lukas Schweighofer (Mi.) Marco Ventre | Kappel am Krappfeld                        | Guttaring                        | Micheldorf                         | Metnitz                         | Friesach                                 |
| 48. | 26. November – 30. November   |              | Eva Pölzl Oliver Zeisberger                                              | Kalsdorf bei Graz                          | Wundschuh                        | Hausmannstätten                    | Vasoldsberg                     | Graz                                     |
| 49. | 3. Dezember – 7. Dezember     |              | Jan Matejcek Maria Theiner                                               | Christkindl                                | Garsten                          | Sierning                           | Waldneukirchen                  | Steyr                                    |
| 50. | 10. Dezember – 14. Dezember   |              | Lukas Schweighofer (Mo. – Do.) / Nina Kraft (Fr.) Inés Mäser             | Bartholomäberg                             | Silbertal                        | Gaschurn                           | Vandans                         | Schruns                                  |
| 51. | 17. Dezember – 21. Dezember   |              | Eva Pölzl Lukas Möschl                                                   | Mariapfarr                                 | Wagrain                          | Hallein                            | Arnsdorf (Lamprechtshausen)     | Oberndorf bei Salzburg                   |
| 52. | 27. Dezember – 28. Dezember   |              | Eva Pölzl Patrick Budgen                                                 | Heiliger Abend                             | Christtag                        | Stefanitag                         | Heldenplatz                     | Heldenplatz                              |

| KW  | Datum                         | Landesstudio | Moderatoren                                                            | Montag                                              | Dienstag                   | Mittwoch                           | Donnerstag                            | Freitag                                      |
| --- | ----------------------------- | ------------ | ---------------------------------------------------------------------- | --------------------------------------------------- | -------------------------- | ---------------------------------- | ------------------------------------- | -------------------------------------------- |
| 1.  | 2. Jänner – 4. Jänner         |              | Eva Pölzl Oliver Zeisberger                                            | Silvester                                           | Neujahr                    | Kainach bei Voitsberg              | Bärnbach                              | Ligist                                       |
| 2.  | 7. Jänner – 11. Jänner        |              | Elisabeth Pauer (Mo. – Di.) / Eva Pölzl (Mi. – Fr.) Martin Ganster     | Markt Allhau                                        | Unterwart                  | Mariasdorf                         | Stadtschlaining                       | Großpetersdorf                               |
| 3.  | 14. Jänner – 18. Jänner       |              | Eva Pölzl Marco Ventre                                                 | Sirnitz (Albeck)                                    | Steuerberg                 | Gnesau                             | Ebene Reichenau                       | Bad Kleinkirchheim                           |
| 4.  | 21. Jänner – 25. Jänner       |              | Lukas Schweighofer Sabine Amhof                                        | St. Johann in Tirol                                 | Kitzbühel                  | Brixen im Thale                    | Hopfgarten im Brixental               | Itter                                        |
| 5.  | 28. Jänner – 1. Februar       |              | Lukas Schweighofer Inés Mäser                                          | Mellau                                              | Mellau                     | Au                                 | Schoppernau                           | Bezau                                        |
| 6.  | 4. Februar – 8. Februar       |              | Lukas Schweighofer Maria Theiner                                       | Scharnstein                                         | Pettenbach                 | Vorchdorf                          | Bad Wimsbach-Neydharting              | Steinerkirchen an der Traun                  |
| 7.  | 11. Februar – 15. Februar     |              | Julia Zeidlhofer Oliver Zeisberger                                     | Ramsau am Dachstein                                 | Wörschach                  | Liezen                             | Sankt Gallen                          | Wildalpen                                    |
| 8.  | 18. Februar – 22. Februar     |              | Lukas Schweighofer Sabine Amhof                                        | Mieming                                             | Telfs                      | Scharnitz                          | Leutasch                              | Reith bei Seefeld                            |
| 9.  | 25. Februar – 1. März         |              | Eva Pölzl Patrick Budgen                                               | Maria-Theresien-Platz                               | Maria-Theresien-Platz      | Maria-Theresien-Platz              | Maria-Theresien-Platz                 | Maria-Theresien-Platz                        |
| 10. | 4. März – 8. März             |              | Eva Pölzl Marco Ventre                                                 | Feistritz an der Drau (Paternion)                   | Villach                    | Zlan (Stockenboi)                  | Ferndorf                              | Weißenstein                                  |
| 11. | 11. März – 15. März           |              | Lukas Schweighofer Romy Seidl                                          | Maishofen                                           | Weißbach bei Lofer         | Sankt Martin bei Lofer             | Unken                                 | Lofer                                        |
| 12. | 18. März – 22. März           |              | Lukas Schweighofer (Mo. – Do.) / Jan Matejcek (Fr.) Maria Theiner      | Mauthausen                                          | Ottensheim                 | Traun                              | Linz                                  | Linz                                         |
| 13. | 25. März – 29. März           |              | Eva Pölzl Martin Ganster                                               | Nickelsdorf                                         | Mönchhof                   | Apetlon                            | Pamhagen                              | Sankt Andrä am Zicksee (3-jähriges Jubiläum) |
| 14. | 1. April – 5. April           |              | Lukas Schweighofer Nadja Mader                                         | Ternitz                                             | Puchberg am Schneeberg     | Reichenau an der Rax               | Wiener Neustadt                       | Wiener Neustadt                              |
| 15. | 8. April – 12. April          |              | Eva Pölzl Patrick Budgen                                               | Augarten                                            | Augarten                   | Volksgarten                        | Volksgarten                           | Volksgarten                                  |
| 16. | 15. April – 19. April         |              | Lukas Schweighofer Romy Seidl                                          | Nußdorf am Haunsberg                                | Göming                     | Berndorf bei Salzburg              | Schleedorf                            | Elixhausen                                   |
| 17. | 23. April – 26. April         |              | Julia Zeidlhofer Oliver Zeisberger                                     | Ostermontag                                         | Kumberg                    | Sankt Ruprecht an der Raab         | Weiz                                  | Passail                                      |
| 18. | 29. April – 3. Mai            |              | Eva Pölzl Patrick Budgen                                               | Karl-Marx-Hof                                       | Karl-Marx-Hof              | Staatsfeiertag                     | Friedrich-Engels-Platz                | Friedrich-Engels-Platz                       |
| 19. | 6. Mai – 10. Mai              |              | Lukas Schweighofer Maria Theiner                                       | Klaffer am Hochficht                                | Aigen-Schlägl              | Helfenberg                         | St. Martin im Mühlkreis               | Neufelden                                    |
| 20. | 13. Mai – 17. Mai             |              | Eva Pölzl Marco Ventre                                                 | Feistritz an der Gail                               | Sankt Stefan im Gailtal    | Weißbriach (Gitschtal)             | Kirchbach                             | Dellach im Gailtal                           |
| 21. | 20. Mai – 24. Mai             |              | Lukas Schweighofer Sabine Amhof                                        | Kirchdorf in Tirol                                  | Kössen                     | Walchsee                           | Ebbs                                  | Erl                                          |
| 22. | 27. Mai – 31. Mai             |              | Lukas Schweighofer Inés Mäser                                          | Thüringen                                           | Bludesch                   | Nenzing                            | Christi Himmelfahrt                   | Bludenz                                      |
| 23. | 3. Juni – 7. Juni             |              | Lukas Schweighofer (Mo. – Mi.) / Lukas Möschl (Do. – Fr.) Romy Seidl   | Hüttschlag                                          | Großarl                    | Sankt Veit im Pongau               | Schwarzach im Pongau                  | Kleinarl                                     |
| 24. | 11. Juni – 14. Juni           |              | Julia Zeidlhofer Oliver Zeisberger                                     | Pfingstmontag                                       | Paldau                     | Sankt Anna am Aigen                | Straden                               | Bad Gleichenberg                             |
| 25. | 17. Juni – 21. Juni           |              | Eva Pölzl Patrick Budgen                                               | Bundesbad Alte Donau                                | Bundesbad Alte Donau       | Donauturm                          | Fronleichnam                          | Donauturm                                    |
| 26. | 24. Juni – 28. Juni           |              | Lukas Schweighofer Nadja Mader                                         | Weinburg                                            | Rabenstein an der Pielach  | Kirchberg an der Pielach           | Ober-Grafendorf                       | Wilhelmsburg                                 |
| 27. | 1. Juli – 5. Juli             |              | Eva Pölzl Martin Ganster                                               | Klingenbach                                         | Großhöflein                | Schattendorf                       | Donnerskirchen                        | Oggau am Neusiedler See                      |
| 28. | 8. Juli – 12. Juli            |              | Lukas Schweighofer Inés Mäser                                          | Dornbirn (Messequartier)                            | Bödele (Schwarzenberg)     | Dornbirn (Rathaus)                 | Wolfurt                               | Götzis                                       |
| 29. | 15. Juli – 19. Juli           |              | Eva Pölzl Marco Ventre                                                 | Frauenstein                                         | Liebenfels                 | Glanegg                            | Krumpendorf am Wörthersee             | Klagenfurt am Wörthersee (Friedelstrand)     |
| 30. | 22. Juli – 26. Juli           |              | Eva Pölzl Patrick Budgen                                               | Seestadt Aspern Promenade                           | Seestadt Promenade         | Seestadt Promenade                 | Maria-Trapp-Platz                     | Maria-Trapp-Platz                            |
| 31. | 29. Juli – 2. August          |              | Lukas Schweighofer (Mo. – Mi.) / Eva Pölzl (Do. – Fr.) Romy Seidl      | Thomatal                                            | Ramingstein                | Weißpriach                         | Zederhaus                             | Sankt Michael im Lungau                      |
| 32. | 5. August – 9. August         |              | Lukas Schweighofer Maria Theiner                                       | Frankenburg am Hausruck                             | Traunkirchen               | Steinbach am Attersee              | St. Georgen im Attergau               | Seewalchen am Attersee                       |
| 33. | 12. August – 16. August       |              | Jan Matejcek Nadja Mader                                               | Oberwaltersdorf                                     | Traiskirchen               | Pfaffstätten                       | Mariä Himmelfahrt                     | Ebreichsdorf                                 |
| 34. | 19. August – 23. August       |              | Lukas Schweighofer Inés Mäser                                          | Fontanella                                          | Sonntag                    | Raggal                             | St. Gerold                            | Thüringerberg                                |
| 35. | 26. August – 30. August       |              | Lukas Schweighofer Sabine Amhof                                        | Kramsach                                            | Alpbach                    | Alpbach                            | Reith im Alpbachtal                   | Rattenberg                                   |
| 36. | 2. September – 6. September   |              | Julia Kogler Oliver Zeisberger                                         | Niederwölz                                          | Judenburg                  | Weißkirchen                        | Fliegerhorst Hinterstoisser / Zeltweg | Fliegerhorst Hinterstoisser / Zeltweg        |
| 37. | 9. September – 13. September  |              | Eva Pölzl Martin Ganster (Mo. – Do.) / Jan Matejcek (Fr.)              | Neuhaus am Klausenbach                              | Minihof-Liebau             | Königsdorf                         | Maria Bild                            | Mogersdorf                                   |
| 38. | 16. September – 20. September |              | Lukas Schweighofer (Mo. – Do.) / Patrick Budgen (Fr.) Nadja Mader      | Blindenmarkt                                        | Wieselburg-Land            | Neumarkt an der Ybbs               | Persenbeug                            | Wieselburg                                   |
| 39. | 23. September – 27. September |              | Eva Pölzl Marco Ventre                                                 | Reichenfels                                         | Frantschach-Sankt Gertraud | Neuhaus                            | Ruden                                 | Feistritz ob Bleiburg                        |
| 40. | 30. September – 4. Oktober    |              | Eva Pölzl Oliver Zeisberger                                            | Mooskirchen                                         | Lannach                    | Dobl (Dobl-Zwaring)                | Sankt Stefan ob Stainz                | Stainz                                       |
| 41. | 7. Oktober – 11. Oktober      |              | Jan Matejcek (Mo. – Mi.) / Lukas Schweighofer (Do. – Fr.) Romy Seidl   | Stuhlfelden                                         | Uttendorf                  | Niedernsill                        | Piesendorf                            | Viehhofen                                    |
| 42. | 14. Oktober – 18. Oktober     |              | Lukas Schweighofer Sabine Amhof                                        | Oberau (Gemeinde Wildschönau)                       | Auffach (Wildschönau)      | Wörgl                              | Mariastein                            | Breitenbach am Inn                           |
| 43. | 21. Oktober – 25. Oktober     |              | Jan Matejcek Inés Mäser                                                | Rankweil                                            | Rankweil                   | Laterns                            | Batschuns (Zwischenwasser)            | Viktorsberg                                  |
| 44. | 28. Oktober – 31. Oktober     |              | Lukas Schweighofer Maria Theiner                                       | Spital am Pyhrn                                     | St. Pankraz                | Micheldorf                         | Schlierbach                           | Allerheiligen                                |
| 45. | 4. November – 8. November     |              | Eva Pölzl Martin Ganster                                               | Stoob                                               | Weppersdorf                | Lackenbach                         | Horitschon                            | Nikitsch                                     |
| 46. | 11. November – 15. November   |              | Jan Matejcek (Mo.) / Lukas Schweighofer (Di. – Fr.) Nadja Mader        | Ernstbrunn                                          | Langenzersdorf             | Stockerau                          | Hollabrunn                            | Göllersdorf                                  |
| 47. | 18. November – 22. November   |              | Lukas Schweighofer Sabine Amhof                                        | Nußdorf-Debant (geplant war St. Veit in Defereggen) | Nußdorf-Debant             | Nußdorf-Debant (geplant war Anras) | Nußdorf-Debant (geplant war Sillian)  | Nußdorf-Debant (geplant war Kartitsch)       |
| 48. | 25. November – 29. November   |              | Jan Matejcek Romy Seidl                                                | Oberalm (Winklhof)                                  | Gaißau (Gemeinde Krispl)   | Plainfeld                          | Hintersee                             | Wals-Siezenheim                              |
| 49. | 2. Dezember – 6. Dezember     |              | Lukas Schweighofer Nadja Mader                                         | Horn                                                | Gars am Kamp               | Pulkau                             | Schönberg am Kamp                     | Grafenegg                                    |
| 50. | 9. Dezember – 13. Dezember    |              | Eva Pölzl (Mo.–Di., Do.–Fr.) / Lukas Schweighofer (Mi.) Martin Ganster | Burgauberg-Neudauberg                               | Ollersdorf                 | Heugraben                          | Deutsch Tschantschendorf              | Moschendorf                                  |
| 51. | 16. Dezember – 20. Dezember   |              | Eva Pölzl Marco Ventre                                                 | St. Margareten im Rosental                          | Feistritz im Rosental      | Köttmannsdorf                      | Ludmannsdorf                          | Velden am Wörther See                        |
| 52. | 23. Dezember – 27. Dezember   |              | Lukas Schweighofer Maria Theiner                                       | Linz                                                | Heiliger Abend             | Christtag                          | Stefanitag                            | Linz                                         |

| KW | Datum                         | Landesstudio | Moderatoren                                                         | Montag | Dienstag | Mittwoch | Donnerstag | Freitag |
| --- | ----------------------------- | ------------ | ------------------------------------------------------------------- | --- | --- | --- | --- | --- |
| 1. | 30. Dezember 2019 – 3. Jänner |              | Eva Pölzl Oliver Zeisberger                                         | St. Jakob im Walde                                                                                                 | Silvester | Neujahr | Wenigzell | Vorau |
| 2. | 7. Jänner – 10. Jänner        |              | Lukas Schweighofer Inés Mäser                                       | Heilige Drei Könige                                                                                                | Gargellen | St. Gallenkirch | Partenen | Schruns |
| 3. | 13. Jänner – 17. Jänner       |              | Eva Pölzl (Mo.–Mi.) / Michael Steuer (Do.–Fr.) Marco Ventre         | Kolbnitz (Reißeck)                                                                                                 | Mühldorf | Lendorf | Bad Kleinkirchheim                                                                                                 | Bad Kleinkirchheim                                                                                                 |
| 4. | 20. Jänner – 24. Jänner       |              | Lukas Schweighofer (Mo.–Di.) / Eva Pölzl (Mi.–Fr.) Sabine Amhof     | Ellmau | Söll | Going am Wilden Kaiser                                                                                             | Kitzbühel | Kitzbühel |
| 5. | 27. Jänner – 31. Jänner       |              | Eva Pölzl Oliver Zeisberger (Mo.–Di.) / Jan Matejcek (Mi.–Fr.)      | Schladming | Schladming | Haus im Ennstal | Öblarn | Bad Mitterndorf (beim Kulm)                                                                                        |
| 6. | 3. Februar – 7. Februar       |              | Lukas Schweighofer (Mo.–Di.) / Jan Matejcek (Mi.–Fr.) Nadja Mader   | Lilienfeld | Türnitz | Annaberg | Mitterbach am Erlaufsee                                                                                            | Puchenstuben |
| 7. | 10. Februar – 14. Februar     |              | Jan Matejcek Maria Theiner                                          | Kirchschlag bei Linz                                                                                               | Gallneukirchen | Schwertberg | Bad Zell | Hagenberg im Mühlkreis                                                                                             |
| 8. | 17. Februar – 21. Februar     |              | Eva Pölzl Jan Matejcek                                              | Burgtheater | Burgtheater | Burgtheater | Wiener Staatsoper                                                                                                  | Wiener Staatsoper                                                                                                  |
| 9. | 24. Februar – 28. Februar     |              | Eva Pölzl Martin Ganster                                            | Neudörfl | Pöttelsdorf | Schützen am Gebirge                                                                                                | Stotzing | Wimpassing an der Leitha                                                                                           |
| 10. | 2. März – 6. März             |              | Eva Pölzl Marco Ventre                                              | Ossiach | Wernberg | Rosegg | Draschitz (Hohenthurn)                                                                                             | Arnoldstein |
| 11. | 9. März – 13. März            |              | Lukas Schweighofer Romy Seidl                                       | Saalbach-Hinterglemm                                                                                               | Taxenbach | Dienten am Hochkönig                                                                                               | Goldegg im Pongau                                                                                                  | Eben im Pongau |
| Aufgrund der Maßnahmen wegen des Coronavirus befand sich das mobile Studio von 16. März bis 29. Mai auf dem Gelände des ORF-Zentrums am Küniglberg in Wien. Es fanden jede Woche Schaltungen in jenes Bundesland statt, das jeweils nach dem regulären Tourplan an der Reihe gewesen wäre. Bis 30. März wurde die Sendung gemeinsam von Eva Pölzl und Lukas Schweighofer moderiert, ab 31. März wechselten sich die beiden wöchentlich ab, um die Gefahr der Ausbreitung des Virus im Studio gering zu halten. |                               |              |                                                                     | | | | | |
| 12. | 16. März – 20. März           | ()           | Eva Pölzl Lukas Schweighofer                                        | ORF-Zentrum Küniglberg mit Schaltungen nach Tirol                                                                  | ORF-Zentrum Küniglberg mit Schaltungen nach Tirol                                                                  | ORF-Zentrum Küniglberg mit Schaltungen nach Tirol                                                                  | ORF-Zentrum Küniglberg mit Schaltungen nach Tirol                                                                  | ORF-Zentrum Küniglberg mit Schaltungen nach Tirol                                                                  |
| 13. | 23. März – 27. März           | ()           | Eva Pölzl Lukas Schweighofer                                        | ORF-Zentrum Küniglberg mit Schaltungen nach Oberösterreich                                                         | ORF-Zentrum Küniglberg mit Schaltungen nach Oberösterreich                                                         | ORF-Zentrum Küniglberg mit Schaltungen nach Oberösterreich                                                         | ORF-Zentrum Küniglberg mit Schaltungen nach Oberösterreich                                                         | ORF-Zentrum Küniglberg mit Schaltungen nach Oberösterreich                                                         |
| 14. | 30. März – 3. April           | ()           | Eva Pölzl Lukas Schweighofer (nur Montag)                           | ORF-Zentrum Küniglberg mit Schaltungen in die Steiermark                                                           | ORF-Zentrum Küniglberg mit Schaltungen in die Steiermark                                                           | ORF-Zentrum Küniglberg mit Schaltungen in die Steiermark                                                           | ORF-Zentrum Küniglberg mit Schaltungen in die Steiermark                                                           | ORF-Zentrum Küniglberg mit Schaltungen in die Steiermark                                                           |
| 15. | 6. April – 10. April          |              | Lukas Schweighofer                                                  | ORF-Zentrum Küniglberg mit Schaltungen zu Doris Bachler vom Landesstudio Wien                                      | ORF-Zentrum Küniglberg mit Schaltungen zu Doris Bachler vom Landesstudio Wien                                      | ORF-Zentrum Küniglberg mit Schaltungen zu Doris Bachler vom Landesstudio Wien                                      | ORF-Zentrum Küniglberg mit Schaltungen zu Doris Bachler vom Landesstudio Wien                                      | ORF-Zentrum Küniglberg mit Schaltungen zu Doris Bachler vom Landesstudio Wien                                      |
| 16. | 14. April – 17. April         | ()           | Eva Pölzl                                                           | Ostermontag | ORF-Zentrum Küniglberg mit Schaltungen nach Niederösterreich zu Nadja Mader                                        | ORF-Zentrum Küniglberg mit Schaltungen nach Niederösterreich zu Nadja Mader                                        | ORF-Zentrum Küniglberg mit Schaltungen nach Niederösterreich zu Nadja Mader                                        | ORF-Zentrum Küniglberg mit Schaltungen nach Niederösterreich zu Nadja Mader                                        |
| 17. | 20. April – 24. April         | ()           | Lukas Schweighofer                                                  | ORF-Zentrum Küniglberg mit Schaltungen nach Tirol zu Sybille Brunner                                               | ORF-Zentrum Küniglberg mit Schaltungen nach Tirol zu Sybille Brunner                                               | ORF-Zentrum Küniglberg mit Schaltungen nach Tirol zu Sybille Brunner                                               | ORF-Zentrum Küniglberg mit Schaltungen nach Tirol zu Sybille Brunner                                               | ORF-Zentrum Küniglberg mit Schaltungen nach Tirol zu Sybille Brunner                                               |
| 18. | 27. April – 30. April         | ()           | Eva Pölzl                                                           | ORF-Zentrum Küniglberg mit Schaltungen ins Burgenland zu Martin Ganster                                            | ORF-Zentrum Küniglberg mit Schaltungen ins Burgenland zu Martin Ganster                                            | ORF-Zentrum Küniglberg mit Schaltungen ins Burgenland zu Martin Ganster                                            | ORF-Zentrum Küniglberg mit Schaltungen ins Burgenland zu Martin Ganster                                            | Staatsfeiertag |
| 19. | 4. Mai – 8. Mai               | ()           | Lukas Schweighofer                                                  | ORF-Zentrum Küniglberg mit Schaltungen nach Salzburg zu Romy Seidl                                                 | ORF-Zentrum Küniglberg mit Schaltungen nach Salzburg zu Romy Seidl                                                 | ORF-Zentrum Küniglberg mit Schaltungen nach Salzburg zu Romy Seidl                                                 | ORF-Zentrum Küniglberg mit Schaltungen nach Salzburg zu Romy Seidl                                                 | ORF-Zentrum Küniglberg mit Schaltungen nach Salzburg zu Romy Seidl                                                 |
| 20. | 11. Mai – 15. Mai             | ()           | Eva Pölzl                                                           | ORF-Zentrum Küniglberg mit Schaltungen nach Kärnten zu Marco Ventre                                                | ORF-Zentrum Küniglberg mit Schaltungen nach Kärnten zu Marco Ventre                                                | ORF-Zentrum Küniglberg mit Schaltungen nach Kärnten zu Marco Ventre                                                | ORF-Zentrum Küniglberg mit Schaltungen nach Kärnten zu Marco Ventre                                                | ORF-Zentrum Küniglberg mit Schaltungen nach Kärnten zu Marco Ventre                                                |
| 21. | 18. Mai – 22. Mai             | ()           | Lukas Schweighofer                                                  | ORF-Zentrum Küniglberg mit Schaltungen nach Vorarlberg zu Inés Mäser                                               | ORF-Zentrum Küniglberg mit Schaltungen nach Vorarlberg zu Inés Mäser                                               | ORF-Zentrum Küniglberg mit Schaltungen nach Vorarlberg zu Inés Mäser                                               | Christi Himmelfahrt                                                                                                | ORF-Zentrum Küniglberg                                                                                             |
| 22. | 25. Mai – 29. Mai             | ()           | Eva Pölzl                                                           | ORF-Zentrum Küniglberg mit Schaltungen nach Oberösterreich zu Thomas Psutka (Mo.–Di.) bzw. Maria Theiner (Mi.–Fr.) | ORF-Zentrum Küniglberg mit Schaltungen nach Oberösterreich zu Thomas Psutka (Mo.–Di.) bzw. Maria Theiner (Mi.–Fr.) | ORF-Zentrum Küniglberg mit Schaltungen nach Oberösterreich zu Thomas Psutka (Mo.–Di.) bzw. Maria Theiner (Mi.–Fr.) | ORF-Zentrum Küniglberg mit Schaltungen nach Oberösterreich zu Thomas Psutka (Mo.–Di.) bzw. Maria Theiner (Mi.–Fr.) | ORF-Zentrum Küniglberg mit Schaltungen nach Oberösterreich zu Thomas Psutka (Mo.–Di.) bzw. Maria Theiner (Mi.–Fr.) |
| Mit 29. Mai endete die Coronavirus-bedingte Stationierung des mobilen Studios vor dem ORF-Zentrum. Ab 2. Juni stand das Studio vor der Gloriette in Schönbrunn. Es gab weiterhin tägliche Schaltungen in jenes Bundesland, das nach dem Tourplan an der Reihe gewesen wäre. Ein Moderator stellte vor Ort bestimmte Plätze bzw. Institutionen vor und führte Gespräche. Die reguläre Tour durch die Bundesländer beginnt wieder am 29. Juni.                                                                   |                               |              |                                                                     | | | | | |
| 23. | 2. Juni – 5. Juni             | ()           | Lukas Schweighofer                                                  | Pfingstmontag | Gloriette Schönbrunn mit Schaltungen nach Niederösterreich zu Nadja Mader                                          | Gloriette Schönbrunn mit Schaltungen nach Niederösterreich zu Nadja Mader                                          | Gloriette Schönbrunn mit Schaltungen nach Niederösterreich zu Nadja Mader                                          | Gloriette Schönbrunn mit Schaltungen nach Niederösterreich zu Nadja Mader                                          |
| 24. | 8. Juni – 12. Juni            | ()           | Eva Pölzl                                                           | Gloriette Schönbrunn mit Schaltungen nach Tirol zu Reingard Diermayr                                               | Gloriette Schönbrunn mit Schaltungen nach Tirol zu Reingard Diermayr                                               | Gloriette Schönbrunn mit Schaltungen nach Tirol zu Reingard Diermayr                                               | Fronleichnam | Gloriette Schönbrunn                                                                                               |
| 25. | 15. Juni – 19. Juni           | ()           | Lukas Schweighofer                                                  | Gloriette Schönbrunn mit Schaltungen nach Salzburg zu Romy Seidl                                                   | Gloriette Schönbrunn mit Schaltungen nach Salzburg zu Romy Seidl                                                   | Gloriette Schönbrunn mit Schaltungen nach Salzburg zu Romy Seidl                                                   | Gloriette Schönbrunn mit Schaltungen nach Salzburg zu Romy Seidl                                                   | Gloriette Schönbrunn mit Schaltungen nach Salzburg zu Romy Seidl                                                   |
| 26. | 22. Juni – 26. Juni           |              | Eva Pölzl                                                           | Gloriette Schönbrunn mit Schaltungen zu Doris Bachler vom Landesstudio Wien                                        | Gloriette Schönbrunn mit Schaltungen zu Doris Bachler vom Landesstudio Wien                                        | Gloriette Schönbrunn mit Schaltungen zu Doris Bachler vom Landesstudio Wien                                        | Gloriette Schönbrunn mit Schaltungen zu Doris Bachler vom Landesstudio Wien                                        | Gloriette Schönbrunn mit Schaltungen zu Doris Bachler vom Landesstudio Wien                                        |
| 27. | 29. Juni – 3. Juli            |              | Julia Kogler Martin Ganster                                         | Rust | Rust | Rust | Rust | Rust |
| 28. | 6. Juli – 10. Juli            |              | Eva Pölzl Oliver Zeisberger                                         | Lipizzanergestüt Piber (Köflach)                                                                                   | Lipizzanergestüt Piber (Köflach)                                                                                   | Lipizzanergestüt Piber (Köflach)                                                                                   | Spielberg | Spielberg |
| 29. | 13. Juli – 17. Juli           |              | Eva Pölzl Marco Ventre                                              | Klagenfurt am Wörthersee (Minimundus)                                                                              | Klagenfurt am Wörthersee (Minimundus)                                                                              | Klagenfurt am Wörthersee (Friedelstrand)                                                                           | Klagenfurt am Wörthersee (Friedelstrand)                                                                           | Klagenfurt am Wörthersee (Friedelstrand)                                                                           |
| 30. | 20. Juli – 24. Juli           |              | Eva Pölzl Martin Ganster                                            | Podersdorf | Podersdorf | Podersdorf | Podersdorf | Podersdorf |
| 31. | 27. Juli – 31. Juli           |              | Lukas Schweighofer Romy Seidl                                       | Zell am See | Zell am See | Zell am See | Mattsee | Mattsee |
| 32. | 3. August – 7. August         |              | Lukas Schweighofer Inés Mäser                                       | Bildstein | Bildstein | Bildstein | Bildstein | Bildstein |
| 33. | 10. August – 14. August       |              | Jan Matejcek Maria Theiner                                          | Mondsee | Mondsee | Mondsee | Bad Ischl | Bad Ischl |
| 34. | 17. August – 21. August       |              | Lukas Schweighofer Nadja Mader                                      | Tulln | Tulln | Tulln | Tulln | Tulln |
| 35. | 24. August – 28. August       |              | Eva Pölzl Hannes Kargl                                              | Gamlitz | Gamlitz | Gamlitz | Seggauberg (Leibnitz)                                                                                              | Seggauberg (Leibnitz)                                                                                              |
| 36. | 31. August – 4. September     |              | Lukas Schweighofer Sabine Amhof                                     | Alpbach | Alpbach | Alpbach | Alpbach | Alpbach |
| 37. | 7. September – 11. September  |              | Eva Pölzl Patrick Budgen                                            | Marina am Handelskai                                                                                               | Marina am Handelskai                                                                                               | Marina am Handelskai                                                                                               | Marina am Handelskai                                                                                               | Marina am Handelskai                                                                                               |
| 38. | 14. September – 18. September |              | Lukas Schweighofer Nadja Mader                                      | Guntramsdorf | Gumpoldskirchen | Hinterbrühl | Brunn am Gebirge                                                                                                   | Himberg |
| 39. | 21. September – 25. September |              | Lukas Schweighofer (Mo.–Mi.) / Jan Matejcek (Do.–Fr.) Maria Theiner | Tarsdorf | Moosdorf | Helpfau-Uttendorf                                                                                                  | Braunau am Inn | Munderfing |
| Aufgrund neuerlicher Verschärfungen wegen der COVID-19-Pandemie befindet sich das mobile Studio ab 28. September bis auf Weiteres wieder an einem festen Standort – diesmal vor dem ORF Funkhaus in Wien-Wieden. Die Sendung wird wöchentlich alternierend von Eva Pölzl und Lukas Schweighofer moderiert. Es finden täglich Schaltungen in jenes Bundesland statt, das jeweils nach dem regulären Tourplan an der Reihe gewesen wäre.                                                                         |                               |              |                                                                     | | | | | |
| 40. | 28. September – 2. Oktober    | ()           | Eva Pölzl (zugeschaltet: Romy Seidl)                                | Funkhaus Wien (St. Margarethen im Lungau)                                                                          | Funkhaus Wien (Muhr)                                                                                               | Funkhaus Wien (Bischofshofen)                                                                                      | Funkhaus Wien (Werfen)                                                                                             | Funkhaus Wien (Faistenau)                                                                                          |
| 41. | 5. Oktober – 9. Oktober       | ()           | Eva Pölzl                                                           | Funkhaus Wien mit Schaltungen nach Kärnten zu Marco Ventre                                                         | Funkhaus Wien mit Schaltungen nach Kärnten zu Marco Ventre                                                         | Funkhaus Wien mit Schaltungen nach Kärnten zu Marco Ventre                                                         | Funkhaus Wien mit Schaltungen nach Kärnten zu Marco Ventre                                                         | Funkhaus Wien mit Schaltungen nach Kärnten zu Marco Ventre                                                         |
| 42. | 12. Oktober – 16. Oktober     | ()           | Lukas Schweighofer                                                  | Funkhaus Wien mit Schaltungen nach Vorarlberg zu Inés Mäser                                                        | Funkhaus Wien mit Schaltungen nach Vorarlberg zu Inés Mäser                                                        | Funkhaus Wien mit Schaltungen nach Vorarlberg zu Inés Mäser                                                        | Funkhaus Wien mit Schaltungen nach Vorarlberg zu Inés Mäser                                                        | Funkhaus Wien mit Schaltungen nach Vorarlberg zu Inés Mäser                                                        |
| 43. | 19. Oktober – 23. Oktober     | ()           | Lukas Schweighofer                                                  | Funkhaus Wien mit Schaltungen nach Nordtirol zu Reingard Diermayr                                                  | Funkhaus Wien mit Schaltungen nach Nordtirol zu Reingard Diermayr                                                  | Funkhaus Wien mit Schaltungen nach Osttirol zu Robert Hippacher                                                    | Funkhaus Wien mit Schaltungen nach Osttirol zu Robert Hippacher                                                    | Funkhaus Wien mit Schaltungen nach Südtirol zu Sabine Amhof                                                        |
| 44. | 27. Oktober – 30. Oktober     | ()           | Eva Pölzl                                                           | Nationalfeiertag                                                                                                   | Funkhaus Wien mit Schaltungen ins Burgenland zu Martin Ganster                                                     | Funkhaus Wien mit Schaltungen ins Burgenland zu Martin Ganster                                                     | Funkhaus Wien mit Schaltungen ins Burgenland zu Martin Ganster                                                     | Funkhaus Wien mit Schaltungen ins Burgenland zu Martin Ganster                                                     |
| 45. | 2. November – 6. November     |              | Eva Pölzl (Mo.) / Lukas Schweighofer (Do.–Fr.)                      | Funkhaus Wien mit Schaltungen zu Patrick Budgen aus Wien                                                           | Entfall wegen ZIB-Sondersendung (Terroranschlag in Wien)                                                           | Entfall wegen US-Wahl                                                                                              | Funkhaus Wien mit Schaltungen zu Patrick Budgen aus Wien                                                           | Funkhaus Wien mit Schaltungen zu Patrick Budgen aus Wien                                                           |
| 46. | 9. November – 13. November    | ()           | Eva Pölzl                                                           | Funkhaus Wien mit Schaltungen nach Niederösterreich zu Nadja Mader                                                 | Funkhaus Wien mit Schaltungen nach Niederösterreich zu Nadja Mader                                                 | Funkhaus Wien mit Schaltungen nach Niederösterreich zu Nadja Mader                                                 | Funkhaus Wien mit Schaltungen nach Niederösterreich zu Nadja Mader                                                 | Funkhaus Wien mit Schaltungen nach Niederösterreich zu Nadja Mader                                                 |
| 47. | 16. November – 20. November   | ()           | Lukas Schweighofer                                                  | Funkhaus Wien mit Schaltungen nach Kärnten zu Marco Ventre                                                         | Funkhaus Wien mit Schaltungen nach Kärnten zu Marco Ventre                                                         | Funkhaus Wien mit Schaltungen nach Kärnten zu Marco Ventre                                                         | Funkhaus Wien mit Schaltungen nach Kärnten zu Marco Ventre                                                         | Funkhaus Wien mit Schaltungen nach Kärnten zu Marco Ventre                                                         |
| 48. | 23. November – 27. November   | ()           | Eva Pölzl                                                           | Funkhaus Wien mit Schaltungen in die Steiermark zu Oliver Zeisberger                                               | Funkhaus Wien mit Schaltungen in die Steiermark zu Oliver Zeisberger                                               | Funkhaus Wien mit Schaltungen in die Steiermark zu Oliver Zeisberger                                               | Funkhaus Wien mit Schaltungen in die Steiermark zu Oliver Zeisberger                                               | Funkhaus Wien mit Schaltungen in die Steiermark zu Oliver Zeisberger                                               |
| 49. | 30. November – 4. Dezember    | ()           | Lukas Schweighofer                                                  | Funkhaus Wien mit Schaltungen nach Salzburg zu Romy Seidl                                                          | Funkhaus Wien mit Schaltungen nach Salzburg zu Romy Seidl                                                          | Funkhaus Wien mit Schaltungen nach Salzburg zu Romy Seidl                                                          | Funkhaus Wien mit Schaltungen nach Salzburg zu Romy Seidl                                                          | Funkhaus Wien mit Schaltungen nach Salzburg zu Romy Seidl                                                          |
| 50. | 7. Dezember – 11. Dezember    | ()           | Eva Pölzl                                                           | Funkhaus Wien mit Schaltungen nach Oberösterreich zu Maria Theiner                                                 | Mariä Empfängnis                                                                                                   | Funkhaus Wien mit Schaltungen nach Oberösterreich zu Maria Theiner                                                 | Funkhaus Wien mit Schaltungen nach Oberösterreich zu Maria Theiner                                                 | Funkhaus Wien mit Schaltungen nach Oberösterreich zu Maria Theiner                                                 |
| 51. | 14. Dezember – 18. Dezember   | ()           | Eva Pölzl (Mo.–Di.) / Lukas Schweighofer (Mi.–Fr.)                  | Funkhaus Wien mit Schaltungen nach Vorarlberg zu Inés Mäser                                                        | Funkhaus Wien mit Schaltungen nach Vorarlberg zu Inés Mäser                                                        | Funkhaus Wien mit Schaltungen nach Vorarlberg zu Inés Mäser                                                        | Funkhaus Wien mit Schaltungen nach Vorarlberg zu Inés Mäser                                                        | Funkhaus Wien mit Schaltungen nach Vorarlberg zu Inés Mäser                                                        |
| 52. | 21. Dezember – 23. Dezember   | ()           | Eva Pölzl                                                           | Funkhaus Wien mit Schaltungen ins Burgenland zu Martin Ganster                                                     | Funkhaus Wien mit Schaltungen ins Burgenland zu Martin Ganster                                                     | Funkhaus Wien mit Schaltungen ins Burgenland zu Martin Ganster                                                     | Heiliger Abend | Christtag |
| 53. | 28. Dezember – 30. Dezember   |              | Philipp Jelinek                                                     | Fit mit Philipp von 8:30 bis 8:50 Uhr                                                                              | Fit mit Philipp von 8:30 bis 8:50 Uhr                                                                              | Fit mit Philipp von 8:30 bis 8:50 Uhr                                                                              | Silvester | Neujahr |

| KW | Datum                         | Landesstudio | Moderatoren                                                           | Montag | Dienstag | Mittwoch | Donnerstag | Freitag |
| --- | ----------------------------- | ------------ | --------------------------------------------------------------------- | --- | --- | --- | --- | --- |
| 1. | 4. Jänner – 8. Jänner         |              | Philipp Jelinek                                                       | Fit mit Philipp von 8:30 bis 8:50 Uhr | Fit mit Philipp von 8:30 bis 8:50 Uhr | Heilige Drei Könige | Fit mit Philipp von 8:30 bis 8:50 Uhr | Fit mit Philipp von 8:30 bis 8:50 Uhr |
| Aufgrund der Maßnahmen wegen des Coronavirus befindet sich das mobile Studio ab 11. Jänner bis auf Weiteres vor dem ORF-Zentrum am Küniglberg. Es erfolgen tägliche Schaltungen in das jeweilige Bundesland, das nach dem regulären Tourplan an der Reihe gewesen wäre. |                               |              |                                                                       | | | | | |
| 2. | 11. Jänner – 15. Jänner       | ()           | Eva Pölzl                                                             | ORF-Zentrum Küniglberg mit Schaltungen nach Oberösterreich zu Maria Theiner | ORF-Zentrum Küniglberg mit Schaltungen nach Oberösterreich zu Maria Theiner | ORF-Zentrum Küniglberg mit Schaltungen nach Oberösterreich zu Maria Theiner | ORF-Zentrum Küniglberg mit Schaltungen nach Oberösterreich zu Maria Theiner | ORF-Zentrum Küniglberg mit Schaltungen nach Oberösterreich zu Maria Theiner |
| 3. | 18. Jänner – 22. Jänner       | ()           | Lukas Schweighofer                                                    | ORF-Zentrum Küniglberg mit Schaltungen nach Tirol zu Reingard Diermayr | ORF-Zentrum Küniglberg mit Schaltungen nach Tirol zu Reingard Diermayr | ORF-Zentrum Küniglberg mit Schaltungen nach Tirol zu Reingard Diermayr | ORF-Zentrum Küniglberg mit Schaltungen nach Tirol zu Reingard Diermayr | ORF-Zentrum Küniglberg mit Schaltungen nach Tirol zu Reingard Diermayr |
| 4. | 25. Jänner – 29. Jänner       | ()           | Eva Pölzl                                                             | ORF-Zentrum Küniglberg mit Schaltungen in die Steiermark zu Hannes Kargl | ORF-Zentrum Küniglberg mit Schaltungen in die Steiermark zu Hannes Kargl | ORF-Zentrum Küniglberg mit Schaltungen in die Steiermark zu Hannes Kargl | ORF-Zentrum Küniglberg mit Schaltungen in die Steiermark zu Hannes Kargl | ORF-Zentrum Küniglberg mit Schaltungen in die Steiermark zu Hannes Kargl |
| 5. | 1. Februar – 5. Februar       | ()           | Lukas Schweighofer                                                    | ORF-Zentrum Küniglberg mit Schaltungen ins Burgenland zu Martin Ganster | ORF-Zentrum Küniglberg mit Schaltungen ins Burgenland zu Martin Ganster | ORF-Zentrum Küniglberg mit Schaltungen ins Burgenland zu Martin Ganster | ORF-Zentrum Küniglberg mit Schaltungen ins Burgenland zu Martin Ganster | ORF-Zentrum Küniglberg mit Schaltungen ins Burgenland zu Martin Ganster |
| 6. | 8. Februar – 12. Februar      |              | Eva Pölzl                                                             | ORF-Zentrum Küniglberg mit Schaltungen zu Patrick Budgen aus Wien | ORF-Zentrum Küniglberg mit Schaltungen zu Patrick Budgen aus Wien | ORF-Zentrum Küniglberg mit Schaltungen zu Patrick Budgen aus Wien | ORF-Zentrum Küniglberg mit Schaltungen zu Patrick Budgen aus Wien | ORF-Zentrum Küniglberg mit Schaltungen zu Patrick Budgen aus Wien |
| 7. | 15. Februar – 19. Februar     | ()           | Lukas Schweighofer                                                    | ORF-Zentrum Küniglberg mit Schaltungen nach Niederösterreich zu Pia Seiser, am Dienstag auch nach Kärnten zu Marco Ventre                                                                           | ORF-Zentrum Küniglberg mit Schaltungen nach Niederösterreich zu Pia Seiser, am Dienstag auch nach Kärnten zu Marco Ventre                                                                           | ORF-Zentrum Küniglberg mit Schaltungen nach Niederösterreich zu Pia Seiser, am Dienstag auch nach Kärnten zu Marco Ventre                                                                           | ORF-Zentrum Küniglberg mit Schaltungen nach Niederösterreich zu Pia Seiser, am Dienstag auch nach Kärnten zu Marco Ventre                                                                           | ORF-Zentrum Küniglberg mit Schaltungen nach Niederösterreich zu Pia Seiser, am Dienstag auch nach Kärnten zu Marco Ventre                                                                           |
| 8. | 22. Februar – 26. Februar     | ()           | Eva Pölzl                                                             | ORF-Zentrum Küniglberg mit Schaltungen nach Vorarlberg zu Inés Mäser | ORF-Zentrum Küniglberg mit Schaltungen nach Vorarlberg zu Inés Mäser | ORF-Zentrum Küniglberg mit Schaltungen nach Vorarlberg zu Inés Mäser | ORF-Zentrum Küniglberg mit Schaltungen nach Vorarlberg zu Inés Mäser | ORF-Zentrum Küniglberg mit Schaltungen nach Vorarlberg zu Inés Mäser |
| 9. | 1. März – 5. März             | ()           | Lukas Schweighofer                                                    | ORF-Zentrum Küniglberg mit Schaltungen nach Kärnten zu Marco Ventre | ORF-Zentrum Küniglberg mit Schaltungen nach Kärnten zu Marco Ventre | ORF-Zentrum Küniglberg mit Schaltungen nach Kärnten zu Marco Ventre | ORF-Zentrum Küniglberg mit Schaltungen nach Kärnten zu Marco Ventre | ORF-Zentrum Küniglberg mit Schaltungen nach Kärnten zu Marco Ventre |
| 10. | 8. März – 12. März            | ()           | Eva Pölzl                                                             | ORF-Zentrum Küniglberg mit Schaltungen nach Salzburg zu Thomas Mussger | ORF-Zentrum Küniglberg mit Schaltungen nach Salzburg zu Thomas Mussger | ORF-Zentrum Küniglberg mit Schaltungen nach Salzburg zu Thomas Mussger | ORF-Zentrum Küniglberg mit Schaltungen nach Salzburg zu Thomas Mussger | ORF-Zentrum Küniglberg mit Schaltungen nach Salzburg zu Thomas Mussger |
| 11. | 15. März – 19. März           | ()           | Lukas Schweighofer                                                    | ORF-Zentrum Küniglberg mit Schaltungen nach Tirol zu Christiane Knapp, am Mittwoch nach Südtirol zu Sabine Amhof                                                                                    | ORF-Zentrum Küniglberg mit Schaltungen nach Tirol zu Christiane Knapp, am Mittwoch nach Südtirol zu Sabine Amhof                                                                                    | ORF-Zentrum Küniglberg mit Schaltungen nach Tirol zu Christiane Knapp, am Mittwoch nach Südtirol zu Sabine Amhof                                                                                    | ORF-Zentrum Küniglberg mit Schaltungen nach Tirol zu Christiane Knapp, am Mittwoch nach Südtirol zu Sabine Amhof                                                                                    | ORF-Zentrum Küniglberg mit Schaltungen nach Tirol zu Christiane Knapp, am Mittwoch nach Südtirol zu Sabine Amhof                                                                                    |
| 12. | 22. März – 26. März           | ()           | Eva Pölzl                                                             | ORF-Zentrum Küniglberg mit Schaltungen in die Steiermark zu Oliver Zeisberger | ORF-Zentrum Küniglberg mit Schaltungen in die Steiermark zu Oliver Zeisberger | ORF-Zentrum Küniglberg mit Schaltungen in die Steiermark zu Oliver Zeisberger | ORF-Zentrum Küniglberg mit Schaltungen in die Steiermark zu Oliver Zeisberger | ORF-Zentrum Küniglberg mit Schaltungen in die Steiermark zu Oliver Zeisberger |
| 13. | 29. März – 2. April           | ()           | Eva Pölzl und Lukas Schweighofer (Mo.) / Lukas Schweighofer (Di.–Fr.) | ORF-Zentrum Küniglberg (5-jähriges Sendungsjubiläum) | ORF-Zentrum Küniglberg mit Schaltungen ins Burgenland zu Martin Ganster | ORF-Zentrum Küniglberg mit Schaltungen ins Burgenland zu Martin Ganster | ORF-Zentrum Küniglberg mit Schaltungen ins Burgenland zu Martin Ganster | ORF-Zentrum Küniglberg mit Schaltungen ins Burgenland zu Martin Ganster |
| 14. | 6. April – 9. April           | ()           | Lukas Schweighofer (Di.) / Eva Pölzl (Mi.–Fr.)                        | Ostermontag | ORF-Zentrum Küniglberg mit Schaltungen nach Oberösterreich zu Maria Theiner | ORF-Zentrum Küniglberg mit Schaltungen nach Oberösterreich zu Maria Theiner | ORF-Zentrum Küniglberg mit Schaltungen nach Oberösterreich zu Maria Theiner | ORF-Zentrum Küniglberg mit Schaltungen nach Oberösterreich zu Maria Theiner |
| 15. | 12. April – 16. April         |              | Lukas Schweighofer (Mo.–Di.) / Eva Pölzl (Mi.–Fr.)                    | ORF-Zentrum Küniglberg mit Schaltungen zu Patrick Budgen aus Wien | ORF-Zentrum Küniglberg mit Schaltungen zu Patrick Budgen aus Wien | ORF-Zentrum Küniglberg mit Schaltungen zu Patrick Budgen aus Wien | ORF-Zentrum Küniglberg mit Schaltungen zu Patrick Budgen aus Wien | ORF-Zentrum Küniglberg mit Schaltungen zu Patrick Budgen aus Wien |
| 16. | 19. April – 23. April         | ()           | Eva Pölzl                                                             | ORF-Zentrum Küniglberg mit Schaltungen nach Niederösterreich zu Silvia Schreiber (Mo.–Di.) oder Pia Seiser (Mi.–Fr.)                                                                                | ORF-Zentrum Küniglberg mit Schaltungen nach Niederösterreich zu Silvia Schreiber (Mo.–Di.) oder Pia Seiser (Mi.–Fr.)                                                                                | ORF-Zentrum Küniglberg mit Schaltungen nach Niederösterreich zu Silvia Schreiber (Mo.–Di.) oder Pia Seiser (Mi.–Fr.)                                                                                | ORF-Zentrum Küniglberg mit Schaltungen nach Niederösterreich zu Silvia Schreiber (Mo.–Di.) oder Pia Seiser (Mi.–Fr.)                                                                                | ORF-Zentrum Küniglberg mit Schaltungen nach Niederösterreich zu Silvia Schreiber (Mo.–Di.) oder Pia Seiser (Mi.–Fr.)                                                                                |
| 17. | 26. April – 30. April         | ()           | Lukas Schweighofer                                                    | ORF-Zentrum Küniglberg mit Schaltungen nach Kärnten zu Marco Ventre | ORF-Zentrum Küniglberg mit Schaltungen nach Kärnten zu Marco Ventre | ORF-Zentrum Küniglberg mit Schaltungen nach Kärnten zu Marco Ventre | ORF-Zentrum Küniglberg mit Schaltungen nach Kärnten zu Marco Ventre | ORF-Zentrum Küniglberg mit Schaltungen nach Kärnten zu Marco Ventre |
| 18. | 3. Mai – 7. Mai               | ()           | Eva Pölzl                                                             | ORF-Zentrum Küniglberg mit Schaltungen nach Salzburg zu Thomas Mussger | ORF-Zentrum Küniglberg mit Schaltungen nach Salzburg zu Thomas Mussger | ORF-Zentrum Küniglberg mit Schaltungen nach Salzburg zu Thomas Mussger | ORF-Zentrum Küniglberg mit Schaltungen nach Salzburg zu Thomas Mussger | ORF-Zentrum Küniglberg mit Schaltungen nach Salzburg zu Thomas Mussger |
| 19. | 10. Mai – 14. Mai             | ()           | Jan Matejcek                                                          | ORF-Zentrum Küniglberg mit Schaltungen ins Burgenland zu Martin Ganster | ORF-Zentrum Küniglberg mit Schaltungen ins Burgenland zu Martin Ganster | ORF-Zentrum Küniglberg mit Schaltungen ins Burgenland zu Martin Ganster | Christi Himmelfahrt | ORF-Zentrum Küniglberg mit Schaltungen ins Burgenland zu Martin Ganster |
| 20. | 17. Mai – 21. Mai             | ()           | Eva Pölzl                                                             | ORF-Zentrum Küniglberg mit Schaltungen nach Vorarlberg zu Inés Mäser | ORF-Zentrum Küniglberg mit Schaltungen nach Vorarlberg zu Inés Mäser | ORF-Zentrum Küniglberg mit Schaltungen nach Vorarlberg zu Inés Mäser | ORF-Zentrum Küniglberg mit Schaltungen nach Vorarlberg zu Inés Mäser | ORF-Zentrum Küniglberg mit Schaltungen nach Vorarlberg zu Inés Mäser |
| 21. | 25. Mai – 28. Mai             | ()           | Lukas Schweighofer                                                    | Pfingstmontag | ORF-Zentrum Küniglberg mit Schaltungen nach Südtirol zu Sabine Amhof | ORF-Zentrum Küniglberg mit Schaltungen nach Tirol zu Reingard Diermayr | ORF-Zentrum Küniglberg mit Schaltungen nach Tirol zu Reingard Diermayr | ORF-Zentrum Küniglberg mit Schaltungen nach Tirol zu Reingard Diermayr |
| 22. | 31. Mai – 4. Juni             | ()           | Eva Pölzl (Mo.–Mi.) / Jan Matejcek (Fr.)                              | ORF-Zentrum Küniglberg mit Schaltungen in die Steiermark zu Oliver Zeisberger | ORF-Zentrum Küniglberg mit Schaltungen in die Steiermark zu Oliver Zeisberger | ORF-Zentrum Küniglberg mit Schaltungen in die Steiermark zu Oliver Zeisberger | Fronleichnam | ORF-Zentrum Küniglberg mit Schaltungen in die Steiermark zu Oliver Zeisberger |
| 23. | 7. Juni – 11. Juni            | ()           | Eva Pölzl                                                             | ORF-Zentrum Küniglberg mit Schaltungen nach Niederösterreich zu Pia Seiser | ORF-Zentrum Küniglberg mit Schaltungen nach Niederösterreich zu Pia Seiser | ORF-Zentrum Küniglberg mit Schaltungen nach Niederösterreich zu Pia Seiser | ORF-Zentrum Küniglberg mit Schaltungen nach Niederösterreich zu Pia Seiser | ORF-Zentrum Küniglberg mit Schaltungen nach Niederösterreich zu Pia Seiser |
| 24. | 14. Juni – 18. Juni           | ()           | Patrick Budgen (Mo.) / Jan Matejcek (Di.–Fr.)                         | ORF-Zentrum Küniglberg mit Schaltungen nach Oberösterreich zu Maria Theiner | ORF-Zentrum Küniglberg mit Schaltungen nach Oberösterreich zu Maria Theiner | ORF-Zentrum Küniglberg mit Schaltungen nach Oberösterreich zu Maria Theiner | ORF-Zentrum Küniglberg mit Schaltungen nach Oberösterreich zu Maria Theiner | ORF-Zentrum Küniglberg mit Schaltungen nach Oberösterreich zu Maria Theiner |
| 25. | 21. Juni – 25. Juni           |              | Eva Pölzl                                                             | ORF-Zentrum Küniglberg mit Schaltungen zu Judith Weissenböck aus Wien | ORF-Zentrum Küniglberg mit Schaltungen zu Judith Weissenböck aus Wien | ORF-Zentrum Küniglberg mit Schaltungen zu Patrick Budgen aus Wien | ORF-Zentrum Küniglberg mit Schaltungen zu Patrick Budgen aus Wien | ORF-Zentrum Küniglberg mit Schaltungen zu Patrick Budgen aus Wien |
| 26. | 28. Juni – 2. Juli            | ()           | Eva Pölzl                                                             | ORF-Zentrum Küniglberg mit Schaltungen ins Burgenland zu Martin Ganster | ORF-Zentrum Küniglberg mit Schaltungen ins Burgenland zu Martin Ganster | ORF-Zentrum Küniglberg mit Schaltungen ins Burgenland zu Martin Ganster | ORF-Zentrum Küniglberg mit Schaltungen ins Burgenland zu Martin Ganster | ORF-Zentrum Küniglberg mit Schaltungen ins Burgenland zu Martin Ganster |
| 26. | 3. Juli – 4. Juli             | ()           | Lukas Schweighofer                                                    | Spezialausgaben zum Großen Preis von Österreich in der Formel 1: ORF-Zentrum Küniglberg mit Schaltungen zu Hannes Kargl nach Spielberg Samstag von 7:00 bis 9:45 Uhr, Sonntag von 7:00 bis 9:00 Uhr | Spezialausgaben zum Großen Preis von Österreich in der Formel 1: ORF-Zentrum Küniglberg mit Schaltungen zu Hannes Kargl nach Spielberg Samstag von 7:00 bis 9:45 Uhr, Sonntag von 7:00 bis 9:00 Uhr | Spezialausgaben zum Großen Preis von Österreich in der Formel 1: ORF-Zentrum Küniglberg mit Schaltungen zu Hannes Kargl nach Spielberg Samstag von 7:00 bis 9:45 Uhr, Sonntag von 7:00 bis 9:00 Uhr | Spezialausgaben zum Großen Preis von Österreich in der Formel 1: ORF-Zentrum Küniglberg mit Schaltungen zu Hannes Kargl nach Spielberg Samstag von 7:00 bis 9:45 Uhr, Sonntag von 7:00 bis 9:00 Uhr | Spezialausgaben zum Großen Preis von Österreich in der Formel 1: ORF-Zentrum Küniglberg mit Schaltungen zu Hannes Kargl nach Spielberg Samstag von 7:00 bis 9:45 Uhr, Sonntag von 7:00 bis 9:00 Uhr |
| 27. | 5. Juli – 9. Juli             | ()           | Jan Matejcek                                                          | ORF-Zentrum Küniglberg mit Schaltungen nach Niederösterreich zu Pia Seiser | ORF-Zentrum Küniglberg mit Schaltungen nach Niederösterreich zu Pia Seiser | ORF-Zentrum Küniglberg mit Schaltungen nach Niederösterreich zu Pia Seiser | ORF-Zentrum Küniglberg mit Schaltungen nach Niederösterreich zu Pia Seiser | ORF-Zentrum Küniglberg mit Schaltungen nach Niederösterreich zu Pia Seiser |
| 28. | 12. Juli – 16. Juli           | ()           | Eva Pölzl                                                             | ORF-Zentrum Küniglberg mit Schaltungen nach Kärnten zu Marco Ventre | ORF-Zentrum Küniglberg mit Schaltungen nach Kärnten zu Marco Ventre | ORF-Zentrum Küniglberg mit Schaltungen nach Kärnten zu Marco Ventre | ORF-Zentrum Küniglberg mit Schaltungen nach Kärnten zu Marco Ventre | ORF-Zentrum Küniglberg mit Schaltungen nach Kärnten zu Marco Ventre |
| 29. | 19. Juli – 23. Juli           | ()           | Jan Matejcek                                                          | ORF-Zentrum Küniglberg mit Schaltungen nach Tirol zu Christiane Knapp | ORF-Zentrum Küniglberg mit Schaltungen nach Tirol zu Christiane Knapp | ORF-Zentrum Küniglberg mit Schaltungen nach Tirol zu Christiane Knapp | ORF-Zentrum Küniglberg mit Schaltungen nach Südtirol zu Sabine Amhof | ORF-Zentrum Küniglberg mit Schaltungen nach Südtirol zu Sabine Amhof |
| 30. | 26. Juli – 30. Juli           | ()           | Eva Pölzl                                                             | ORF-Zentrum Küniglberg mit Schaltungen nach Salzburg zu Thomas Mussger | ORF-Zentrum Küniglberg mit Schaltungen nach Salzburg zu Thomas Mussger | ORF-Zentrum Küniglberg mit Schaltungen nach Salzburg zu Thomas Mussger | ORF-Zentrum Küniglberg mit Schaltungen nach Salzburg zu Thomas Mussger | ORF-Zentrum Küniglberg mit Schaltungen nach Salzburg zu Thomas Mussger |
| 31. | 2. August – 6. August         | ()           | Martin Ganster                                                        | ORF-Zentrum Küniglberg mit Schaltungen nach Oberösterreich zu Maria Theiner | ORF-Zentrum Küniglberg mit Schaltungen nach Oberösterreich zu Maria Theiner | ORF-Zentrum Küniglberg mit Schaltungen nach Oberösterreich zu Maria Theiner | ORF-Zentrum Küniglberg mit Schaltungen nach Oberösterreich zu Maria Theiner | ORF-Zentrum Küniglberg mit Schaltungen nach Oberösterreich zu Maria Theiner |
| 32. | 9. August – 13. August        | ()           | Eva Pölzl                                                             | ORF-Zentrum Küniglberg mit Schaltungen in die Steiermark zu Oliver Zeisberger | ORF-Zentrum Küniglberg mit Schaltungen in die Steiermark zu Oliver Zeisberger | ORF-Zentrum Küniglberg mit Schaltungen in die Steiermark zu Oliver Zeisberger | ORF-Zentrum Küniglberg mit Schaltungen in die Steiermark zu Oliver Zeisberger | ORF-Zentrum Küniglberg mit Schaltungen in die Steiermark zu Oliver Zeisberger |
| 33. | 16. August – 20. August       | ()           | Lukas Schweighofer                                                    | ORF-Zentrum Küniglberg mit Schaltungen nach Vorarlberg zu Inés Mäser | ORF-Zentrum Küniglberg mit Schaltungen nach Vorarlberg zu Inés Mäser | ORF-Zentrum Küniglberg mit Schaltungen nach Vorarlberg zu Inés Mäser | ORF-Zentrum Küniglberg mit Schaltungen nach Vorarlberg zu Inés Mäser | ORF-Zentrum Küniglberg mit Schaltungen nach Vorarlberg zu Inés Mäser |
| 34. | 23. August – 27. August       | ()           | Martin Ganster                                                        | ORF-Zentrum Küniglberg mit Schaltungen nach Tirol zu Sabine Amhof | ORF-Zentrum Küniglberg mit Schaltungen nach Tirol zu Sabine Amhof | ORF-Zentrum Küniglberg mit Schaltungen nach Tirol zu Sabine Amhof | ORF-Zentrum Küniglberg mit Schaltungen nach Tirol zu Helena Fröhlich | ORF-Zentrum Küniglberg mit Schaltungen nach Tirol zu Helena Fröhlich |
| 35. | 30. August – 3. September     | ()           | Patrick Budgen                                                        | ORF-Zentrum Küniglberg mit Schaltungen ins Burgenland zu Martin Ganster | ORF-Zentrum Küniglberg mit Schaltungen ins Burgenland zu Martin Ganster | ORF-Zentrum Küniglberg mit Schaltungen ins Burgenland zu Martin Ganster | ORF-Zentrum Küniglberg mit Schaltungen ins Burgenland zu Martin Ganster | ORF-Zentrum Küniglberg mit Schaltungen ins Burgenland zu Patricia Schuller |
| 36. | 6. September – 10. September  | ()           | Eva Pölzl                                                             | ORF-Zentrum Küniglberg mit Schaltungen nach Kärnten zu Marco Ventre | ORF-Zentrum Küniglberg mit Schaltungen nach Kärnten zu Marco Ventre | ORF-Zentrum Küniglberg mit Schaltungen nach Kärnten zu Marco Ventre | ORF-Zentrum Küniglberg mit Schaltungen nach Kärnten zu Marco Ventre | ORF-Zentrum Küniglberg mit Schaltungen nach Kärnten zu Marco Ventre |
| 37. | 13. September – 17. September |              | Lukas Schweighofer (Mo–Mi) / Eva Pölzl (Do–Fr)                        | ORF-Zentrum Küniglberg mit Schaltungen zu Katharina Reigersberg aus Wien | ORF-Zentrum Küniglberg mit Schaltungen zu Katharina Reigersberg aus Wien | ORF-Zentrum Küniglberg mit Schaltungen zu Katharina Reigersberg aus Wien | ORF-Zentrum Küniglberg mit Schaltungen zu Lisa Veits aus Wien | ORF-Zentrum Küniglberg mit Schaltungen zu Lisa Veits aus Wien |
| 38. | 20. September – 24. September | ()           | Eva Pölzl                                                             | ORF-Zentrum Küniglberg mit Schaltungen nach Niederösterreich zu Pia Seiser | ORF-Zentrum Küniglberg mit Schaltungen nach Niederösterreich zu Pia Seiser | ORF-Zentrum Küniglberg mit Schaltungen nach Niederösterreich zu Pia Seiser | ORF-Zentrum Küniglberg mit Schaltungen nach Niederösterreich zu Pia Seiser | ORF-Zentrum Küniglberg ohne Schaltungen zu einem Außenmoderator |
| 39. | 27. September – 1. Oktober    | ()           | Patrick Budgen (Mo./Fr.) / Jan Matejcek (Di.–Do.)                     | ORF-Zentrum Küniglberg mit Schaltungen nach Salzburg zu Thomas Mussger | ORF-Zentrum Küniglberg mit Schaltungen nach Salzburg zu Thomas Mussger | ORF-Zentrum Küniglberg mit Schaltungen nach Salzburg zu Thomas Mussger | ORF-Zentrum Küniglberg mit Schaltungen nach Salzburg zu Thomas Mussger | ORF-Zentrum Küniglberg mit Schaltungen nach Salzburg zu Thomas Mussger |
| 40. | 4. Oktober – 8. Oktober       | ()           | Eva Pölzl                                                             | ORF-Zentrum Küniglberg mit Schaltungen nach Kärnten zu Marco Ventre | ORF-Zentrum Küniglberg mit Schaltungen nach Kärnten zu Marco Ventre | ORF-Zentrum Küniglberg mit Schaltungen nach Kärnten zu Marco Ventre | ORF-Zentrum Küniglberg mit Schaltungen nach Kärnten zu Marco Ventre | ORF-Zentrum Küniglberg ohne Schaltungen zu einem Außenmoderator |
| 41. | 11. Oktober – 15. Oktober     | ()           | Lukas Schweighofer                                                    | ORF-Zentrum Küniglberg mit Schaltungen nach Oberösterreich zu Maria Theiner | ORF-Zentrum Küniglberg mit Schaltungen nach Oberösterreich zu Maria Theiner | ORF-Zentrum Küniglberg mit Schaltungen nach Oberösterreich zu Maria Theiner | ORF-Zentrum Küniglberg mit Schaltungen nach Oberösterreich zu Maria Theiner | ORF-Zentrum Küniglberg mit Schaltungen nach Oberösterreich zu Maria Theiner |
| 42. | 18. Oktober – 22. Oktober     | ()           | Eva Pölzl                                                             | ORF-Zentrum Küniglberg mit Schaltungen nach Vorarlberg zu Inés Mäser | ORF-Zentrum Küniglberg mit Schaltungen nach Vorarlberg zu Inés Mäser | ORF-Zentrum Küniglberg mit Schaltungen nach Vorarlberg zu Inés Mäser | ORF-Zentrum Küniglberg mit Schaltungen nach Vorarlberg zu Inés Mäser | ORF-Zentrum Küniglberg mit Schaltungen nach Vorarlberg zu Inés Mäser |
| 43. | 25. Oktober – 29. Oktober     | ()           | Patrick Budgen                                                        | ORF-Zentrum Küniglberg mit Schaltungen nach Tirol zu Reingard Diermayr | Nationalfeiertag | ORF-Zentrum Küniglberg mit Schaltungen nach Südtirol zu Sabine Amhof | ORF-Zentrum Küniglberg mit Schaltungen nach Tirol zu Reingard Diermayr | ORF-Zentrum Küniglberg mit Schaltungen nach Tirol zu Reingard Diermayr |
| 44. | 2. November – 5. November     | ()           | Patrick Budgen (Di./Do.–Fr.) / Eva Pölzl (Mi.)                        | Allerheiligen | ORF-Zentrum Küniglberg mit Schaltungen in die Steiermark zu Oliver Zeisberger | ORF-Zentrum Küniglberg mit Schaltungen in die Steiermark zu Oliver Zeisberger | ORF-Zentrum Küniglberg mit Schaltungen in die Steiermark zu Oliver Zeisberger | ORF-Zentrum Küniglberg mit Schaltungen in die Steiermark zu Oliver Zeisberger |
| 45. | 8. November – 12. November    | ()           | Eva Pölzl                                                             | ORF-Zentrum Küniglberg mit Schaltungen ins Burgenland zu Martin Ganster | ORF-Zentrum Küniglberg mit Schaltungen ins Burgenland zu Martin Ganster | ORF-Zentrum Küniglberg mit Schaltungen ins Burgenland zu Martin Ganster | ORF-Zentrum Küniglberg mit Schaltungen ins Burgenland zu Martin Ganster | ORF-Zentrum Küniglberg mit Schaltungen ins Burgenland zu Martin Ganster |
| 46. | 15. November – 19. November   | ()           | Lukas Schweighofer (Mo.–Mi.) / Eva Pölzl (Do.–Fr.)                    | ORF-Zentrum Küniglberg mit Schaltungen nach Kärnten zu Marco Ventre | ORF-Zentrum Küniglberg mit Schaltungen nach Kärnten zu Marco Ventre | ORF-Zentrum Küniglberg mit Schaltungen nach Kärnten zu Marco Ventre | ORF-Zentrum Küniglberg mit Schaltungen nach Kärnten zu Marco Ventre | ORF-Zentrum Küniglberg mit Schaltungen nach Kärnten zu Marco Ventre |
| 47. | 22. November – 26. November   | ()           | Jan Matejcek (Mo.) / Eva Pölzl (Di.–Fr.)                              | ORF-Zentrum Küniglberg mit Schaltungen nach Niederösterreich zu Pia Seiser | ORF-Zentrum Küniglberg mit Schaltungen nach Niederösterreich zu Pia Seiser | ORF-Zentrum Küniglberg mit Schaltungen nach Niederösterreich zu Pia Seiser | ORF-Zentrum Küniglberg mit Schaltungen nach Niederösterreich zu Pia Seiser | ORF-Zentrum Küniglberg mit Schaltungen nach Niederösterreich zu Pia Seiser |
| 48. | 29. November – 3. Dezember    | ()           | Eva Pölzl (Mo.–Mi.) / Jan Matejcek (Do.–Fr.)                          | ORF-Zentrum Küniglberg mit Schaltungen nach Salzburg zu Thomas Mussger | ORF-Zentrum Küniglberg mit Schaltungen nach Salzburg zu Thomas Mussger | ORF-Zentrum Küniglberg mit Schaltungen nach Salzburg zu Thomas Mussger | ORF-Zentrum Küniglberg mit Schaltungen nach Salzburg zu Thomas Mussger | ORF-Zentrum Küniglberg mit Schaltungen nach Salzburg zu Thomas Mussger |
| 49. | 6. Dezember – 10. Dezember    | ()           | Eva Pölzl                                                             | ORF-Zentrum Küniglberg mit Schaltungen nach Oberösterreich zu Maria Theiner | ORF-Zentrum Küniglberg mit Schaltungen nach Oberösterreich zu Maria Theiner | Mariä Empfängnis | ORF-Zentrum Küniglberg mit Schaltungen nach Oberösterreich zu Maria Theiner | ORF-Zentrum Küniglberg mit Schaltungen nach Oberösterreich zu Maria Theiner |
| 50. | 13. Dezember – 17. Dezember   | ()           | Jan Matejcek                                                          | ORF-Zentrum Küniglberg mit Schaltungen in die Steiermark zu Oliver Zeisberger | ORF-Zentrum Küniglberg mit Schaltungen in die Steiermark zu Oliver Zeisberger | ORF-Zentrum Küniglberg mit Schaltungen in die Steiermark zu Oliver Zeisberger | ORF-Zentrum Küniglberg mit Schaltungen in die Steiermark zu Oliver Zeisberger | ORF-Zentrum Küniglberg mit Schaltungen in die Steiermark zu Oliver Zeisberger |
| 51. | 20. Dezember – 23. Dezember   |              | Eva Pölzl                                                             | ORF-Zentrum Küniglberg mit Schaltungen zu Katharina Reigersberg aus Wien | ORF-Zentrum Küniglberg mit Schaltungen zu Katharina Reigersberg aus Wien | ORF-Zentrum Küniglberg mit Schaltungen zu Katharina Reigersberg aus Wien | ORF-Zentrum Küniglberg mit Schaltungen zu Katharina Reigersberg aus Wien | Heiliger Abend |
| 52. | 27. Dezember – 31. Dezember   |              |                                                                       | Weihnachtspause | Weihnachtspause | Weihnachtspause | Weihnachtspause | Weihnachtspause |

| KW | Datum                         | Landesstudio    | Moderatoren                                                                                           | Montag | Dienstag | Mittwoch | Donnerstag | Freitag |
| --- | ----------------------------- | --------------- | --- | --- | --- | --- | --- | --- |
| 1. | 3. Jänner – 7. Jänner         |                 | | Weihnachtspause | Weihnachtspause | Weihnachtspause | Weihnachtspause | Weihnachtspause |
| 2. | 10. Jänner – 14. Jänner       | ()              | Eva Pölzl                                                                                             | ORF-Zentrum Küniglberg mit Schaltungen nach Vorarlberg zu Inés Mäser                                                                             | ORF-Zentrum Küniglberg mit Schaltungen nach Vorarlberg zu Inés Mäser                                                                             | ORF-Zentrum Küniglberg mit Schaltungen nach Vorarlberg zu Inés Mäser                                                                             | ORF-Zentrum Küniglberg mit Schaltungen nach Vorarlberg zu Inés Mäser                                                                             | ORF-Zentrum Küniglberg mit Schaltungen nach Vorarlberg zu Inés Mäser                                                                             |
| 3. | 17. Jänner – 21. Jänner       | ()              | Lukas Schweighofer                                                                                    | ORF-Zentrum Küniglberg mit Schaltungen nach Tirol zu Christiane Knapp, Reingard Diermayr oder Daniela Schmiderer                                 | ORF-Zentrum Küniglberg mit Schaltungen nach Tirol zu Christiane Knapp, Reingard Diermayr oder Daniela Schmiderer                                 | ORF-Zentrum Küniglberg mit Schaltungen nach Tirol zu Christiane Knapp, Reingard Diermayr oder Daniela Schmiderer                                 | ORF-Zentrum Küniglberg mit Schaltungen nach Tirol zu Christiane Knapp, Reingard Diermayr oder Daniela Schmiderer                                 | ORF-Zentrum Küniglberg mit Schaltungen nach Tirol zu Christiane Knapp, Reingard Diermayr oder Daniela Schmiderer                                 |
| 4. | 24. Jänner – 28. Jänner       | ()              | Eva Pölzl                                                                                             | ORF-Zentrum Küniglberg mit Schaltungen in die Steiermark zu Hannes Kargl                                                                         | ORF-Zentrum Küniglberg mit Schaltungen in die Steiermark zu Hannes Kargl                                                                         | ORF-Zentrum Küniglberg mit Schaltungen in die Steiermark zu Hannes Kargl                                                                         | ORF-Zentrum Küniglberg mit Schaltungen in die Steiermark zu Hannes Kargl                                                                         | ORF-Zentrum Küniglberg mit Schaltungen in die Steiermark zu Hannes Kargl                                                                         |
| 5. | 31. Jänner – 4. Februar       | ()              | Eva Pölzl                                                                                             | ORF-Zentrum Küniglberg mit Schaltungen nach Oberösterreich zu Maria Theiner                                                                      | ORF-Zentrum Küniglberg mit Schaltungen nach Oberösterreich zu Maria Theiner                                                                      | ORF-Zentrum Küniglberg mit Schaltungen nach Oberösterreich zu Maria Theiner                                                                      | ORF-Zentrum Küniglberg mit Schaltungen nach Oberösterreich zu Maria Theiner                                                                      | ORF-Zentrum Küniglberg mit Schaltungen nach Oberösterreich zu Maria Theiner                                                                      |
| 6. | 7. Februar – 11. Februar      | ()              | Jan Matejcek                                                                                          | ORF-Zentrum Küniglberg mit Schaltungen ins Burgenland zu Martin Ganster                                                                          | ORF-Zentrum Küniglberg mit Schaltungen ins Burgenland zu Martin Ganster                                                                          | ORF-Zentrum Küniglberg mit Schaltungen ins Burgenland zu Martin Ganster                                                                          | ORF-Zentrum Küniglberg mit Schaltungen ins Burgenland zu Martin Ganster                                                                          | ORF-Zentrum Küniglberg mit Schaltungen ins Burgenland zu Martin Ganster                                                                          |
| 7. | 14. Februar – 18. Februar     | ()              | Eva Pölzl                                                                                             | ORF-Zentrum Küniglberg mit Schaltungen nach Niederösterreich zu Pia Seiser                                                                       | ORF-Zentrum Küniglberg mit Schaltungen nach Niederösterreich zu Pia Seiser                                                                       | ORF-Zentrum Küniglberg mit Schaltungen nach Niederösterreich zu Pia Seiser                                                                       | ORF-Zentrum Küniglberg mit Schaltungen nach Niederösterreich zu Pia Seiser                                                                       | ORF-Zentrum Küniglberg mit Schaltungen nach Niederösterreich zu Pia Seiser                                                                       |
| 8. | 21. Februar – 25. Februar     |                 | Eva Pölzl (Mo.–Mi.) / Jan Matejcek (Do.)                                                              | ORF-Zentrum Küniglberg mit Schaltungen zu Katharina Reigersberg aus Wien                                                                         | ORF-Zentrum Küniglberg mit Schaltungen zu Katharina Reigersberg aus Wien                                                                         | ORF-Zentrum Küniglberg mit Schaltungen zu Katharina Reigersberg aus Wien                                                                         | ORF-Zentrum Küniglberg mit Schaltungen zu Katharina Reigersberg aus Wien (nur bis 8 Uhr, dann ZIB Spezial)                                       | Entfall wegen ZIB-Sondersendung zum Krieg in der Ukraine                                                                                         |
| 9. | 28. Februar – 4. März         | ()              | Lukas Schweighofer (Mo.–Mi.) / Eva Pölzl (Do.–Fr.)                                                    | ORF-Zentrum Küniglberg mit Schaltungen nach Kärnten zu Marco Ventre                                                                              | ORF-Zentrum Küniglberg mit Schaltungen nach Kärnten zu Marco Ventre                                                                              | ORF-Zentrum Küniglberg mit Schaltungen nach Kärnten zu Marco Ventre                                                                              | ORF-Zentrum Küniglberg mit Schaltungen nach Kärnten zu Marco Ventre                                                                              | ORF-Zentrum Küniglberg mit Schaltungen nach Kärnten zu Marco Ventre                                                                              |
| 10. | 7. März – 11. März            | ()              | Eva Pölzl                                                                                             | ORF-Zentrum Küniglberg mit Schaltungen nach Salzburg zu Thomas Mussger                                                                           | ORF-Zentrum Küniglberg mit Schaltungen nach Salzburg zu Thomas Mussger                                                                           | ORF-Zentrum Küniglberg mit Schaltungen nach Salzburg zu Thomas Mussger                                                                           | ORF-Zentrum Küniglberg mit Schaltungen nach Salzburg zu Thomas Mussger                                                                           | ORF-Zentrum Küniglberg mit Schaltungen nach Salzburg zu Thomas Mussger                                                                           |
| 11. | 14. März – 18. März           | ()              | Eva Pölzl (Mo.) / Lukas Schweighofer (Di.–Fr.)                                                        | ORF-Zentrum Küniglberg mit Schaltungen nach Vorarlberg zu Inés Mäser                                                                             | ORF-Zentrum Küniglberg mit Schaltungen nach Vorarlberg zu Inés Mäser                                                                             | ORF-Zentrum Küniglberg mit Schaltungen nach Vorarlberg zu Inés Mäser                                                                             | ORF-Zentrum Küniglberg mit Schaltungen nach Vorarlberg zu Inés Mäser                                                                             | ORF-Zentrum Küniglberg mit Schaltungen nach Vorarlberg zu Inés Mäser                                                                             |
| 12. | 21. März – 25. März           | ()              | Eva Pölzl (Mo.–Mi.) / Patrick Budgen (Do.–Fr.)                                                        | ORF-Zentrum Küniglberg mit Schaltungen nach Niederösterreich zu Pia Seiser                                                                       | ORF-Zentrum Küniglberg mit Schaltungen nach Niederösterreich zu Pia Seiser                                                                       | ORF-Zentrum Küniglberg mit Schaltungen nach Niederösterreich zu Pia Seiser                                                                       | ORF-Zentrum Küniglberg mit Schaltungen nach Niederösterreich zu Pia Seiser                                                                       | ORF-Zentrum Küniglberg mit Schaltungen nach Niederösterreich zu Pia Seiser                                                                       |
| 13. | 28. März – 1. April           | ()              | Lukas Schweighofer                                                                                    | ORF-Zentrum Küniglberg mit Schaltungen nach Tirol zu Christiane Knapp                                                                            | ORF-Zentrum Küniglberg mit Schaltungen nach Tirol zu Christiane Knapp                                                                            | ORF-Zentrum Küniglberg mit Schaltungen nach Tirol zu Christiane Knapp                                                                            | ORF-Zentrum Küniglberg mit Schaltungen nach Tirol zu Helena Fröhlich                                                                             | ORF-Zentrum Küniglberg mit Schaltungen nach Tirol zu Helena Fröhlich                                                                             |
| 14. | 4. April – 8. April           | ()              | Eva Pölzl                                                                                             | ORF-Zentrum Küniglberg mit Schaltungen nach Oberösterreich zu Maria Theiner                                                                      | ORF-Zentrum Küniglberg mit Schaltungen nach Oberösterreich zu Maria Theiner                                                                      | ORF-Zentrum Küniglberg mit Schaltungen nach Oberösterreich zu Maria Theiner                                                                      | ORF-Zentrum Küniglberg mit Schaltungen nach Oberösterreich zu Maria Theiner                                                                      | ORF-Zentrum Küniglberg mit Schaltungen nach Oberösterreich zu Maria Theiner                                                                      |
| 15. | 11. April – 15. April         | ()              | Lukas Schweighofer (Mo., Do.–Fr.) / Eva Pölzl (Di.–Mi.)                                               | ORF-Zentrum Küniglberg mit Schaltungen in die Steiermark zu Hannes Kargl                                                                         | ORF-Zentrum Küniglberg mit Schaltungen in die Steiermark zu Hannes Kargl                                                                         | ORF-Zentrum Küniglberg mit Schaltungen in die Steiermark zu Hannes Kargl                                                                         | ORF-Zentrum Küniglberg mit Schaltungen in die Steiermark zu Hannes Kargl                                                                         | ORF-Zentrum Küniglberg mit Schaltungen in die Steiermark zu Hannes Kargl                                                                         |
| 16. | 18. April – 22. April         |                 | Eva Pölzl                                                                                             | Ostermontag | ORF-Zentrum Küniglberg mit Schaltungen zu Katharina Reigersberg aus Wien                                                                         | ORF-Zentrum Küniglberg mit Schaltungen zu Katharina Reigersberg aus Wien                                                                         | ORF-Zentrum Küniglberg mit Schaltungen zu Katharina Reigersberg aus Wien                                                                         | ORF-Zentrum Küniglberg mit Schaltungen zu Katharina Reigersberg aus Wien                                                                         |
| 17. | 25. April – 29. April         | ()              | Patrick Budgen                                                                                        | ORF-Zentrum Küniglberg mit Schaltungen ins Burgenland zu Martin Ganster                                                                          | ORF-Zentrum Küniglberg mit Schaltungen ins Burgenland zu Martin Ganster                                                                          | ORF-Zentrum Küniglberg mit Schaltungen ins Burgenland zu Martin Ganster                                                                          | ORF-Zentrum Küniglberg mit Schaltungen ins Burgenland zu Martin Ganster                                                                          | ORF-Zentrum Küniglberg mit Schaltungen ins Burgenland zu Martin Ganster                                                                          |
| 18. | 2. Mai – 6. Mai               | ()              | Eva Pölzl                                                                                             | ORF-Zentrum Küniglberg mit Schaltungen nach Salzburg zu Thomas Mussger                                                                           | ORF-Zentrum Küniglberg mit Schaltungen nach Salzburg zu Thomas Mussger                                                                           | ORF-Zentrum Küniglberg mit Schaltungen nach Salzburg zu Thomas Mussger                                                                           | ORF-Zentrum Küniglberg mit Schaltungen nach Salzburg zu Thomas Mussger                                                                           | ORF-Zentrum Küniglberg mit Schaltungen nach Salzburg zu Thomas Mussger                                                                           |
| 19. | 9. Mai – 13. Mai              | ()              | Lukas Schweighofer                                                                                    | ORF-Zentrum Küniglberg mit Schaltungen nach Tirol zu Christiane Knapp                                                                            | ORF-Zentrum Küniglberg mit Schaltungen nach Tirol zu Helena Fröhlich                                                                             | ORF-Zentrum Küniglberg mit Schaltungen nach Tirol zu Reingard Diermayr                                                                           | ORF-Zentrum Küniglberg mit Schaltungen nach Tirol zu Reingard Diermayr                                                                           | ORF-Zentrum Küniglberg mit Schaltungen nach Südtirol zu Sabine Amhof                                                                             |
| 20. | 16. Mai – 20. Mai             | ()              | Eva Pölzl                                                                                             | ORF-Zentrum Küniglberg mit Schaltungen nach Kärnten zu Marco Ventre                                                                              | ORF-Zentrum Küniglberg mit Schaltungen nach Kärnten zu Marco Ventre                                                                              | ORF-Zentrum Küniglberg mit Schaltungen nach Kärnten zu Marco Ventre                                                                              | ORF-Zentrum Küniglberg mit Schaltungen nach Kärnten zu Marco Ventre                                                                              | ORF-Zentrum Küniglberg mit Schaltungen nach Kärnten zu Marco Ventre                                                                              |
| 21. | 23. Mai – 27. Mai             | ()              | Lukas Schweighofer                                                                                    | ORF-Zentrum Küniglberg mit Schaltungen nach Vorarlberg zu Inés Mäser                                                                             | ORF-Zentrum Küniglberg mit Schaltungen nach Vorarlberg zu Inés Mäser                                                                             | ORF-Zentrum Küniglberg mit Schaltungen nach Vorarlberg zu Inés Mäser                                                                             | ORF-Zentrum Küniglberg mit Schaltungen nach Vorarlberg zu Inés Mäser                                                                             | ORF-Zentrum Küniglberg mit Schaltungen nach Vorarlberg zu Inés Mäser                                                                             |
| 22. | 30. Mai – 3. Juni             | ()              | Eva Pölzl                                                                                             | ORF-Zentrum Küniglberg mit Schaltungen ins Burgenland zu Martin Ganster                                                                          | ORF-Zentrum Küniglberg mit Schaltungen ins Burgenland zu Martin Ganster                                                                          | ORF-Zentrum Küniglberg mit Schaltungen ins Burgenland zu Martin Ganster                                                                          | ORF-Zentrum Küniglberg mit Schaltungen ins Burgenland zu Martin Ganster                                                                          | ORF-Zentrum Küniglberg mit Schaltungen ins Burgenland zu Martin Ganster                                                                          |
| 23. | 7. Juni – 10. Juni            | ()              | Lukas Schweighofer                                                                                    | Pfingstmontag | ORF-Zentrum Küniglberg mit Schaltungen nach Kärnten zu Marco Ventre                                                                              | ORF-Zentrum Küniglberg mit Schaltungen nach Kärnten zu Marco Ventre                                                                              | ORF-Zentrum Küniglberg mit Schaltungen nach Kärnten zu Marco Ventre                                                                              | ORF-Zentrum Küniglberg mit Schaltungen nach Kärnten zu Marco Ventre                                                                              |
| 24. | 13. Juni – 17. Juni           | ()              | Eva Pölzl                                                                                             | ORF-Zentrum Küniglberg mit Schaltungen nach Niederösterreich zu Pia Seiser                                                                       | ORF-Zentrum Küniglberg mit Schaltungen nach Niederösterreich zu Pia Seiser                                                                       | ORF-Zentrum Küniglberg mit Schaltungen nach Niederösterreich zu Pia Seiser                                                                       | Fronleichnam | ORF-Zentrum Küniglberg mit Schaltungen nach Niederösterreich zu Pia Seiser                                                                       |
| 25. | 20. Juni – 24. Juni           |                 | Eva Pölzl                                                                                             | ORF-Zentrum Küniglberg mit Schaltungen zu Katharina Reigersberg aus Wien                                                                         | ORF-Zentrum Küniglberg mit Schaltungen zu Katharina Reigersberg aus Wien                                                                         | ORF-Zentrum Küniglberg mit Schaltungen zu Lisa Veits aus Wien                                                                                    | ORF-Zentrum Küniglberg mit Schaltungen zu Lisa Veits aus Wien                                                                                    | ORF-Zentrum Küniglberg mit Schaltungen zu Lisa Veits aus Wien                                                                                    |
| 26. | 27. Juni – 1. Juli            | ()              | Eva Pölzl                                                                                             | ORF-Zentrum Küniglberg mit Schaltungen in die Steiermark zu Johannes Kargl                                                                       | ORF-Zentrum Küniglberg mit Schaltungen in die Steiermark zu Johannes Kargl                                                                       | ORF-Zentrum Küniglberg mit Schaltungen in die Steiermark zu Johannes Kargl                                                                       | ORF-Zentrum Küniglberg mit Schaltungen in die Steiermark zu Johannes Kargl                                                                       | ORF-Zentrum Küniglberg mit Schaltungen in die Steiermark zu Johannes Kargl                                                                       |
| Nach zwei Jahren verlässt das mobile Studio den Standort am Küniglberg und befindet sich in den nächsten Wochen auf „Sommertour“. Für neun Wochen wird je eine Woche lang von einem bestimmten Standort aus jedem Bundesland gesendet. |                               |                 | | | | | | |
| 27. | 4. Juli – 8. Juli             |                 | Lukas Schweighofer und Martin Ganster (Mo.) / Lukas Schweighofer (Di.–Mi.) / Martin Ganster (Do.–Fr.) | Fischerkirche Rust | Fischerkirche Rust | Fischerkirche Rust | Fischerkirche Rust | Fischerkirche Rust |
| 27. | 9. Juli – 10. Juli            |                 | Lukas Schweighofer                                                                                    | Spezialausgaben zum Großen Preis von Österreich in der Formel 1: Golfclub Spielberg Samstag von 7:00 bis 9:50 Uhr, Sonntag von 7:00 bis 9:00 Uhr | Spezialausgaben zum Großen Preis von Österreich in der Formel 1: Golfclub Spielberg Samstag von 7:00 bis 9:50 Uhr, Sonntag von 7:00 bis 9:00 Uhr | Spezialausgaben zum Großen Preis von Österreich in der Formel 1: Golfclub Spielberg Samstag von 7:00 bis 9:50 Uhr, Sonntag von 7:00 bis 9:00 Uhr | Spezialausgaben zum Großen Preis von Österreich in der Formel 1: Golfclub Spielberg Samstag von 7:00 bis 9:50 Uhr, Sonntag von 7:00 bis 9:00 Uhr | Spezialausgaben zum Großen Preis von Österreich in der Formel 1: Golfclub Spielberg Samstag von 7:00 bis 9:50 Uhr, Sonntag von 7:00 bis 9:00 Uhr |
| 28. | 11. Juli – 15. Juli           |                 | Marco Ventre (Mo.–Mi.) Eva Pölzl und Marco Ventre (Do.–Fr.)                                           | Klagenfurt am Wörthersee (Friedelstrand) | Klagenfurt am Wörthersee (Friedelstrand) | Klagenfurt am Wörthersee (Friedelstrand) | Klagenfurt am Wörthersee (Friedelstrand) | Klagenfurt am Wörthersee (Friedelstrand) |
| 29. | 18. Juli – 22. Juli           |                 | Inés Mäser (Mo.–Di.) Lukas Schweighofer (Mi.–Do.) Lukas Schweighofer und Inés Mäser (Fr.)             | Bregenz (Hafen) | Bregenz (Hafen) | Bregenz (Hafen) | Bregenz (Hafen) | Bregenz (Hafen) |
| 30. | 25. Juli – 29. Juli           |                 | Eva Pölzl und Thomas Mussger (Mo.–Di.) Eva Pölzl (Mi.–Fr.)                                            | Mattsee (Seepromenade) | Mattsee (Seepromenade) | Mattsee (Seepromenade) | Mattsee (Seepromenade) | Mattsee (Seepromenade) |
| 31. | 1. August – 5. August         |                 | Lukas Schweighofer                                                                                    | Heldenplatz | Heldenplatz | Heldenplatz | Heldenplatz | Heldenplatz |
| 32. | 8. August – 12. August        |                 | Maria Theiner                                                                                         | Gmunden (Rathausplatz) | Gmunden (Rathausplatz) | Gmunden (Rathausplatz) | Gmunden (Rathausplatz) | Gmunden (Rathausplatz) |
| 33. | 16. August – 19. August       |                 | Eva Pölzl Martin Ganster                                                                              | Mariä Himmelfahrt | Purbach am Neusiedler See (Kellergasse) | Purbach am Neusiedler See (Kellergasse) | Purbach am Neusiedler See (Kellergasse) | Purbach am Neusiedler See (Kellergasse) |
| 34. | 22. August – 26. August       |                 | Lukas Schweighofer Sabine Amhof                                                                       | Maurach am Achensee | Maurach am Achensee | Maurach am Achensee | Maurach am Achensee | Maurach am Achensee |
| 35. | 29. August – 2. September     |                 | Eva Pölzl Pia Seiser                                                                                  | St. Pölten (Rathausplatz); Pia Seiser am Freitag aus Gumpoldskirchen zugeschaltet                                                                | St. Pölten (Rathausplatz); Pia Seiser am Freitag aus Gumpoldskirchen zugeschaltet                                                                | St. Pölten (Rathausplatz); Pia Seiser am Freitag aus Gumpoldskirchen zugeschaltet                                                                | St. Pölten (Rathausplatz); Pia Seiser am Freitag aus Gumpoldskirchen zugeschaltet                                                                | St. Pölten (Rathausplatz); Pia Seiser am Freitag aus Gumpoldskirchen zugeschaltet                                                                |
| 36. | 5. September – 9. September   | ()              | Eva Pölzl                                                                                             | ORF-Zentrum Küniglberg mit Schaltungen nach Kärnten zu Marco Ventre                                                                              | ORF-Zentrum Küniglberg mit Schaltungen nach Kärnten zu Marco Ventre                                                                              | ORF-Zentrum Küniglberg mit Schaltungen nach Kärnten zu Marco Ventre                                                                              | ORF-Zentrum Küniglberg mit Schaltungen nach Kärnten zu Marco Ventre                                                                              | ORF-Zentrum Küniglberg mit Schaltungen nach Kärnten zu Marco Ventre                                                                              |
| 37. | 12. September – 16. September | ()              | Lukas Schweighofer (Mo.–Do.) / Eva Pölzl (Fr.)                                                        | ORF-Zentrum Küniglberg mit Schaltungen in die Steiermark zu Hannes Kargl                                                                         | ORF-Zentrum Küniglberg mit Schaltungen in die Steiermark zu Hannes Kargl                                                                         | ORF-Zentrum Küniglberg mit Schaltungen in die Steiermark zu Hannes Kargl                                                                         | ORF-Zentrum Küniglberg mit Schaltungen in die Steiermark zu Hannes Kargl                                                                         | ORF-Zentrum Küniglberg mit Schaltungen in die Steiermark zu Hannes Kargl                                                                         |
| 38. | 19. September – 23. September | ()              | Eva Pölzl                                                                                             | ORF-Zentrum Küniglberg mit Schaltungen nach Niederösterreich zu Pia Seiser                                                                       | ORF-Zentrum Küniglberg mit Schaltungen nach Niederösterreich zu Pia Seiser                                                                       | ORF-Zentrum Küniglberg mit Schaltungen nach Niederösterreich zu Pia Seiser                                                                       | ORF-Zentrum Küniglberg mit Schaltungen nach Niederösterreich zu Pia Seiser                                                                       | ORF-Zentrum Küniglberg mit Schaltungen nach Niederösterreich zu Pia Seiser                                                                       |
| 39. | 26. September – 30. September | ()              | Patrick Budgen                                                                                        | ORF-Zentrum Küniglberg mit Schaltungen nach Salzburg zu Thomas Mussger                                                                           | ORF-Zentrum Küniglberg mit Schaltungen nach Salzburg zu Thomas Mussger                                                                           | ORF-Zentrum Küniglberg mit Schaltungen nach Salzburg zu Thomas Mussger                                                                           | ORF-Zentrum Küniglberg mit Schaltungen nach Salzburg zu Thomas Mussger                                                                           | ORF-Zentrum Küniglberg mit Schaltungen nach Salzburg zu Thomas Mussger                                                                           |
| 40. | 3. Oktober – 7. Oktober       | ()              | Eva Pölzl                                                                                             | ORF-Zentrum Küniglberg mit Schaltungen nach Oberösterreich zu Maria Theiner                                                                      | ORF-Zentrum Küniglberg mit Schaltungen nach Oberösterreich zu Maria Theiner                                                                      | ORF-Zentrum Küniglberg mit Schaltungen nach Oberösterreich zu Maria Theiner                                                                      | ORF-Zentrum Küniglberg mit Schaltungen nach Oberösterreich zu Maria Theiner                                                                      | ORF-Zentrum Küniglberg mit Schaltungen nach Oberösterreich zu Maria Theiner                                                                      |
| 41. | 10. Oktober – 14. Oktober     |                 | Eva Pölzl (Mo.–Mi.) / Patrick Budgen (Do.–Fr.)                                                        | ORF-Zentrum Küniglberg, Montag und Freitag mit Schaltungen zu Lisa Veits aus Wien                                                                | ORF-Zentrum Küniglberg, Montag und Freitag mit Schaltungen zu Lisa Veits aus Wien                                                                | ORF-Zentrum Küniglberg, Montag und Freitag mit Schaltungen zu Lisa Veits aus Wien                                                                | ORF-Zentrum Küniglberg, Montag und Freitag mit Schaltungen zu Lisa Veits aus Wien                                                                | ORF-Zentrum Küniglberg, Montag und Freitag mit Schaltungen zu Lisa Veits aus Wien                                                                |
| 42. | 17. Oktober – 21. Oktober     | ()              | Patrick Budgen (Mo.–Di.) / Lukas Schweighofer (Mi.–Fr.)                                               | ORF-Zentrum Küniglberg mit Schaltungen ins Burgenland zu Martin Ganster                                                                          | ORF-Zentrum Küniglberg mit Schaltungen ins Burgenland zu Martin Ganster                                                                          | ORF-Zentrum Küniglberg mit Schaltungen ins Burgenland zu Martin Ganster                                                                          | ORF-Zentrum Küniglberg mit Schaltungen ins Burgenland zu Martin Ganster                                                                          | ORF-Zentrum Küniglberg mit Schaltungen ins Burgenland zu Martin Ganster                                                                          |
| 43. | 24. Oktober – 28. Oktober     | ()              | Patrick Budgen (Mo.–Di.) / Eva Pölzl (Do.–Fr.)                                                        | ORF-Zentrum Küniglberg mit Schaltungen in die Steiermark zu Hannes Kargl                                                                         | ORF-Zentrum Küniglberg mit Schaltungen in die Steiermark zu Hannes Kargl                                                                         | Nationalfeiertag | ORF-Zentrum Küniglberg mit Schaltungen in die Steiermark zu Andreas Onea zur „Licht ins Dunkel-Radchallenge“                                     | ORF-Zentrum Küniglberg mit Schaltungen in die Steiermark zu Andreas Onea zur „Licht ins Dunkel-Radchallenge“                                     |
| 44. | 31. Oktober – 4. November     | ()              | Eva Pölzl                                                                                             | ORF-Zentrum Küniglberg mit Schaltungen nach Vorarlberg zu Inés Mäser                                                                             | Allerheiligen | ORF-Zentrum Küniglberg mit Schaltungen nach Vorarlberg zu Inés Mäser                                                                             | ORF-Zentrum Küniglberg mit Schaltungen nach Vorarlberg zu Inés Mäser                                                                             | ORF-Zentrum Küniglberg mit Schaltungen nach Vorarlberg zu Inés Mäser                                                                             |
| 45. | 7. November – 11. November    | ()              | Maria Theiner / Eva Pölzl (Mi.)                                                                       | ORF-Zentrum Küniglberg mit Beiträgen aus Oberösterreich                                                                                          | ORF-Zentrum Küniglberg mit Beiträgen aus Oberösterreich                                                                                          | ORF-Zentrum Küniglberg mit Beiträgen aus Oberösterreich                                                                                          | ORF-Zentrum Küniglberg mit Beiträgen aus Oberösterreich                                                                                          | ORF-Zentrum Küniglberg mit Beiträgen aus Oberösterreich                                                                                          |
| 46. | 14. November – 18. November   | ()              | Eva Pölzl                                                                                             | ORF-Zentrum Küniglberg mit Schaltungen nach Tirol zu Daniela Schmiderer                                                                          | ORF-Zentrum Küniglberg mit Schaltungen nach Tirol zu Daniela Schmiderer                                                                          | ORF-Zentrum Küniglberg mit Schaltungen nach Tirol zu Christiane Knapp                                                                            | ORF-Zentrum Küniglberg mit Schaltungen nach Tirol zu Reingard Diermayr                                                                           | ORF-Zentrum Küniglberg mit Schaltungen nach Tirol zu Reingard Diermayr                                                                           |
| 47. | 21. November – 25. November   |                 | Eva Pölzl (Mo.–Do.) / Marco Ventre (Fr.)                                                              | ORF-Zentrum Küniglberg mit Schaltungen zu Lisa Veits aus Wien                                                                                    | ORF-Zentrum Küniglberg mit Schaltungen zu Lisa Veits aus Wien                                                                                    | ORF-Zentrum Küniglberg mit Schaltungen zu Lisa Veits aus Wien                                                                                    | ORF-Zentrum Küniglberg mit Schaltungen zu Lisa Veits aus Wien                                                                                    | ORF-Zentrum Küniglberg mit Schaltungen zu Lisa Veits aus Wien                                                                                    |
| 48. | 28. November – 2. Dezember    | ()              | Eva Pölzl                                                                                             | ORF-Zentrum Küniglberg mit Schaltungen nach Salzburg zu Thomas Mussger                                                                           | ORF-Zentrum Küniglberg mit Schaltungen nach Salzburg zu Thomas Mussger                                                                           | ORF-Zentrum Küniglberg mit Schaltungen nach Salzburg zu Thomas Mussger                                                                           | ORF-Zentrum Küniglberg mit Schaltungen nach Salzburg zu Thomas Mussger                                                                           | ORF-Zentrum Küniglberg mit Schaltungen nach Salzburg zu Thomas Mussger                                                                           |
| 49. | 5. Dezember – 9. Dezember     | ()              | Patrick Budgen                                                                                        | ORF-Zentrum Küniglberg mit Schaltungen nach Kärnten zu Marco Ventre                                                                              | ORF-Zentrum Küniglberg mit Schaltungen nach Kärnten zu Marco Ventre                                                                              | ORF-Zentrum Küniglberg mit Schaltungen nach Kärnten zu Marco Ventre                                                                              | Mariä Empfängnis | ORF-Zentrum Küniglberg mit Schaltungen nach Kärnten zu Marco Ventre                                                                              |
| 50. | 12. Dezember – 16. Dezember   | ()              | Eva Pölzl / Patrick Budgen (nur Mi.)                                                                  | ORF-Zentrum Küniglberg mit Schaltungen in die Steiermark zu Hannes Kargl                                                                         | ORF-Zentrum Küniglberg mit Schaltungen in die Steiermark zu Hannes Kargl                                                                         | ORF-Zentrum Küniglberg mit Schaltungen in die Steiermark zu Hannes Kargl                                                                         | ORF-Zentrum Küniglberg mit Schaltungen in die Steiermark zu Experten                                                                             | ORF-Zentrum Küniglberg mit Schaltungen in die Steiermark zu Experten                                                                             |
| 51. | 19. Dezember – 23. Dezember   | ()              | Eva Pölzl (Mo.–Mi.) / Lukas Schweighofer (Do.–Fr.)                                                    | ORF-Zentrum Küniglberg mit Schaltungen nach Tirol zu Christiane Knapp                                                                            | ORF-Zentrum Küniglberg mit Schaltungen nach Tirol zu Christiane Knapp                                                                            | ORF-Zentrum Küniglberg mit Schaltungen nach Tirol zu Daniela Schmiderer                                                                          | ORF-Zentrum Küniglberg mit Schaltungen nach Tirol zu Daniela Schmiderer                                                                          | ORF-Zentrum Küniglberg mit Schaltungen nach Tirol zu Christiane Knapp                                                                            |
| 52. | 26. Dezember – 30. Dezember   | Weihnachtspause | Weihnachtspause                                                                                       | Weihnachtspause | Weihnachtspause | Weihnachtspause | Weihnachtspause | Weihnachtspause |

| KW | Datum                         | zugeschaltetes Landesstudio                            | Moderation                                                      | Außenmoderation                                                             | Außenmoderation                                                             | Außenmoderation                                        | Außenmoderation                                        | Außenmoderation                                        |
| |                               |                                                        |                                                                 | Montag                                                                      | Dienstag                                                                    | Mittwoch                                               | Donnerstag                                             | Freitag                                                |
| --- | ----------------------------- | ------------------------------------------------------ | --------------------------------------------------------------- | --------------------------------------------------------------------------- | --------------------------------------------------------------------------- | ------------------------------------------------------ | ------------------------------------------------------ | ------------------------------------------------------ |
| 1. | 2. Jänner – 6. Jänner         | Weihnachtspause                                        | Weihnachtspause                                                 | Weihnachtspause                                                             | Weihnachtspause                                                             | Weihnachtspause                                        | Weihnachtspause                                        | Weihnachtspause                                        |
| 2. | 9. Jänner – 13. Jänner        |                                                        | Eva Pölzl                                                       | Marco Ventre aus Kärnten                                                    | Marco Ventre aus Kärnten                                                    | Michael Steuer aus Kärnten                             | Michael Steuer aus Kärnten                             | Michael Steuer aus Kärnten                             |
| 3. | 16. Jänner – 20. Jänner       |                                                        | Patrick Budgen                                                  | Reingard Diermayr aus Tirol                                                 | Reingard Diermayr aus Tirol                                                 | Reingard Diermayr aus Tirol                            | Reingard Diermayr aus Tirol                            | Reingard Diermayr aus Tirol                            |
| 4. | 23. Jänner – 27. Jänner       |                                                        | Eva Pölzl                                                       | Hannes Kargl aus der Steiermark                                             | Hannes Kargl aus der Steiermark                                             | Hannes Kargl aus der Steiermark                        | Hannes Kargl aus der Steiermark                        | Hannes Kargl aus der Steiermark                        |
| 5. | 30. Jänner – 3. Februar       |                                                        | Lukas Schweighofer                                              | Maria Theiner aus Oberösterreich                                            | Maria Theiner aus Oberösterreich                                            | Maria Theiner aus Oberösterreich                       | Maria Theiner aus Oberösterreich                       | Maria Theiner aus Oberösterreich                       |
| 6. | 6. Februar – 10. Februar      |                                                        | Patrick Budgen                                                  | Martin Ganster aus dem Burgenland                                           | Martin Ganster aus dem Burgenland                                           | Martin Ganster aus dem Burgenland                      | Martin Ganster aus dem Burgenland                      | Martin Ganster aus dem Burgenland                      |
| 7. | 13. Februar – 17. Februar     |                                                        | Eva Pölzl                                                       | Lisa Veits aus Wien                                                         | Lisa Veits aus Wien                                                         | Lisa Veits aus Wien                                    | Carmen Ludwig aus Wien                                 | Carmen Ludwig aus Wien                                 |
| 8. | 20. Februar – 24. Februar     |                                                        | Eva Pölzl                                                       | Marco Ventre aus Kärnten                                                    | Marco Ventre aus Kärnten                                                    | Marco Ventre aus Kärnten                               | Marco Ventre aus Kärnten                               | Marco Ventre aus Kärnten                               |
| 9. | 27. Februar – 3. März         |                                                        | Patrick Budgen                                                  | Christiane Knapp aus Tirol                                                  | Christiane Knapp aus Tirol                                                  | Reingard Diermayr aus Tirol                            | Reingard Diermayr aus Tirol                            | Reingard Diermayr aus Tirol                            |
| 10. | 6. März – 10. März            |                                                        | Eva Pölzl (Mo.) / Lukas Schweighofer (Di.–Fr.)                  | Thomas Mussger aus Salzburg                                                 | Thomas Mussger aus Salzburg                                                 | Thomas Mussger aus Salzburg                            | Thomas Mussger aus Salzburg                            | Thomas Mussger aus Salzburg                            |
| 11. | 13. März – 17. März           |                                                        | Eva Pölzl                                                       | Inés Mäser aus Vorarlberg                                                   | Inés Mäser aus Vorarlberg                                                   | Inés Mäser aus Vorarlberg                              | Inés Mäser aus Vorarlberg                              | Inés Mäser aus Vorarlberg                              |
| 12. | 20. März – 24. März           |                                                        | Patrick Budgen                                                  | Pia Seiser aus Niederösterreich                                             | Pia Seiser aus Niederösterreich                                             | Pia Seiser aus Niederösterreich                        | Pia Seiser aus Niederösterreich                        | Pia Seiser aus Niederösterreich                        |
| 13. | 27. März – 31. März           |                                                        | Eva Pölzl                                                       | Mariella Treml vom Salzburger Hauptbahnhof                                  | Hannes Kargl aus der Steiermark                                             | Hannes Kargl aus der Steiermark                        | Hannes Kargl aus der Steiermark                        | Hannes Kargl aus der Steiermark                        |
| 14. | 3. April – 7. April           |                                                        | Patrick Budgen                                                  | Maria Theiner aus Oberösterreich                                            | Maria Theiner aus Oberösterreich                                            | Maria Theiner aus Oberösterreich                       | Maria Theiner aus Oberösterreich                       | Maria Theiner aus Oberösterreich                       |
| 15. | 11. April – 14. April         |                                                        | Eva Pölzl                                                       | Ostermontag                                                                 | Inés Mäser aus Vorarlberg                                                   | Inés Mäser aus Vorarlberg                              | Inés Mäser aus Vorarlberg                              | Inés Mäser aus Vorarlberg                              |
| 16. | 17. April – 21. April         |                                                        | Patrick Budgen (Mo.–Do.) / Eva Pölzl (Fr.)                      | Lisa Veits aus Wien                                                         | Lisa Veits aus Wien                                                         | Lisa Veits aus Wien                                    | Lisa Veits aus Wien                                    | Lisa Veits aus Wien                                    |
| 17. | 24. April – 28. April         |                                                        | Eva Pölzl                                                       | Pia Seiser aus Niederösterreich                                             | Pia Seiser aus Niederösterreich                                             | Pia Seiser aus Niederösterreich                        | Pia Seiser aus Niederösterreich                        | Pia Seiser aus Niederösterreich                        |
| 18. | 2. Mai – 5. Mai               |                                                        | Patrick Budgen                                                  | Staatsfeiertag                                                              | Marco Ventre aus Kärnten                                                    | Marco Ventre aus Kärnten                               | Michael Steuer aus Kärnten                             | Marco Ventre aus Kärnten                               |
| 19. | 8. Mai – 12. Mai              |                                                        | Eva Pölzl                                                       | Diana Foidl aus Tirol                                                       | Reingard Diermayr aus Tirol                                                 | Reingard Diermayr aus Tirol                            | Reingard Diermayr aus Tirol                            | Reingard Diermayr aus Tirol                            |
| 20. | 15. Mai – 19. Mai             |                                                        | Patrick Budgen                                                  | Thomas Mussger aus Salzburg                                                 | Thomas Mussger aus Salzburg                                                 | Thomas Mussger aus Salzburg                            | Christi Himmelfahrt                                    | Thomas Mussger aus Salzburg                            |
| 21. | 22. Mai – 26. Mai             |                                                        | Eva Pölzl                                                       | Hannes Kargl aus der Steiermark                                             | Hannes Kargl aus der Steiermark                                             | Hannes Kargl aus der Steiermark                        | Hannes Kargl aus der Steiermark                        | Hannes Kargl aus der Steiermark                        |
| 22. | 30. Mai – 2. Juni             |                                                        | Patrick Budgen                                                  | Pfingstmontag                                                               | Martin Ganster aus dem Burgenland                                           | Martin Ganster aus dem Burgenland                      | Martin Ganster aus dem Burgenland                      | Martin Ganster aus dem Burgenland                      |
| 23. | 5. Juni – 9. Juni             |                                                        | Eva Pölzl                                                       | Inés Mäser aus Vorarlberg                                                   | Inés Mäser aus Vorarlberg                                                   | Inés Mäser aus Vorarlberg                              | Fronleichnam                                           | Inés Mäser aus Vorarlberg                              |
| 24. | 12. Juni – 16. Juni           |                                                        | Patrick Budgen (Mo.–Do.) / Eva Pölzl (Fr.)                      | Maria Theiner aus Oberösterreich                                            | Maria Theiner aus Oberösterreich                                            | Maria Theiner aus Oberösterreich                       | Maria Theiner aus Oberösterreich                       | Maria Theiner aus Oberösterreich                       |
| 25. | 19. Juni – 23. Juni           |                                                        | Patrick Budgen (Mo.–Mi.) / Eva Pölzl (Do.–Fr.)                  | Olivia Peter aus Wien                                                       | Olivia Peter aus Wien                                                       | Lisa Veits aus Wien                                    | Lisa Veits aus Wien                                    | Lisa Veits aus Wien                                    |
| Während des Sommers, von 26. Juni bis 1. September 2023, erfolgen statt eines zwei Einstiege je Sendestunde aus dem jeweiligen Bundesland. |                               |                                                        |                                                                 |                                                                             |                                                                             |                                                        |                                                        |                                                        |
| 26. | 26. Juni – 30. Juni           |                                                        | Eva Pölzl (Mo.–Mi.) / Patrick Budgen (Do.–Fr.)                  | Hannes Kargl aus der Steiermark                                             | Hannes Kargl aus der Steiermark                                             | Hannes Kargl aus der Steiermark                        | Hannes Kargl aus der Steiermark                        | Hannes Kargl aus der Steiermark                        |
| 27. | 3. Juli – 7. Juli             |                                                        | Marco Ventre                                                    | Michael Steuer aus Kärnten                                                  | Michael Steuer aus Kärnten                                                  | Michael Steuer aus Kärnten                             | Michael Steuer aus Kärnten                             | Michael Steuer aus Kärnten                             |
| 28. | 10. Juli – 14. Juli           |                                                        | Patrick Budgen                                                  | Reingard Diermayr aus Tirol                                                 | Reingard Diermayr aus Tirol                                                 | Reingard Diermayr aus Tirol                            | Diana Foidl aus Tirol                                  | Diana Foidl aus Tirol                                  |
| 29. | 17. Juli – 21. Juli           |                                                        | Eva Pölzl                                                       | Inés Mäser aus Vorarlberg                                                   | Inés Mäser aus Vorarlberg                                                   | Inés Mäser aus Vorarlberg                              | Inés Mäser aus Vorarlberg                              | Inés Mäser aus Vorarlberg                              |
| 30. | 24. Juli – 28. Juli           |                                                        | Lukas Schweighofer                                              | Thomas Mussger aus Salzburg                                                 | Thomas Mussger aus Salzburg                                                 | Thomas Mussger aus Salzburg                            | Thomas Mussger aus Salzburg                            | Thomas Mussger aus Salzburg                            |
| 31. | 31. Juli – 4. August          |                                                        | Eva Pölzl                                                       | Pia Seiser aus Niederösterreich                                             | Pia Seiser aus Niederösterreich                                             | Pia Seiser aus Niederösterreich                        | Pia Seiser aus Niederösterreich                        | Pia Seiser aus Niederösterreich                        |
| 32. | 7. August – 11. August        |                                                        | Eva Pölzl                                                       | Peter Tichatschek aus Wien und wegen Hochwassers Michael Steuer aus Kärnten | Peter Tichatschek aus Wien und wegen Hochwassers Michael Steuer aus Kärnten | Bernhard Weihsinger                                    | Bernhard Weihsinger                                    | Bernhard Weihsinger                                    |
| 33. | 14. August – 18. August       |                                                        | Patrick Budgen                                                  | Martin Ganster aus dem Burgenland                                           | Mariä Himmelfahrt                                                           | Martin Ganster aus dem Burgenland                      | Martin Ganster aus dem Burgenland                      | Martin Ganster aus dem Burgenland                      |
| 34. | 21. August – 25. August       |                                                        | Eva Pölzl                                                       | Melina Stumpf aus Oberösterreich                                            | Melina Stumpf aus Oberösterreich                                            | Melina Stumpf aus Oberösterreich                       | Melina Stumpf aus Oberösterreich                       | Melina Stumpf aus Oberösterreich                       |
| 35. | 28. August – 1. September     |                                                        | Lukas Schweighofer                                              | Daniela Schmiderer aus Tirol                                                | Daniela Schmiderer aus Tirol                                                | Daniela Schmiderer aus Tirol                           | Diana Foidl aus Tirol                                  | Diana Foidl aus Tirol                                  |
| 36. | 4. September – 8. September   |                                                        | Eva Pölzl                                                       | Marco Ventre aus Kärnten                                                    | Marco Ventre aus Kärnten                                                    | Marco Ventre aus Kärnten                               | Marco Ventre aus Kärnten                               | Marco Ventre aus Kärnten                               |
| 37. | 11. September – 15. September |                                                        | Eva Pölzl (Mo.) / Patrick Budgen (Di.–Fr.)                      | Hannes Kargl aus der Steiermark                                             | Hannes Kargl aus der Steiermark                                             | Hannes Kargl aus der Steiermark                        | Hannes Kargl aus der Steiermark                        | Hannes Kargl aus der Steiermark                        |
| 38. | 18. September – 22. September |                                                        | Eva Pölzl                                                       | Pia Winkler-Seiser aus Niederösterreich                                     | Pia Winkler-Seiser aus Niederösterreich                                     | Pia Winkler-Seiser aus Niederösterreich                | Pia Winkler-Seiser aus Niederösterreich                | Pia Winkler-Seiser aus Niederösterreich                |
| 39. | 25. September – 29. September |                                                        | Patrick Budgen                                                  | Martin Ganster aus dem Burgenland                                           | Martin Ganster aus dem Burgenland                                           | Martin Ganster aus dem Burgenland                      | Martin Ganster aus dem Burgenland                      | Martin Ganster aus dem Burgenland                      |
| 40. | 2. Oktober – 6. Oktober       |                                                        | Philipp Maschl                                                  | Thomas Mussger aus Salzburg                                                 | Thomas Mussger aus Salzburg                                                 | Hannah Schilcher aus Salzburg                          | Hannah Schilcher aus Salzburg                          | Thomas Mussger aus Salzburg                            |
| 41. | 9. Oktober – 13. Oktober      |                                                        | Eva Pölzl                                                       | Inés Mäser aus Vorarlberg                                                   | Inés Mäser aus Vorarlberg                                                   | Inés Mäser aus Vorarlberg                              | Inés Mäser aus Vorarlberg                              | Inés Mäser aus Vorarlberg                              |
| 42. | 16. Oktober – 20. Oktober     |                                                        | Eva Pölzl (Mo.–Mi.) / Patrick Budgen (Do.) / Hannes Kargl (Fr.) | Julia Korponay-Pfeifer aus Wien                                             | Julia Korponay-Pfeifer aus Wien                                             | Julia Korponay-Pfeifer aus Wien                        | Julia Korponay-Pfeifer aus Wien                        | Julia Korponay-Pfeifer aus Wien                        |
| 43. | 23. Oktober – 27. Oktober     |                                                        | Philipp Maschl (Mo.) / Patrick Budgen (Di.–Fr.)                 | Melina Stumpf aus Oberösterreich                                            | Melina Stumpf aus Oberösterreich                                            | Melina Stumpf aus Oberösterreich                       | Nationalfeiertag                                       | Melina Stumpf aus Oberösterreich                       |
| 44. | 30. Oktober – 3. November     |                                                        | Eva Pölzl                                                       | Martin Ganster aus dem Burgenland                                           | Martin Ganster aus dem Burgenland                                           | Allerheiligen                                          | Martin Ganster aus dem Burgenland                      | Martin Ganster aus dem Burgenland                      |
| 45. | 6. November – 10. November    |                                                        | Patrick Budgen (Mo.) / Eva Pölzl (Di.–Fr.)                      | Marco Ventre aus Kärnten                                                    | Marco Ventre aus Kärnten                                                    | Marco Ventre aus Kärnten                               | Marco Ventre aus Kärnten                               | Marco Ventre aus Kärnten                               |
| 46. | 13. November – 17. November   |                                                        | Eva Pölzl                                                       | Hannes Kargl aus der Steiermark                                             | Hannes Kargl aus der Steiermark                                             | Hannes Kargl aus der Steiermark                        | Hannes Kargl aus der Steiermark                        | Hannes Kargl aus der Steiermark                        |
| 47. | 20. November – 24. November   |                                                        | Eva Pölzl (Mo.–Mi.) / Philipp Maschl (Do.–Fr.)                  | Norbert Belina aus Tirol                                                    | Reingard Diermayr aus Tirol                                                 | Christiane Knapp aus Tirol                             | Christiane Knapp aus Tirol                             | Diana Foidl aus Tirol                                  |
| 48. | 27. November – 1. Dezember    |                                                        | Eva Pölzl (Mo.–Mi.) / Patrick Budgen (Do.–Fr.)                  | Thomas Mussger aus Salzburg                                                 | Thomas Mussger aus Salzburg                                                 | Thomas Mussger aus Salzburg                            | Thomas Mussger aus Salzburg                            | Thomas Mussger aus Salzburg                            |
| 49. | 4. Dezember – 7. Dezember     |                                                        | Patrick Budgen                                                  | Pia Winkler-Seiser aus Niederösterreich                                     | Pia Winkler-Seiser aus Niederösterreich                                     | Pia Winkler-Seiser aus Niederösterreich                | Pia Winkler-Seiser aus Niederösterreich                | Mariä Empfängnis                                       |
| 50. | 11. Dezember – 15. Dezember   |                                                        | Eva Pölzl                                                       | Melina Stumpf aus Oberösterreich                                            | Melina Stumpf aus Oberösterreich                                            | Melina Stumpf aus Oberösterreich                       | Melina Stumpf aus Oberösterreich                       | Melina Stumpf aus Oberösterreich                       |
| 51. | 18. Dezember – 22. Dezember   |                                                        | Patrick Budgen                                                  | Bernhard Weihsinger aus Wien                                                | Bernhard Weihsinger aus Wien                                                | Bernhard Weihsinger aus Wien                           | Bernhard Weihsinger aus Wien                           | Bernhard Weihsinger aus Wien                           |
| 52. | 25. Dezember – 29. Dezember   | Weihnachtspause (Mittwoch bis Freitag Fit mit Philipp) | Weihnachtspause (Mittwoch bis Freitag Fit mit Philipp)          | Weihnachtspause (Mittwoch bis Freitag Fit mit Philipp)                      | Weihnachtspause (Mittwoch bis Freitag Fit mit Philipp)                      | Weihnachtspause (Mittwoch bis Freitag Fit mit Philipp) | Weihnachtspause (Mittwoch bis Freitag Fit mit Philipp) | Weihnachtspause (Mittwoch bis Freitag Fit mit Philipp) |

| KW  | Datum                         | zugeschaltetes Landesstudio                                        | Moderation                                                                              | Außenmoderation                                                                                           | Außenmoderation                                                                                           | Außenmoderation                                                                                           | Außenmoderation                                                                                           | Außenmoderation                                                                                           |
|     |                               |                                                                    |                                                                                         | Montag | Dienstag                                                                                                  | Mittwoch                                                                                                  | Donnerstag                                                                                                | Freitag                                                                                                   |
| --- | ----------------------------- | ------------------------------------------------------------------ | --------------------------------------------------------------------------------------- | --- | --- | --- | --- | --- |
| 1.  | 1. Jänner – 5. Jänner         | Weihnachtspause (Dienstag bis Freitag Fit mit Philipp)             | Weihnachtspause (Dienstag bis Freitag Fit mit Philipp)                                  | Weihnachtspause (Dienstag bis Freitag Fit mit Philipp)                                                    | Weihnachtspause (Dienstag bis Freitag Fit mit Philipp)                                                    | Weihnachtspause (Dienstag bis Freitag Fit mit Philipp)                                                    | Weihnachtspause (Dienstag bis Freitag Fit mit Philipp)                                                    | Weihnachtspause (Dienstag bis Freitag Fit mit Philipp)                                                    |
| 2.  | 8. Jänner – 12. Jänner        |                                                                    | Eva Pölzl                                                                               | Pia Winkler-Seiser aus Niederösterreich                                                                   | Pia Winkler-Seiser aus Niederösterreich                                                                   | Pia Winkler-Seiser aus Niederösterreich                                                                   | Teresa Freudenthaler aus Niederösterreich                                                                 | Teresa Freudenthaler aus Niederösterreich                                                                 |
| 3.  | 15. Jänner – 19. Jänner       |                                                                    | Patrick Budgen                                                                          | Reingard Diermayr aus Tirol                                                                               | Reingard Diermayr aus Tirol                                                                               | Daniela Schmiderer aus Tirol                                                                              | Diana Foidl aus Kitzbühel (Tirol)                                                                         | Diana Foidl aus Kitzbühel (Tirol)                                                                         |
| 4.  | 22. Jänner – 26. Jänner       |                                                                    | Eva Pölzl                                                                               | Hannes Kargl aus der Steiermark                                                                           | Hannes Kargl aus der Steiermark                                                                           | Hannes Kargl aus der Steiermark                                                                           | Hannes Kargl aus der Steiermark                                                                           | Hannes Kargl aus der Steiermark                                                                           |
| 5.  | 29. Jänner – 2. Februar       |                                                                    | Patrick Budgen                                                                          | Melina Stumpf aus Oberösterreich                                                                          | Melina Stumpf aus Oberösterreich                                                                          | Melina Stumpf aus Oberösterreich                                                                          | Melina Stumpf aus Oberösterreich                                                                          | Melina Stumpf aus Oberösterreich                                                                          |
| 6.  | 5. Februar – 9. Februar       |                                                                    | Philipp Maschl                                                                          | Bernhard Weihsinger aus Wien                                                                              | Bernhard Weihsinger aus Wien                                                                              | Bernhard Weihsinger aus Wien                                                                              | Bernhard Vosicky aus Wien                                                                                 | Bernhard Vosicky aus Wien                                                                                 |
| 7.  | 12. Februar – 16. Februar     |                                                                    | Eva Pölzl                                                                               | Inés Mäser aus Vorarlberg                                                                                 | Inés Mäser aus Vorarlberg                                                                                 | Inés Mäser aus Vorarlberg                                                                                 | Inés Mäser aus Vorarlberg                                                                                 | Inés Mäser aus Vorarlberg                                                                                 |
| 8.  | 19. Februar – 23. Februar     |                                                                    | Patrick Budgen (Mo.–Mi.) / Eva Pölzl (Do.–Fr.)                                          | Patricia Schuller aus dem Burgenland                                                                      | Patricia Schuller aus dem Burgenland                                                                      | Patricia Schuller aus dem Burgenland                                                                      | Patricia Schuller aus dem Burgenland                                                                      | Patricia Schuller aus dem Burgenland                                                                      |
| 9.  | 26. Februar – 1. März         |                                                                    | Eva Pölzl                                                                               | Marco Ventre aus Kärnten                                                                                  | Marco Ventre aus Kärnten                                                                                  | Marco Ventre aus Kärnten                                                                                  | Marco Ventre aus Kärnten                                                                                  | Marco Ventre aus Kärnten                                                                                  |
| 10. | 4. März – 8. März             |                                                                    | Eva Pölzl                                                                               | Melina Stumpf aus Oberösterreich                                                                          | Melina Stumpf aus Oberösterreich                                                                          | Melina Stumpf aus Oberösterreich                                                                          | Melina Stumpf aus Oberösterreich                                                                          | Melina Stumpf aus Oberösterreich                                                                          |
| 11. | 11. März – 15. März           |                                                                    | Patrick Budgen                                                                          | Hannes Kargl aus der Steiermark                                                                           | Hannes Kargl aus der Steiermark                                                                           | Hannes Kargl aus der Steiermark                                                                           | Hannes Kargl aus der Steiermark                                                                           | Hannes Kargl aus der Steiermark                                                                           |
| 12. | 18. März – 22. März           |                                                                    | Eva Pölzl                                                                               | Hannah Schilcher aus Salzburg                                                                             | Hannah Schilcher aus Salzburg                                                                             | Hannah Schilcher aus Salzburg                                                                             | Hannah Schilcher aus Salzburg                                                                             | Hannah Schilcher aus Salzburg                                                                             |
| 13. | 25. März – 29. März           |                                                                    | Patrick Budgen (Mo.–Mi.) / Philipp Maschl (Do.–Fr.)                                     | Diana Foidl aus Tirol                                                                                     | Diana Foidl aus Tirol                                                                                     | Reingart Diermayr aus Tirol                                                                               | Reingart Diermayr aus Tirol                                                                               | Viktoria Gstir aus Tirol                                                                                  |
| 14. | 2. April – 5. April           |                                                                    | Eva Pölzl                                                                               | Ostermontag                                                                                               | Inés Mäser aus Vorarlberg                                                                                 | Inés Mäser aus Vorarlberg                                                                                 | Inés Mäser aus Vorarlberg                                                                                 | Inés Mäser aus Vorarlberg                                                                                 |
| 15. | 8. April – 12. April          |                                                                    | Patrick Budgen                                                                          | Patricia Schuller aus dem Burgenland                                                                      | Patricia Schuller aus dem Burgenland                                                                      | Patricia Schuller aus dem Burgenland                                                                      | Patricia Schuller aus dem Burgenland                                                                      | Patricia Schuller aus dem Burgenland                                                                      |
| 16. | 15. April – 19. April         |                                                                    | Eva Pölzl                                                                               | Bernhard Weihsinger aus Wien Fit mit den Stars ab 9:10 Uhr mit Conny Kreuter                              | Katharina Reigersbert aus Wien Fit mit den Stars ab 9:10 Uhr mit Conny Kreuter                            | Katharina Reigersbert aus Wien Fit mit den Stars ab 9:10 Uhr mit Conny Kreuter                            | Katharina Reigersbert aus Wien Fit mit den Stars ab 9:10 Uhr mit Conny Kreuter                            | Katharina Reigersbert aus Wien Fit mit den Stars ab 9:10 Uhr mit Conny Kreuter                            |
| 17. | 22. April – 26. April         |                                                                    | Eva Pölzl (Mo.–Do.) / Patrick Budgen (Fr.)                                              | Marco Ventre aus Kärnten Fit mit den Stars ab 9:10 Uhr mit Andreas Goldberger                             | Marco Ventre aus Kärnten Fit mit den Stars ab 9:10 Uhr mit Andreas Goldberger                             | Marco Ventre aus Kärnten Fit mit den Stars ab 9:10 Uhr mit Andreas Goldberger                             | Marco Ventre aus Kärnten Fit mit den Stars ab 9:10 Uhr mit Andreas Goldberger                             | Marco Ventre aus Kärnten Fit mit den Stars ab 9:10 Uhr mit Andreas Goldberger                             |
| 18. | 29. April – 3. Mai            |                                                                    | Patrick Budgen                                                                          | Teresa Freudenthaler aus Niederösterreich Fit mit den Stars ab 9:10 Uhr mit Roman Mählich                 | Teresa Freudenthaler aus Niederösterreich Fit mit den Stars ab 9:10 Uhr mit Roman Mählich                 | Staatsfeiertag                                                                                            | Teresa Freudenthaler aus Niederösterreich Fit mit den Stars ab 9:10 Uhr mit Roman Mählich                 | Teresa Freudenthaler aus Niederösterreich Fit mit den Stars ab 9:10 Uhr mit Roman Mählich                 |
| 19. | 6. Mai – 10. Mai              |                                                                    | Eva Pölzl                                                                               | Diana Foidl aus Tirol Fit mit den Stars ab 9:10 Uhr mit Bernhard Kohl                                     | Christiane Knapp aus Tirol Fit mit den Stars mit Bernhard Kohl                                            | Reingard Diermayr aus Tirol Fit mit den Stars mit Bernhard Kohl                                           | Christi Himmelfahrt                                                                                       | Viktoria Gstir aus Tirol Fit mit den Stars mit Bernhard Kohl                                              |
| 20. | 13. Mai – 17. Mai             |                                                                    | Patrick Budgen                                                                          | Hannah Schilcher aus Salzburg Fit mit den Stars ab 9:10 Uhr mit Hans Knauß                                | Hannah Schilcher aus Salzburg Fit mit den Stars ab 9:10 Uhr mit Hans Knauß                                | Hannah Schilcher aus Salzburg Fit mit den Stars ab 9:10 Uhr mit Hans Knauß                                | Hannah Schilcher aus Salzburg Fit mit den Stars ab 9:10 Uhr mit Hans Knauß                                | Hannah Schilcher aus Salzburg Fit mit den Stars ab 9:10 Uhr mit Hans Knauß                                |
| 21. | 20. Mai – 24. Mai             |                                                                    | Eva Pölzl (Mo.–Di.)/Patrick Budgen (Do.)/Patrick Budgen und Eva Pölzl abwechselnd (Fr.) | Pfingstmontag                                                                                             | Melina Stumpf aus Oberösterreich Fit mit den Stars ab 9:10 Uhr mit Hans Knauß                             | Melina Stumpf aus Oberösterreich Fit mit den Stars ab 9:10 Uhr mit Hans Knauß                             | Melina Stumpf aus Oberösterreich Fit mit den Stars ab 9:10 Uhr mit Hans Knauß                             | 2000. Sendung; Melina Stumpf aus Oberösterreich Fit mit den Stars ab 9:10 Uhr mit Hans Knauß              |
| 22. | 27. Mai – 31. Mai             |                                                                    | Eva Pölzl                                                                               | Patricia Schuller aus dem Burgenland Fit mit den Stars ab 9:10 Uhr mit Conny Kreuter                      | Patricia Schuller aus dem Burgenland Fit mit den Stars ab 9:10 Uhr mit Conny Kreuter                      | Patricia Schuller aus dem Burgenland Fit mit den Stars ab 9:10 Uhr mit Conny Kreuter                      | Fronleichnam                                                                                              | Patricia Schuller aus dem Burgenland Fit mit den Stars ab 9:10 Uhr mit Conny Kreuter                      |
| 23. | 3. Juni – 7. Juni             |                                                                    | Eva Pölzl                                                                               | Inés Mäser aus Vorarlberg (Donnerstag keine Zuschaltung) Fit mit den Stars ab 9:10 Uhr mit Armin Assinger | Inés Mäser aus Vorarlberg (Donnerstag keine Zuschaltung) Fit mit den Stars ab 9:10 Uhr mit Armin Assinger | Inés Mäser aus Vorarlberg (Donnerstag keine Zuschaltung) Fit mit den Stars ab 9:10 Uhr mit Armin Assinger | Inés Mäser aus Vorarlberg (Donnerstag keine Zuschaltung) Fit mit den Stars ab 9:10 Uhr mit Armin Assinger | Inés Mäser aus Vorarlberg (Donnerstag keine Zuschaltung) Fit mit den Stars ab 9:10 Uhr mit Armin Assinger |
| 24. | 10. Juni – 14. Juni           |                                                                    | Patrick Budgen                                                                          | Teresa Freudenthaler aus Niederösterreich Fit mit den Stars ab 9:10 Uhr mit Roman Mählich (Di.–Fr.)       | Teresa Freudenthaler aus Niederösterreich Fit mit den Stars ab 9:10 Uhr mit Roman Mählich (Di.–Fr.)       | Teresa Freudenthaler aus Niederösterreich Fit mit den Stars ab 9:10 Uhr mit Roman Mählich (Di.–Fr.)       | Teresa Freudenthaler aus Niederösterreich Fit mit den Stars ab 9:10 Uhr mit Roman Mählich (Di.–Fr.)       | Teresa Freudenthaler aus Niederösterreich Fit mit den Stars ab 9:10 Uhr mit Roman Mählich (Di.–Fr.)       |
| 25. | 17. Juni – 21. Juni           |                                                                    | Eva Pölzl                                                                               | Katharina Reigersberg aus Wien Fit mit den Stars ab 9:10 Uhr mit Lizz Görgl                               | Bernhard Weihsinger aus Wien Fit mit den Stars ab 9:10 Uhr mit Lizz Görgl                                 | Bernhard Weihsinger aus Wien Fit mit den Stars ab 9:10 Uhr mit Lizz Görgl                                 | Bernhard Weihsinger aus Wien Fit mit den Stars ab 9:10 Uhr mit Lizz Görgl                                 | Bernhard Weihsinger aus Wien Fit mit den Stars ab 9:10 Uhr mit Lizz Görgl                                 |
| 26. | 24. Juni – 28. Juni           |                                                                    | Eva Pölzl                                                                               | Hannes Kargl aus der Steiermark Fit mit den Stars ab 9:10 Uhr mit Conny Kreuter                           | Hannes Kargl aus der Steiermark Fit mit den Stars ab 9:10 Uhr mit Conny Kreuter                           | Hannes Kargl aus der Steiermark Fit mit den Stars ab 9:10 Uhr mit Conny Kreuter                           | Hannes Kargl aus der Steiermark Fit mit den Stars ab 9:10 Uhr mit Conny Kreuter                           | Hannes Kargl aus der Steiermark Fit mit den Stars ab 9:10 Uhr mit Conny Kreuter                           |
| 27. | 1. Juli – 5. Juli             |                                                                    | Patrick Budgen                                                                          | Melina Stumpf aus Oberösterreich Fit mit den Stars ab 9:10 Uhr mit Andreas Goldberger                     | Melina Stumpf aus Oberösterreich Fit mit den Stars ab 9:10 Uhr mit Andreas Goldberger                     | Melina Stumpf aus Oberösterreich Fit mit den Stars ab 9:10 Uhr mit Andreas Goldberger                     | Melina Stumpf aus Oberösterreich Fit mit den Stars ab 9:10 Uhr mit Andreas Goldberger                     | Melina Stumpf aus Oberösterreich Fit mit den Stars ab 9:10 Uhr mit Andreas Goldberger                     |
| 28. | 8. Juli – 12. Juli            |                                                                    | Eva Pölzl                                                                               | Marco Ventre aus Kärnten Fit mit den Stars ab 9:10 Uhr mit Corinna Kamper                                 | Marco Ventre aus Kärnten Fit mit den Stars ab 9:10 Uhr mit Corinna Kamper                                 | Marco Ventre aus Kärnten Fit mit den Stars ab 9:10 Uhr mit Corinna Kamper                                 | Marco Ventre aus Kärnten Fit mit den Stars ab 9:10 Uhr mit Corinna Kamper                                 | Marco Ventre aus Kärnten Fit mit den Stars ab 9:10 Uhr mit Corinna Kamper                                 |
| 29. | 15. Juli – 19. Juli           |                                                                    | Patrick Budgen                                                                          | Inés Mäser aus Vorarlberg Fit mit den Stars ab 9:10 Uhr mit Bernhard Kohl                                 | Inés Mäser aus Vorarlberg Fit mit den Stars ab 9:10 Uhr mit Bernhard Kohl                                 | Inés Mäser aus Vorarlberg Fit mit den Stars ab 9:10 Uhr mit Bernhard Kohl                                 | Inés Mäser aus Vorarlberg Fit mit den Stars ab 9:10 Uhr mit Bernhard Kohl                                 | Inés Mäser aus Vorarlberg Fit mit den Stars ab 9:10 Uhr mit Bernhard Kohl                                 |
| 30. | 22. Juli – 26. Juli           |                                                                    | Eva Pölzl                                                                               | Hannah Schilcher aus Salzburg Fit mit den Stars ab 9:10 Uhr mit Lizz Görgl                                | Hannah Schilcher aus Salzburg Fit mit den Stars ab 9:10 Uhr mit Lizz Görgl                                | Hannah Schilcher aus Salzburg Fit mit den Stars ab 9:10 Uhr mit Lizz Görgl                                | Hannah Schilcher aus Salzburg Fit mit den Stars ab 9:10 Uhr mit Lizz Görgl                                | Hannah Schilcher aus Salzburg Fit mit den Stars ab 9:10 Uhr mit Lizz Görgl                                |
| 31. | 29. Juli – 2. August          |                                                                    | Patrick Budgen                                                                          | Viktoria Gstir aus Tirol Fit mit den Stars ab 9:10 Uhr mit Armin Assinger                                 | Reingard Diermayr aus Tirol Fit mit den Stars ab 9:10 Uhr mit Armin Assinger                              | Reingard Diermayr aus Tirol Fit mit den Stars ab 9:10 Uhr mit Armin Assinger                              | Viktoria Gstir aus Tirol Fit mit den Stars ab 9:10 Uhr mit Armin Assinger                                 | Christiane Knapp aus Tirol Fit mit den Stars ab 9:10 Uhr mit Armin Assinger                               |
| 32. | 5. August – 9. August         |                                                                    | Eva Pölzl                                                                               | Teresa Freudenthaler aus Niederösterreich Fit mit den Stars ab 9:10 Uhr mit Corinna Kamper                | Teresa Freudenthaler aus Niederösterreich Fit mit den Stars ab 9:10 Uhr mit Corinna Kamper                | Teresa Freudenthaler aus Niederösterreich Fit mit den Stars ab 9:10 Uhr mit Corinna Kamper                | Teresa Freudenthaler aus Niederösterreich Fit mit den Stars ab 9:10 Uhr mit Corinna Kamper                | Teresa Freudenthaler aus Niederösterreich Fit mit den Stars ab 9:10 Uhr mit Corinna Kamper                |
| 33. | 12. August – 16. August       |                                                                    | Eva Pölzl                                                                               | Melina Stumpf aus Oberösterreich Fit mit den Stars ab 9:10 Uhr mit Corinna Kamper                         | Melina Stumpf aus Oberösterreich Fit mit den Stars ab 9:10 Uhr mit Corinna Kamper                         | Melina Stumpf aus Oberösterreich Fit mit den Stars ab 9:10 Uhr mit Corinna Kamper                         | Mariä Himmelfahrt                                                                                         | Melina Stumpf aus Oberösterreich Fit mit den Stars ab 9:10 Uhr mit Corinna Kamper                         |
| 34. | 19. August – 23. August       |                                                                    | Patrick Budgen (Mo.–Di.) / Philipp Maschl (Mi.–Fr.)                                     | Katharina Reigersberg aus Wien                                                                            | Katharina Reigersberg aus Wien                                                                            | Katharina Reigersberg aus Wien                                                                            | Katharina Reigersberg aus Wien                                                                            | Katharina Reigersberg aus Wien                                                                            |
| 34. | 19. August – 23. August       | Fit mit den Stars ab 9:10 Uhr mit Hans Knauß                       | Patrick Budgen (Mo.–Di.) / Philipp Maschl (Mi.–Fr.)                                     | Fit mit den Stars ab 9:10 Uhr mit Roman Mählich                                                           | Fit mit den Stars ab 9:10 Uhr mit Conny Kreuter                                                           | Fit mit den Stars ab 9:10 Uhr mit Lizz Görgl                                                              | Fit mit den Stars ab 9:10 Uhr mit Armin Assinger                                                          | |
| 35. | 26. August – 30. August       |                                                                    | Patrick Budgen                                                                          | Pia Lenz aus Vorarlberg                                                                                   | Pia Lenz aus Vorarlberg                                                                                   | Pia Lenz aus Vorarlberg                                                                                   | Pia Lenz aus Vorarlberg                                                                                   | Pia Lenz aus Vorarlberg                                                                                   |
| 35. | 26. August – 30. August       | Fit mit den Stars ab 9:10 Uhr mit Bernhard Kohl                    | Patrick Budgen                                                                          | Fit mit den Stars ab 9:10 Uhr mit Andreas Goldberger                                                      | Fit mit den Stars ab 9:10 Uhr mit Lizz Görgl                                                              | Fit mit den Stars ab 9:10 Uhr mit Corinna Kamper                                                          | Fit mit den Stars ab 9:10 Uhr mit Roman Mählich                                                           | |
| 36. | 2. September – 6. September   |                                                                    | Eva Pölzl (Mo.–Do.) / Patrick Budgen (Fr.)                                              | Hannes Kargl aus der Steiermark Fit mit den Stars ab 9:10 Uhr mit Conny Kreuter                           | Hannes Kargl aus der Steiermark Fit mit den Stars ab 9:10 Uhr mit Conny Kreuter                           | Hannes Kargl aus der Steiermark Fit mit den Stars ab 9:10 Uhr mit Conny Kreuter                           | Hannes Kargl aus der Steiermark Fit mit den Stars ab 9:10 Uhr mit Conny Kreuter                           | Hannes Kargl aus der Steiermark Fit mit den Stars ab 9:10 Uhr mit Conny Kreuter                           |
| 37. | 9. September – 13. September  |                                                                    | Patrick Budgen                                                                          | Patricia Schuller aus dem Burgenland Fit mit den Stars ab 9:10 Uhr mit Conny Kreuter                      | Patricia Schuller aus dem Burgenland Fit mit den Stars ab 9:10 Uhr mit Conny Kreuter                      | Patricia Schuller aus dem Burgenland Fit mit den Stars ab 9:10 Uhr mit Conny Kreuter                      | Patricia Schuller aus dem Burgenland Fit mit den Stars ab 9:10 Uhr mit Conny Kreuter                      | Patricia Schuller aus dem Burgenland Fit mit den Stars ab 9:10 Uhr mit Conny Kreuter                      |
| 38. | 16. September – 20. September |                                                                    | Eva Pölzl                                                                               | Teresa Freudenthaler aus Niederösterreich Fit mit den Stars ab 9:10 Uhr mit Andreas Goldberger            | Teresa Freudenthaler aus Niederösterreich Fit mit den Stars ab 9:10 Uhr mit Andreas Goldberger            | Teresa Freudenthaler aus Niederösterreich Fit mit den Stars ab 9:10 Uhr mit Andreas Goldberger            | Teresa Freudenthaler aus Niederösterreich Fit mit den Stars ab 9:10 Uhr mit Andreas Goldberger            | Teresa Freudenthaler aus Niederösterreich Fit mit den Stars ab 9:10 Uhr mit Andreas Goldberger            |
| 39. | 23. September – 27. September |                                                                    | Patrick Budgen                                                                          | Bernhard Weihsinger aus Wien Fit mit den Stars ab 9:10 Uhr mit Hans Knauß                                 | Bernhard Weihsinger aus Wien Fit mit den Stars ab 9:10 Uhr mit Hans Knauß                                 | Bernhard Weihsinger aus Wien Fit mit den Stars ab 9:10 Uhr mit Hans Knauß                                 | Bernhard Weihsinger aus Wien Fit mit den Stars ab 9:10 Uhr mit Hans Knauß                                 | Bernhard Weihsinger aus Wien Fit mit den Stars ab 9:10 Uhr mit Hans Knauß                                 |
| 40. | 30. September – 4. Oktober    |                                                                    | Eva Pölzl                                                                               | Hannah Schilcher aus Salzburg Fit mit den Stars ab 9:10 Uhr mit Corinna Kamper                            | Hannah Schilcher aus Salzburg Fit mit den Stars ab 9:10 Uhr mit Corinna Kamper                            | Hannah Schilcher aus Salzburg Fit mit den Stars ab 9:10 Uhr mit Corinna Kamper                            | Hannah Schilcher aus Salzburg Fit mit den Stars ab 9:10 Uhr mit Corinna Kamper                            | Hannah Schilcher aus Salzburg Fit mit den Stars ab 9:10 Uhr mit Corinna Kamper                            |
| 41. | 7. Oktober – 11. Oktober      |                                                                    | Patrick Budgen                                                                          | Reingard Diermayr aus Tirol Fit mit den Stars ab 9:10 Uhr mit Corinna Kamper                              | Reingard Diermayr aus Tirol Fit mit den Stars ab 9:10 Uhr mit Corinna Kamper                              | Diana Foidl aus Tirol Fit mit den Stars ab 9:10 Uhr mit Corinna Kamper                                    | Diana Foidl aus Tirol Fit mit den Stars ab 9:10 Uhr mit Corinna Kamper                                    | Daniela Schmiderer aus Tirol Fit mit den Stars ab 9:10 Uhr mit Corinna Kamper                             |
| 42. | 14. Oktober – 18. Oktober     |                                                                    | Eva Pölzl                                                                               | Marco Ventre aus Kärnten Fit mit den Stars ab 9:10 Uhr mit Lizz Görgl                                     | Marco Ventre aus Kärnten Fit mit den Stars ab 9:10 Uhr mit Lizz Görgl                                     | Marco Ventre aus Kärnten Fit mit den Stars ab 9:10 Uhr mit Lizz Görgl                                     | Marco Ventre aus Kärnten Fit mit den Stars ab 9:10 Uhr mit Lizz Görgl                                     | Marco Ventre aus Kärnten Fit mit den Stars ab 9:10 Uhr mit Lizz Görgl                                     |
| 43. | 21. Oktober – 25. Oktober     |                                                                    | Patrick Budgen                                                                          | Hannes Kargl aus der Steiermark Fit mit den Stars ab 9:10 Uhr mit Conny Kreuter                           | Hannes Kargl aus der Steiermark Fit mit den Stars ab 9:10 Uhr mit Conny Kreuter                           | Hannes Kargl aus der Steiermark Fit mit den Stars ab 9:10 Uhr mit Conny Kreuter                           | Hannes Kargl aus der Steiermark Fit mit den Stars ab 9:10 Uhr mit Conny Kreuter                           | Hannes Kargl aus der Steiermark Fit mit den Stars ab 9:10 Uhr mit Conny Kreuter                           |
| 44. | 28. Oktober – 31. Oktober     |                                                                    | Patrick Budgen (Mo.) / Philipp Maschl (Di.–Do.)                                         | Martina Huber aus Vorarlberg Fit mit den Stars ab 9:10 Uhr mit Armin Assinger                             | Martina Huber aus Vorarlberg Fit mit den Stars ab 9:10 Uhr mit Armin Assinger                             | Martina Huber aus Vorarlberg Fit mit den Stars ab 9:10 Uhr mit Armin Assinger                             | Martina Huber aus Vorarlberg Fit mit den Stars ab 9:10 Uhr mit Armin Assinger                             | Allerheiligen                                                                                             |
| 45. | 4. November – 8. November     |                                                                    | Eva Pölzl                                                                               | Patricia Schuller aus dem Burgenland Fit mit den Stars ab 9:10 Uhr mit Roman Mählich                      | Patricia Schuller aus dem Burgenland Fit mit den Stars ab 9:10 Uhr mit Roman Mählich                      | Entfall wegen ZIB-Sondersendung zur US-Wahl                                                               | Patricia Schuller aus dem Burgenland Fit mit den Stars ab 9:10 Uhr mit Roman Mählich                      | Patricia Schuller aus dem Burgenland Fit mit den Stars ab 9:10 Uhr mit Roman Mählich                      |
| 46. | 11. November – 15. November   |                                                                    | Patrick Budgen                                                                          | Katharina Reigersberg aus Wien Fit mit den Stars ab 9:10 Uhr mit Conny Kreuter                            | Katharina Reigersberg aus Wien Fit mit den Stars ab 9:10 Uhr mit Conny Kreuter                            | Katharina Reigersberg aus Wien Fit mit den Stars ab 9:10 Uhr mit Conny Kreuter                            | Katharina Reigersberg aus Wien Fit mit den Stars ab 9:10 Uhr mit Conny Kreuter                            | Katharina Reigersberg aus Wien Fit mit den Stars ab 9:10 Uhr mit Conny Kreuter                            |
| 47. | 18. November – 22. November   |                                                                    | Eva Pölzl                                                                               | Reingard Diermayr aus Tirol Fit mit den Stars ab 9:10 Uhr mit Bernhard Kohl                               | Reingard Diermayr aus Tirol Fit mit den Stars ab 9:10 Uhr mit Bernhard Kohl                               | Viktoria Gstir aus Tirol Fit mit den Stars ab 9:10 Uhr mit Bernhard Kohl                                  | Diana Foidl aus Tirol Fit mit den Stars ab 9:10 Uhr mit Bernhard Kohl                                     | Diana Foidl aus Tirol Fit mit den Stars ab 9:10 Uhr mit Bernhard Kohl                                     |
| 48. | 25. November – 29. November   |                                                                    | Patrick Budgen                                                                          | Hannah Schilcher aus Salzburg Fit mit den Stars ab 9:10 Uhr mit Armin Assinger                            | Hannah Schilcher aus Salzburg Fit mit den Stars ab 9:10 Uhr mit Armin Assinger                            | Hannah Schilcher aus Salzburg Fit mit den Stars ab 9:10 Uhr mit Armin Assinger                            | Hannah Schilcher aus Salzburg Fit mit den Stars ab 9:10 Uhr mit Armin Assinger                            | Hannah Schilcher aus Salzburg Fit mit den Stars ab 9:10 Uhr mit Armin Assinger                            |
| 49. | 2. Dezember – 6. Dezember     |                                                                    | Eva Pölzl                                                                               | Teresa Freudenthaler aus Niederösterreich Fit mit den Stars ab 9:10 Uhr mit Corinna Kamper                | Teresa Freudenthaler aus Niederösterreich Fit mit den Stars ab 9:10 Uhr mit Corinna Kamper                | Teresa Freudenthaler aus Niederösterreich Fit mit den Stars ab 9:10 Uhr mit Corinna Kamper                | Teresa Freudenthaler aus Niederösterreich Fit mit den Stars ab 9:10 Uhr mit Corinna Kamper                | Teresa Freudenthaler aus Niederösterreich Fit mit den Stars ab 9:10 Uhr mit Corinna Kamper                |
| 50. | 9. Dezember – 13. Dezember    |                                                                    | Patrick Budgen                                                                          | Marco Ventre aus Kärnten Fit mit den Stars ab 9:10 Uhr mit Corinna Kamper                                 | Marco Ventre aus Kärnten Fit mit den Stars ab 9:10 Uhr mit Corinna Kamper                                 | Marco Ventre aus Kärnten Fit mit den Stars ab 9:10 Uhr mit Corinna Kamper                                 | Marco Ventre aus Kärnten Fit mit den Stars ab 9:10 Uhr mit Corinna Kamper                                 | Marco Ventre aus Kärnten Fit mit den Stars ab 9:10 Uhr mit Corinna Kamper                                 |
| 51. | 16. Dezember – 20. Dezember   |                                                                    | Eva Pölzl                                                                               | Roland Huber aus Oberösterreich Fit mit den Stars ab 9:10 Uhr mit Hans Knauß                              | Roland Huber aus Oberösterreich Fit mit den Stars ab 9:10 Uhr mit Hans Knauß                              | Roland Huber aus Oberösterreich Fit mit den Stars ab 9:10 Uhr mit Hans Knauß                              | Roland Huber aus Oberösterreich Fit mit den Stars ab 9:10 Uhr mit Hans Knauß                              | Roland Huber aus Oberösterreich Fit mit den Stars ab 9:10 Uhr mit Hans Knauß                              |
| 52. | 23. Dezember – 27. Dezember   |                                                                    | Patrick Budgen (nur Mo.)                                                                | keine Bundesland-Schaltung                                                                                | Winterpause bis 6. Jänner                                                                                 | Winterpause bis 6. Jänner                                                                                 | Winterpause bis 6. Jänner                                                                                 | Winterpause bis 6. Jänner                                                                                 |
| 52. | 23. Dezember – 27. Dezember   | Fit mit den Stars ab 9:10 Uhr mit Conny Kreuter und Corinna Kamper | Patrick Budgen (nur Mo.)                                                                | Heiliger Abend                                                                                            | Christtag                                                                                                 | Stefanitag                                                                                                | Fit mit den Stars ab 9:10 Uhr mit Conny Kreuter und Corinna Kamper                                        | |

| KW  | Datum                     | zugeschaltetes Landesstudio                                                                             | Moderation                                                                                              | Außenmoderation                                                                                         | Außenmoderation                                                                                         | Außenmoderation                                                                                         | Außenmoderation                                                                                         | Außenmoderation                                                                                         |
|     |                           | | | Montag                                                                                                  | Dienstag                                                                                                | Mittwoch                                                                                                | Donnerstag                                                                                              | Freitag                                                                                                 |
| --- | ------------------------- | --- | --- | --- | --- | --- | --- | --- |
| 1.  | 30. Dezember – 3. Jänner  | Weihnachtspause (Montag, Donnerstag und Freitag Fit mit den Stars mit Conny Kreuter und Corinna Kamper) | Weihnachtspause (Montag, Donnerstag und Freitag Fit mit den Stars mit Conny Kreuter und Corinna Kamper) | Weihnachtspause (Montag, Donnerstag und Freitag Fit mit den Stars mit Conny Kreuter und Corinna Kamper) | Weihnachtspause (Montag, Donnerstag und Freitag Fit mit den Stars mit Conny Kreuter und Corinna Kamper) | Weihnachtspause (Montag, Donnerstag und Freitag Fit mit den Stars mit Conny Kreuter und Corinna Kamper) | Weihnachtspause (Montag, Donnerstag und Freitag Fit mit den Stars mit Conny Kreuter und Corinna Kamper) | Weihnachtspause (Montag, Donnerstag und Freitag Fit mit den Stars mit Conny Kreuter und Corinna Kamper) |
| 2.  | 7. Jänner – 10. Jänner    | | Eva Pölzl                                                                                               | Heilige Drei Könige                                                                                     | Martina Huber aus Vorarlberg Fit mit den Stars mit Corinna Kamper                                       | Martina Huber aus Vorarlberg Fit mit den Stars mit Corinna Kamper                                       | Martina Huber aus Vorarlberg Fit mit den Stars mit Corinna Kamper                                       | Martina Huber aus Vorarlberg Fit mit den Stars mit Corinna Kamper                                       |
| 3.  | 13. Jänner – 17. Jänner   | | Patrick Budgen                                                                                          | Katharina Reigersberg aus Wien Fit mit den Stars mit Conny Kreuter                                      | Katharina Reigersberg aus Wien Fit mit den Stars mit Conny Kreuter                                      | Katharina Reigersberg aus Wien Fit mit den Stars mit Conny Kreuter                                      | Katharina Reigersberg aus Wien Fit mit den Stars mit Conny Kreuter                                      | Katharina Reigersberg aus Wien Fit mit den Stars mit Conny Kreuter                                      |
| 4.  | 20. Jänner – 24. Jänner   | | Eva Pölzl                                                                                               | Daniela Schmiderer aus Tirol Fit mit den Stars mit Conny Kreuter                                        | Diana Foidl aus Tirol Fit mit den Stars mit Conny Kreuter                                               | Diana Foidl aus Tirol Fit mit den Stars mit Conny Kreuter                                               | Daniela Schmiderer aus Tirol Fit mit den Stars mit Conny Kreuter                                        | Daniela Schmiderer aus Tirol Fit mit den Stars mit Conny Kreuter                                        |
| 5.  | 27. Jänner – 31. Jänner   | | Patrick Budgen (Mo.–Di.) / Eva Pölzl (Mi.–Fr.)                                                          | Hannes Kargl aus der Steiermark Fit mit den Stars mit Hans Knauß                                        | Hannes Kargl aus der Steiermark Fit mit den Stars mit Hans Knauß                                        | Hannes Kargl aus der Steiermark Fit mit den Stars mit Hans Knauß                                        | Hannes Kargl aus der Steiermark Fit mit den Stars mit Hans Knauß                                        | Hannes Kargl aus der Steiermark Fit mit den Stars mit Hans Knauß                                        |
| 6.  | 3. Februar – 7. Februar   | | Philipp Maschl                                                                                          | Hannah Schilcher aus Salzburg Fit mit den Stars mit Corinna Kamper                                      | Hannah Schilcher aus Salzburg Fit mit den Stars mit Corinna Kamper                                      | Hannah Schilcher aus Salzburg Fit mit den Stars mit Corinna Kamper                                      | Hannah Schilcher aus Salzburg Fit mit den Stars mit Corinna Kamper                                      | Hannah Schilcher aus Salzburg Fit mit den Stars mit Corinna Kamper                                      |
| 7.  | 10. Februar – 14. Februar | | Eva Pölzl                                                                                               | Patricia Schuller aus dem Burgenland Fit mit den Stars mit Lizz Görgl                                   | Patricia Schuller aus dem Burgenland Fit mit den Stars mit Lizz Görgl                                   | Patricia Schuller aus dem Burgenland Fit mit den Stars mit Lizz Görgl                                   | Patricia Schuller aus dem Burgenland Fit mit den Stars mit Lizz Görgl                                   | Patricia Schuller aus dem Burgenland Fit mit den Stars mit Lizz Görgl                                   |
| 8.  | 17. Februar – 21. Februar | | Patrick Budgen                                                                                          | Teresa Freudenthaler aus Niederösterreich Fit mit den Stars mit Corinna Kamper                          | Teresa Freudenthaler aus Niederösterreich Fit mit den Stars mit Corinna Kamper                          | Teresa Freudenthaler aus Niederösterreich Fit mit den Stars mit Corinna Kamper                          | Teresa Freudenthaler aus Niederösterreich Fit mit den Stars mit Corinna Kamper                          | Teresa Freudenthaler aus Niederösterreich Fit mit den Stars mit Corinna Kamper                          |
| 9.  | 24. Februar – 28. Februar | | Eva Pölzl                                                                                               | Katharina Reigersberg aus Wien Fit mit den Stars (nur Mo., Di. und Do.) mit Conny Kreuter               | Katharina Reigersberg aus Wien Fit mit den Stars (nur Mo., Di. und Do.) mit Conny Kreuter               | Katharina Reigersberg aus Wien Fit mit den Stars (nur Mo., Di. und Do.) mit Conny Kreuter               | Katharina Reigersberg aus Wien Fit mit den Stars (nur Mo., Di. und Do.) mit Conny Kreuter               | Katharina Reigersberg aus Wien Fit mit den Stars (nur Mo., Di. und Do.) mit Conny Kreuter               |
| 10. | 3. März – 7. März         | | Patrick Budgen                                                                                          | Martina Huber aus Vorarlberg Fit mit den Stars mit Corinna Kamper                                       | Martina Huber aus Vorarlberg Fit mit den Stars mit Corinna Kamper                                       | Martina Huber aus Vorarlberg Fit mit den Stars mit Corinna Kamper                                       | Inés Mäser aus Vorarlberg Fit mit den Stars mit Corinna Kamper                                          | Inés Mäser aus Vorarlberg Fit mit den Stars mit Corinna Kamper                                          |
| 11. | 10. März – 14. März       | | Eva Pölzl                                                                                               | Marco Ventre aus Kärnten Fit mit den Stars mit Conny Kreuter                                            | Marco Ventre aus Kärnten Fit mit den Stars mit Conny Kreuter                                            | Marco Ventre aus Kärnten Fit mit den Stars mit Conny Kreuter                                            | Marco Ventre aus Kärnten Fit mit den Stars mit Conny Kreuter                                            | Marco Ventre aus Kärnten Fit mit den Stars mit Conny Kreuter                                            |
| 12. | 17. März – 21. März       | | Patrick Budgen                                                                                          | Roland Huber aus Oberösterreich Fit mit den Stars mit Hans Knauß                                        | Roland Huber aus Oberösterreich Fit mit den Stars mit Hans Knauß                                        | Roland Huber aus Oberösterreich Fit mit den Stars mit Hans Knauß                                        | Roland Huber aus Oberösterreich Fit mit den Stars mit Hans Knauß                                        | Roland Huber aus Oberösterreich Fit mit den Stars mit Hans Knauß                                        |
| 13. | 24. März – 28. März       | | Eva Pölzl                                                                                               | Hannes Kargl aus der Steiermark Fit mit den Stars mit Conny Kreuter (Mi. und Do. auf ORF Sport +)       | Hannes Kargl aus der Steiermark Fit mit den Stars mit Conny Kreuter (Mi. und Do. auf ORF Sport +)       | Hannes Kargl aus der Steiermark Fit mit den Stars mit Conny Kreuter (Mi. und Do. auf ORF Sport +)       | Hannes Kargl aus der Steiermark Fit mit den Stars mit Conny Kreuter (Mi. und Do. auf ORF Sport +)       | Hannes Kargl vom „Steiermark-Frühling“ aus Wien Fit mit den Stars mit Conny Kreuter                     |
| 14. | 31. März – 4. April       | | Patrick Budgen                                                                                          | Katharina Reigersberg aus Wien Fit mit den Stars mit Corinna Kamper                                     | Katharina Reigersberg aus Wien Fit mit den Stars mit Corinna Kamper                                     | Katharina Reigersberg aus Wien Fit mit den Stars mit Corinna Kamper                                     | Katharina Reigersberg aus Wien Fit mit den Stars mit Corinna Kamper                                     | Katharina Reigersberg aus Wien Fit mit den Stars mit Corinna Kamper                                     |
| 15. | 7. April – 11. April      | | Eva Pölzl                                                                                               | Teresa Freudenthaler aus Niederösterreich Fit mit den Stars mit Conny Kreuter                           | Teresa Freudenthaler aus Niederösterreich Fit mit den Stars mit Conny Kreuter                           | Teresa Freudenthaler aus Niederösterreich Fit mit den Stars mit Conny Kreuter                           | Teresa Freudenthaler aus Niederösterreich Fit mit den Stars mit Conny Kreuter                           | Teresa Freudenthaler aus Niederösterreich Fit mit den Stars mit Conny Kreuter                           |
| 16. | 14. April – 18. April     | | Philipp Maschl                                                                                          | Roland Huber aus Oberösterreich Fit mit den Stars mit Corinna Kamper                                    | Roland Huber aus Oberösterreich Fit mit den Stars mit Corinna Kamper                                    | Roland Huber aus Oberösterreich Fit mit den Stars mit Corinna Kamper                                    | Roland Huber aus Oberösterreich Fit mit den Stars mit Corinna Kamper                                    | Roland Huber aus Oberösterreich                                                                         |
| 17. | 22. April – 25. April     | | Eva Pölzl                                                                                               | Ostermontag                                                                                             | Hannah Schilcher aus Salzburg Fit mit den Stars mit Conny Kreuter (Do. und Fr. auf ORF Sport +)         | Hannah Schilcher aus Salzburg Fit mit den Stars mit Conny Kreuter (Do. und Fr. auf ORF Sport +)         | Hannah Schilcher aus Salzburg Fit mit den Stars mit Conny Kreuter (Do. und Fr. auf ORF Sport +)         | Hannah Schilcher aus Salzburg Fit mit den Stars mit Conny Kreuter (Do. und Fr. auf ORF Sport +)         |
| 18. | 28. April – 2. Mai        | | Patrick Budgen (Mo.–Mi.) / Philipp Maschl (Fr.)                                                         | Hannes Kargl aus der Steiermark Fit mit den Stars mit Bernhard Kohl                                     | Hannes Kargl aus der Steiermark Fit mit den Stars mit Bernhard Kohl                                     | Hannes Kargl aus der Steiermark Fit mit den Stars mit Bernhard Kohl                                     | Staatsfeiertag                                                                                          | Hannes Kargl aus der Steiermark Fit mit den Stars mit Bernhard Kohl                                     |
| 19. | 5. Mai – 9. Mai           | | Eva Pölzl (Mo.–Di., Do.–Fr.) / Patrick Budgen (Mi.)                                                     | Marco Ventre aus Kärnten Fit mit den Stars mit Andreas Onea                                             | Marco Ventre aus Kärnten Fit mit den Stars mit Andreas Onea                                             | Marco Ventre aus Kärnten Fit mit den Stars mit Andreas Onea                                             | Marco Ventre aus Kärnten Fit mit den Stars mit Andreas Onea                                             | Marco Ventre aus Kärnten Fit mit den Stars mit Andreas Onea                                             |
| 20. | 12. Mai – 16. Mai         | | Patrick Budgen (Mo.–Do.) / Eva Pölzl (Fr.)                                                              | Daniela Schmiderer aus Tirol                                                                            | Viktoria Gstir aus Tirol                                                                                | Viktoria Gstir aus Tirol                                                                                | Diana Foidl aus Tirol                                                                                   | Reingard Diermayr aus Tirol                                                                             |
| 20. | 12. Mai – 16. Mai         | Fit mit den Stars mit Corinna Kamper (Entfall am Mi. wegen Nationalratssitzung)                         | Patrick Budgen (Mo.–Do.) / Eva Pölzl (Fr.)                                                              | | | | | |
| 21. | 19. Mai – 23. Mai         | | Eva Pölzl                                                                                               | Teresa Freudenthaler aus Niederösterreich Fit mit den Stars mit Corinna Kamper                          | Teresa Freudenthaler aus Niederösterreich Fit mit den Stars mit Corinna Kamper                          | Teresa Freudenthaler aus Niederösterreich Fit mit den Stars mit Corinna Kamper                          | Teresa Freudenthaler aus Niederösterreich Fit mit den Stars mit Corinna Kamper                          | Teresa Freudenthaler aus Niederösterreich Fit mit den Stars mit Corinna Kamper                          |
| 22. | 26. Mai – 30. Mai         | | Patrick Budgen                                                                                          | Patricia Schuller aus dem Burgenland Fit mit den Stars mit Conny Kreuter                                | Patricia Schuller aus dem Burgenland Fit mit den Stars mit Conny Kreuter                                | Patricia Schuller aus dem Burgenland Fit mit den Stars mit Conny Kreuter                                | Christi Himmelfahrt                                                                                     | Patricia Schuller aus dem Burgenland Fit mit den Stars mit Conny Kreuter                                |
| 23. | 2. Juni – 6. Juni         | | Eva Pölzl                                                                                               | Bernhard Weihsinger aus Wien Fit mit den Stars mit Corinna Kamper                                       | Bernhard Weihsinger aus Wien Fit mit den Stars mit Corinna Kamper                                       | Bernhard Weihsinger aus Wien Fit mit den Stars mit Corinna Kamper                                       | Bernhard Weihsinger aus Wien Fit mit den Stars mit Corinna Kamper                                       | Bernhard Weihsinger aus Wien Fit mit den Stars mit Corinna Kamper                                       |
| 24. | 10. Juni – 13. Juni       | | Patrick Budgen                                                                                          | Pfingstmontag                                                                                           | Roland Huber aus Oberösterreich Fit mit den Stars mit Hans Knauß (Mi. bis Fr. auf ORF Sport +)          | Roland Huber aus Oberösterreich Fit mit den Stars mit Hans Knauß (Mi. bis Fr. auf ORF Sport +)          | Roland Huber aus Oberösterreich Fit mit den Stars mit Hans Knauß (Mi. bis Fr. auf ORF Sport +)          | Roland Huber aus Oberösterreich Fit mit den Stars mit Hans Knauß (Mi. bis Fr. auf ORF Sport +)          |
| 25. | 16. Juni – 20. Juni       | | Eva Pölzl                                                                                               | Teresa Freudenthaler aus Niederösterreich Fit mit den Stars mit Conny Kreuter (auf ORF Sport +)         | Teresa Freudenthaler aus Niederösterreich Fit mit den Stars mit Conny Kreuter (auf ORF Sport +)         | Teresa Freudenthaler aus Niederösterreich Fit mit den Stars mit Conny Kreuter (auf ORF Sport +)         | Fronleichnam                                                                                            | Teresa Freudenthaler aus Niederösterreich Fit mit den Stars mit Conny Kreuter                           |
| 26. | 23. Juni – 27. Juni       | | Eva Pölzl                                                                                               | Hannes Kargl aus der Steiermark Fit mit den Stars mit Conny Kreuter                                     | Hannes Kargl aus der Steiermark Fit mit den Stars mit Conny Kreuter                                     | Hannes Kargl aus der Steiermark Fit mit den Stars mit Conny Kreuter                                     | Hannes Kargl aus der Steiermark Fit mit den Stars mit Conny Kreuter                                     | Hannes Kargl aus der Steiermark Fit mit den Stars mit Conny Kreuter                                     |
| 27. | 30. Juni – 4. Juli        | | Philipp Maschl (Mo.–Mi.) / Norbert Oberhauser (Do.–Fr.)                                                 | Marco Ventre aus Kärnten Fit mit den Stars mit Lizz Görgl                                               | Marco Ventre aus Kärnten Fit mit den Stars mit Lizz Görgl                                               | Marco Ventre aus Kärnten Fit mit den Stars mit Lizz Görgl                                               | Marco Ventre aus Kärnten Fit mit den Stars mit Lizz Görgl                                               | Marco Ventre aus Kärnten Fit mit den Stars mit Lizz Görgl                                               |
| 28. | 7. Juli – 11. Juli        | | Eva Pölzl                                                                                               | Patricia Schuller aus dem Burgenland Fit mit den Stars mit Andreas Onea (Mi. bis Fr. auf ORF Sport +)   | Patricia Schuller aus dem Burgenland Fit mit den Stars mit Andreas Onea (Mi. bis Fr. auf ORF Sport +)   | Patricia Schuller aus dem Burgenland Fit mit den Stars mit Andreas Onea (Mi. bis Fr. auf ORF Sport +)   | Patricia Schuller aus dem Burgenland Fit mit den Stars mit Andreas Onea (Mi. bis Fr. auf ORF Sport +)   | Patricia Schuller aus dem Burgenland Fit mit den Stars mit Andreas Onea (Mi. bis Fr. auf ORF Sport +)   |
| 29. | 14. Juli – 18. Juli       | | Patrick Budgen                                                                                          | Martina Huber aus Vorarlberg Fit mit den Stars mit Conny Kreuter                                        | Martina Huber aus Vorarlberg Fit mit den Stars mit Conny Kreuter                                        | Martina Huber aus Vorarlberg Fit mit den Stars mit Conny Kreuter                                        | Martina Huber aus Vorarlberg Fit mit den Stars mit Conny Kreuter                                        | Martina Huber aus Vorarlberg Fit mit den Stars mit Conny Kreuter                                        |
| 30. | 21. Juli – 25. Juli       | | Eva Pölzl                                                                                               | Hannah Schilcher aus Salzburg Fit mit den Stars mit Corinna Kamper                                      | Hannah Schilcher aus Salzburg Fit mit den Stars mit Corinna Kamper                                      | Hannah Schilcher aus Salzburg Fit mit den Stars mit Corinna Kamper                                      | Hannah Schilcher aus Salzburg Fit mit den Stars mit Corinna Kamper                                      | Hannah Schilcher aus Salzburg Fit mit den Stars mit Corinna Kamper                                      |
| 31. | 28. Juli – 1. August      | | Patrick Budgen                                                                                          | Marco Ventre aus Kärnten Fit mit den Stars mit Conny Kreuter                                            | Marco Ventre aus Kärnten Fit mit den Stars mit Conny Kreuter                                            | Marco Ventre aus Kärnten Fit mit den Stars mit Conny Kreuter                                            | Marco Ventre aus Kärnten Fit mit den Stars mit Conny Kreuter                                            | Marco Ventre aus Kärnten Fit mit den Stars mit Conny Kreuter                                            |
| 32. | 4. August – 8. August     | | Patrick Budgen (Mo.) / Eva Pölzl (Di.–Fr.)                                                              | Bernhard Weihsinger aus Wien Fit mit den Stars mit Corinna Kamper                                       | Bernhard Weihsinger aus Wien Fit mit den Stars mit Corinna Kamper                                       | Bernhard Weihsinger aus Wien Fit mit den Stars mit Corinna Kamper                                       | Bernhard Weihsinger aus Wien Fit mit den Stars mit Corinna Kamper                                       | Bernhard Weihsinger aus Wien Fit mit den Stars mit Corinna Kamper                                       |
| 33. | 11. August – 14. August   | | Norbert Oberhauser                                                                                      | Teresa Freudenthaler aus Niederösterreich Fit mit den Stars mit Hans Knauß                              | Teresa Freudenthaler aus Niederösterreich Fit mit den Stars mit Hans Knauß                              | Teresa Freudenthaler aus Niederösterreich Fit mit den Stars mit Hans Knauß                              | Teresa Freudenthaler aus Niederösterreich Fit mit den Stars mit Hans Knauß                              | Mariä Himmelfahrt                                                                                       |
| 34. | 18. August – 22. August   | | Eva Pölzl                                                                                               | Roland Huber aus Oberösterreich Fit mit den Stars mit Corinna Kamper                                    | Roland Huber aus Oberösterreich Fit mit den Stars mit Corinna Kamper                                    | Roland Huber aus Oberösterreich Fit mit den Stars mit Corinna Kamper                                    | Roland Huber aus Oberösterreich Fit mit den Stars mit Corinna Kamper                                    | Roland Huber aus Oberösterreich Fit mit den Stars mit Corinna Kamper                                    |

1. ↑  An ein paar Tagen in der Oberösterreich-Woche wurde Lukas Schweighofer von Eva Pölzl vertreten, da er kurzfristig erkrankt war.
2. ↑  An den Guten Morgen Österreich-Tagen in Spielberg wurde Eva Pölzl von Lukas Schweighofer vertreten.
3. ↑  In der Guten Morgen Österreich-Woche in Wien wurde Eva Pölzl von Nina Kraft vertreten.
4. ↑  In der Guten Morgen Österreich-Woche in der Steiermark wurde Eva Pölzl von Nina Kraft vertreten.
5. ↑  In Mariazell wurde Eva Pölzl von Nina Kraft vertreten.
6. ↑  Am 15. Dezember 2017 war eine Ausstrahlung aus dem Ort Lech geplant. Aufgrund des starken Schneefalles musste das mobile Studio in Zürs bleiben.
7. ↑  Am 7. und 8. Jänner 2019 vertrat Elisabeth Pauer die erkrankte Eva Pölzl.
8. ↑  Aufgrund großer Schneemengen bzw. Vermurungen blieb das Studio ganzwöchig in Nußdorf-Debant. Die nicht besuchten Orte wurden aber in der Sendung vorgestellt.
9. ↑  Am 16. und 17. Jänner 2020 war Eva Pölzl aufgrund der Aufzeichnung der Promi-Millionenshow verhindert.
10. ↑  Vom 22. bis 24. Jänner 2020 vertrat Eva Pölzl den erkrankten Lukas Schweighofer.
11. ↑  Geplant gewesen wären von 16. – 20. März: Tannheim, Nesselwängle, Grän/Haldensee, Schattwald/Zöblen und Jungholz.
12. ↑  Geplant gewesen wären von 23. – 27. März: Tarsdorf, Moosdorf, Braunau am Inn, Helpfau-Uttendorf und Munderfing.
13. ↑  Geplant gewesen wären von 30. März – 3. April: Gleisdorf, Pischelsdorf in der Steiermark, Puch bei Weiz, Buchberg bei Herberstein und Kaindorf (Teichstub'n/Steirerrast).
14. ↑  Geplant gewesen wären von 27. bis 30. Oktober: Riedlingsdorf, Schachendorf, Loipersdorf-Kitzladen und Neustift an der Lafnitz.
15. ↑  Geplant gewesen wären von 9. bis 13. November: Ruprechtshofen (Montag und Dienstag), Frankenfels und St. Anton an der Jeßnitz (Donnerstag und Freitag).
16. ↑  Geplant gewesen wären von 16. bis 20. November: Großkirchheim, Mörtschach, Rangersdorf, Stall und Außerfragant.
17. ↑  Geplant gewesen wären von 23. bis 27. November: Gratwein-Straßengel (Montag und Dienstag), Gratkorn (Mittwoch und Donnerstag) und Übelbach.
18. ↑  Am 16. und 17. September 2021 vertrat Eva Pölzl den erkrankten Lukas Schweighofer.
19. ↑  Vom 1. bis 3. Dezember 2021 war ursprünglich Lukas Schweighofer als Moderator eingeplant gewesen, erkrankte allerdings.
20. ↑  In Woche 45/2023 war ursprünglich Budgen für die ganze Woche geplant.
21. ↑  In Kalenderwoche 22/2024 vertrat Eva Pölzl den erkrankten Patrick Budgen.

## Sonstiges
Bei Guten Morgen Österreich gibt es das Gewinnspiel „Wort der Woche“. Jeden Tag wird ein Buchstabe verraten. Am Freitag kann man das sich aus den Buchstaben der Woche ergebende Wort telefonisch bekanntgeben. Der Gewinner wird am Montag der folgenden Woche verkündet.
Vermutlich seit 2020 oder Anfang 2021 werden in der Rubrik „Auf einen Kaffee mit...“ einer prominenten Person, häufig aus dem ORF oder dem Unterhaltungsbereich, einige persönliche Fragen gestellt.